# 프리미어리그의 외국인 선수 명단
프리미어리그 외국인 선수 명단은 1992년부터 시작된 프리미어리그에서 활약한 외국인 선수들의 명단이다. 이 선수들은 다음 조건을 충족해야 한다.
1. . 굵은 글씨로 표시된 선수는 현재 프리미어리그에서 활동하고 있는 선수이다.
2. . 프리미어리그 구단과 계약했으나 프리미어리그 경기에 출전하지 못한 선수는 기재하지 않는다.
3. . 영국 국적을 가지고 있는 선수(스코틀랜드, 웨일스, 북아일랜드 포함)는 기재하지 않는다. 단, 영국에서 태어났으나 성인 대표팀을 다른 나라로 선택했을 시에는 기재한다.
4. . 프리미어리그 구단과 계약을 했고 프리미어리그 경기에 뛴 선수라도 리그에 출전하지 못한 시즌이 있으면 그 시즌은 기재하지 않는다.

207개의 FIFA 가맹국 중 115개국에서 외국인 프리미어리거가 나왔고 가장 최근에 첫 번째 외국인 프리미어리거를 배출한 국가는 과테말라 (너새니얼 멘데스랭, 2018-19 시즌 카디프 시티에서 활동)이다.
2023년 5월 28일 기준

## 아프리카 (CAF)

### 가나

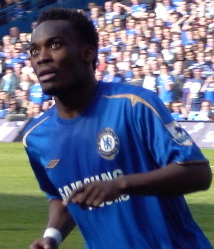
마이클 에시엔은 첼시 소속으로 두번의 프리미어리그 우승컵을 들어올렸다.

- 앨버트 아도마 – 미들즈브러 – 2016–17[Note 4]
- 주니어 아고고 – 셰필드 웬즈데이 – 1997–99[Note 82]
- 패트릭 아계망 – 퀸스 파크 레인저스 – 2011–12[Note 4]
- 대니얼 아마티 – 레스터 시티 – 2015–19, 2020–23
- 크리스천 아추 – 에버턴, 뉴캐슬 유나이티드 – 2014–15, 2017–20
- 앙드레 아유 – 스완지 시티, 웨스트햄 유나이티드, 노팅엄 포리스트 – 2015–18, 2022–23[Note 2]
- 조르당 아유 – 애스턴 빌라, 스완지 시티, 크리스털 팰리스– 2015–[Note 2]
- 데릭 보아텡 – 풀럼 – 2013–14
- 케빈프린스 보아텡 – 토트넘 홋스퍼, 포츠머스 – 2007–10[Note 19][Note 40]
- 말릭 부아리 – 풀럼 – 2003–04
- 조 도두 – 레스터 시티 – 2015–16[Note 88]
- 마이클 에시엔 – 첼시 – 2005–12, 2013–14
- 타리크 포수 – 브렌트퍼드 – 2021–22
- 이매뉴얼 프림퐁 – 아스널, 울버햄프턴, 풀럼 – 2011–13[Note 41]
- 아사모아 잔 – 선덜랜드 – 2010–12
- 엘비스 해먼드 – 풀럼 – 2002–03, 2004–05
- 리처드 킹슨 – 버밍엄 시티, 위건 애슬레틱, 블랙풀 – 2007–09, 2010–11
- 니 램프티 – 애스턴 빌라, 코번트리 시티 – 1994–96
- 타리크 램프티 – 첼시, 브라이턴 & 호브 앨비언 – 2019–
- 존 멘사 – 선덜랜드 – 2009–11
- 설리 문타리 – 포츠머스, 선덜랜드 – 2007–08, 2010–11
- 앨릭스 니아코 – 에버턴 – 2000–01, 2003–04
- 데니스 오도이 – 풀럼 – 2018–19, 2020–21
- 퀸시 오우수아베이 – 아스널, 포츠머스 – 2004–06, 2009–10[Note 3][Note 42]
- 존 판트실 – 웨스트햄 유나이티드, 풀럼 – 2006–11
- 토머스 파티 – 아스널 – 2020–
- 바바 라만 – 첼시 – 2015–16
- 모하메드 살리수 – 사우샘프턴 – 2020–23
- 제프리 슐루프 – 레스터 시티, 크리스털 팰리스 – 2014–[Note 80]
- 앙투안 세메뇨 – 본머스 – 2022–
- 카말딘 술레마나 – 사우샘프턴 – 2022–23
- 토니 예보아 – 리즈 유나이티드 – 1994–97

### 가봉
- 피에르에메리크 오바메양 – 아스널, 첼시 – 2017–[b FRA][c FRA U21]
- 다니엘 쿠쟁 – 헐 시티 – 2008–10
- 마리오 레미나 – 사우샘프턴, 풀럼, 울버햄프턴 원더러스 – 2017–19, 2020–21, 2022–[c FRA U21]
- 디디에 은동 – 선덜랜드 – 2016–17

### 감비아
- 모두 배로 – 스완지 시티 – 2014–17

### 기니
- 모 카마라 – 더비 카운티 – 2007–08
- 티티 카마라 – 리버풀, 웨스트햄 유나이티드 – 1999–2003
- 이브라히마 시세 – 풀럼 – 2018–19
- 카바 디아와라 – 아스널, 웨스트햄 유나이티드 – 1998–99, 2000–01[Note 2][Note 43]
- 나뷔 케이타 – 리버풀 – 2018–23
- 카밀 자야테 – 헐 시티 – 2008–10

### 기니비사우
- 메스카 – 풀럼 – 2013–14[Note 110]

### 나이지리아

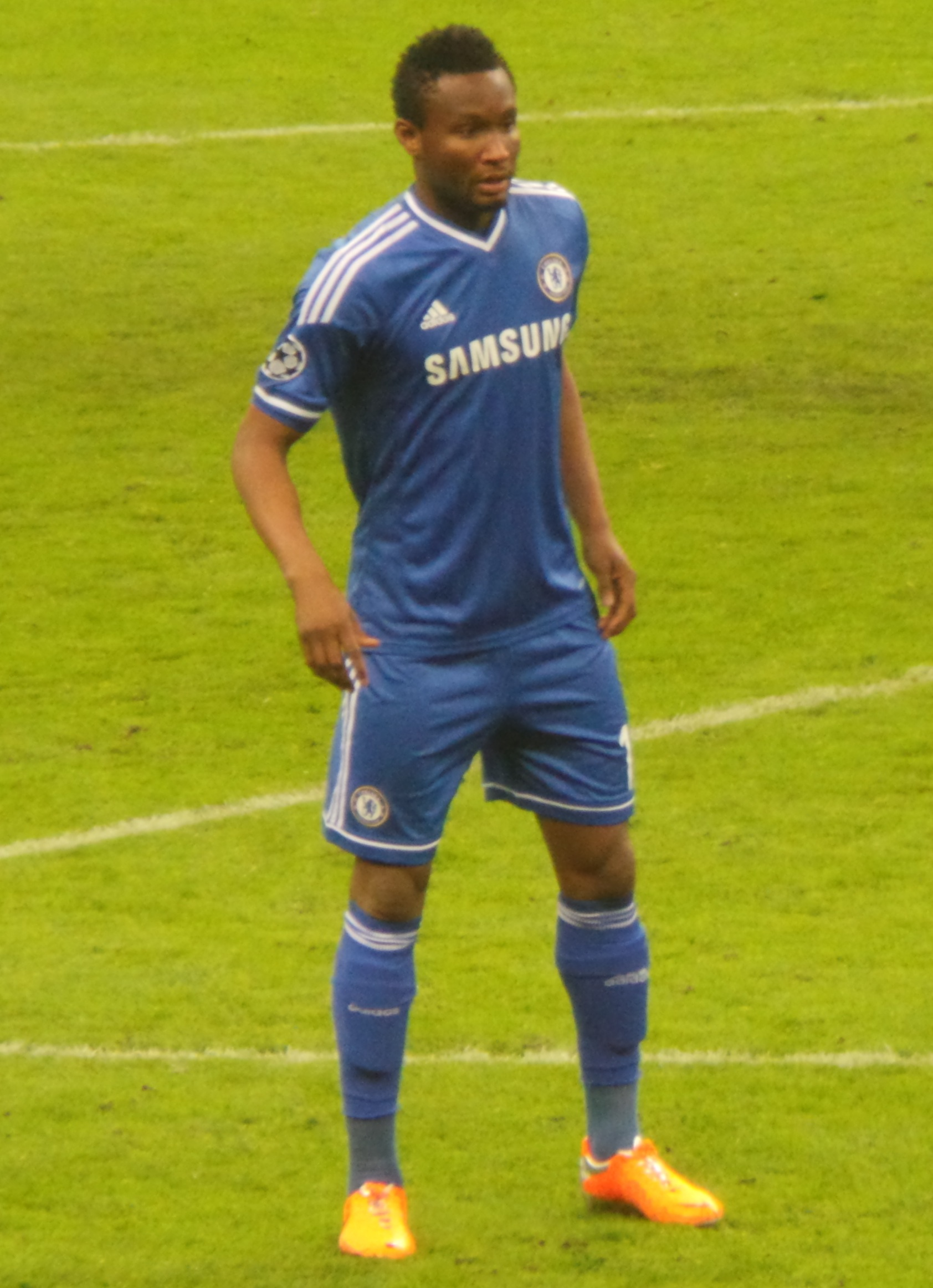
존 오비 미켈은 첼시 소속으로 두번의 프리미어리그 우승컵을 들어올렸다.

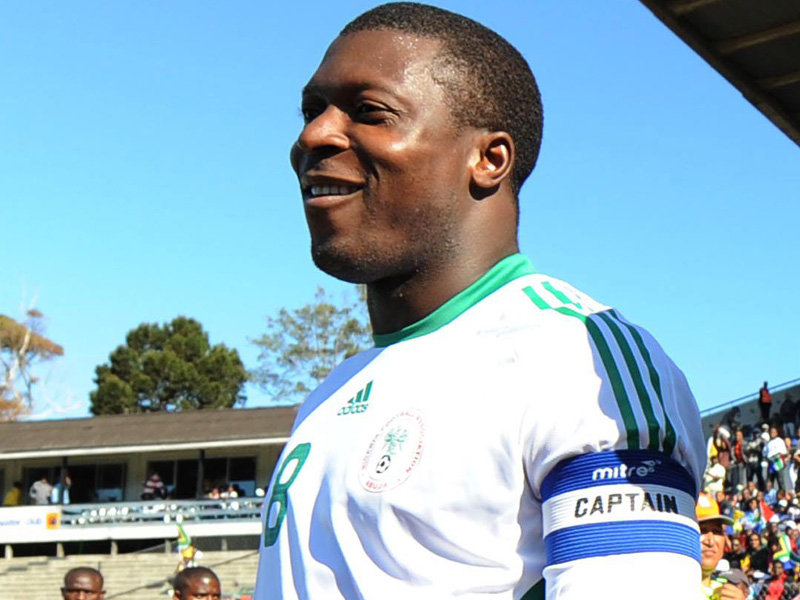
야쿠부는 2003년부터 2012년까지 4개의 프리미어리그 팀에서 활약했다.

- 줄리어스 아가호와 – 위건 애슬레틱 – 2006–08
- 올라 아이나 – 첼시, 풀럼 – 2016–17, 2020-21[Note 4][Note 63]
- 세미 아자이 – 웨스트브로미치 앨비언 – 2020-21[Note 4]
- 아데 아킨비 – 노리치 시티, 레스터 시티, 셰필드 유나이티드 – 1993–95, 2000–02, 2006–07[Note 4]
- 호프 아크판 – 레딩 – 2012–13[Note 4]
- 추바 아크폼 – 아스널 – 2013–15[Note 4][Note 44]
- 새미 아메오비 – 뉴캐슬 유나이티드 – 2010–15[Note 4][Note 44]
- 숄라 아메오비 – 뉴캐슬 유나이티드, 크리스털 팰리스 – 2000–09, 2010–15[Note 44]
- 대니얼 아모카치 – 에버턴 – 1994–96
- 빅터 아니체베 – 에버턴, 웨스트브로미치 앨비언, 선덜랜드 – 2005–17
- 소네 알루코 – 헐 시티 – 2013–15[Note 4][Note 61]
- 조 아리보 – 사우샘프턴 – 2022–23[Note 4]
- 타이워 아워니이 – 노팅엄 포리스트 – 2022–
- 셀레스틴 바바야로 – 첼시, 뉴캐슬 유나이티드 – 1997–2007
- 레온 발로군 – 브라이턴 & 호브 앨비언 – 2018–19
- 엠마누엘 데니스 – 왓퍼드, 노팅엄 포리스트 – 2021–
- 에판 에코쿠 – 노리치 시티, 윔블던 – 1992–99[Note 4]
- 이매뉴얼 에메니케 – 웨스트햄 유나이티드 – 2015–16
- 피터 에테보 – 왓퍼드 – 2021–22
- 딕슨 에투후 – 선덜랜드, 풀럼 – 2007–12
- 켈빈 에투후 – 맨체스터 시티 – 2007–09
- 피니디 조지 – 입스위치 타운 – 2001–02
- 브라운 이데예 – 웨스트브로미치 앨비언 – 2014–15
- 오디온 이갈로 – 왓퍼드, 맨체스터 유나이티드 – 2015–17, 2019–21
- 켈레치 이헤아나초 – 맨체스터 시티, 레스터 시티 – 2015–2023
- 칼 이켐 – 울버햄프턴 원더러스 – 2011–12[Note 4]
- 앨릭스 이워비 – 아스널, 에버턴 – 2015–[Note 88]
- 새뮤얼 칼루 – 왓퍼드 – 2021–22
- 블레싱 카쿠 – 볼턴 원더러스 – 2004–05
- 느왕쿼 카누 – 아스널, 웨스트브로미치 앨비언, 포츠머스 – 1998–2010
- 프레디 라다포 – 크리스털 팰리스 – 2017–18[Note 44]
- 아데몰라 루크먼 – 에버턴, 풀럼, 레스터 시티 – 2016–19, 2020-22
- 조시 마자 – 풀럼 – 2020-21
- 오바페미 마틴스 – 뉴캐슬 유나이티드, 버밍엄 시티 – 2006–09, 2010–11
- 존 오비 미켈 – 첼시 – 2006–16
- 빅터 모지스 – 위건 애슬레틱, 첼시, 리버풀, 스토크 시티, 웨스트햄 유나이티드 – 2009–19[Note 44]
- 아흐메드 무사 – 레스터 시티 – 2016–17
- 조지 은다 – 크리스털 팰리스 – 1992–95[Note 4]
- 윌프리드 은디디 – 레스터 시티 – 2016–23
- 빅터 오비나 – 웨스트햄 유나이티드 – 2010–11
- 피터 오뎀윙기에 – 웨스트브로미치 앨비언, 카디프 시티, 스토크 시티– 2010–16[Note 62]
- 제이제이 오코차 – 볼턴 원더러스 – 2002–06
- 아이작 오코롱쿼 – 울버햄프턴 원더러스 – 2003–04
- 세이 올로핀야나 – 스토크 시티, 헐 시티 – 2008–10
- 폴 오누아추 – 사우샘프턴 – 2022-23
- 프랭크 오니에카 – 브렌트퍼드 – 2021–
- 대니 시투 – 왓퍼드, 볼턴 원더러스 – 2006–07, 2008–09
- 샘 소데 – 레딩 – 2006–07[Note 4]
- 아이작 석세스 – 왓퍼드 – 2016–17, 2018–20
- 타예 타이우 – 퀸스 파크 레인저스 – 2011–12
- 윌리엄 트루스트에콩 – 왓퍼드 – 2021–22
- 이피니 우데제 – 웨스트브로미치 앨비언 – 2002–03
- 존 우타카 – 포츠머스 – 2007–10
- 타리보 웨스트 – 더비 카운티 – 2000–01
- 야쿠부 – 포츠머스, 미들즈브러, 에버턴, 블랙번 로버스 – 2003–12
- 조지프 요보 – 에버턴, 노리치 시티 – 2002–10, 2013–14

### 남아프리카 공화국

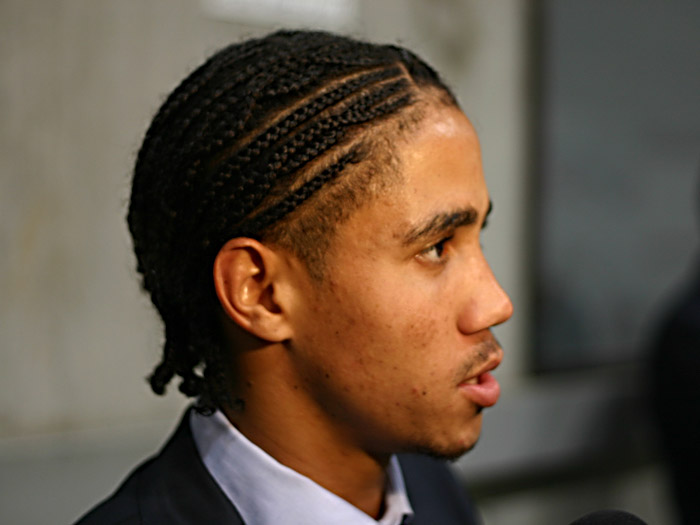
스티븐 피나르는 2007년 에버턴에 입단한 이후 3개의 팀에서 9년 동안 프리미어리그 생활을 하고 있다.

- 숀 바트렛 – 찰턴 애슬레틱 – 2000–06
- 카기쇼 딕카코이 – 풀럼, 크리스털 팰리스 – 2009–11, 2013–14
- 마크 피시 – 볼턴 원더러스, 찰턴 애슬레킥 – 1997–98, 2000–05
- 퀸턴 포춘 – 맨체스터 유나이티드, 볼턴 원더러스 – 1999–2005, 2006–07
- 칸야 레샤벨라 – 레스터 시티 – 2020–21
- 음불레로 마비젤라 – 토트넘 홋스퍼 – 2003–05
- 필 마싱가 – 리즈 유나이티드 – 1994–96
- 베니 매카시 – 블랙번 로버스, 웨스트햄 유나이티드 – 2006–11
- 에런 모코에나 – 블랙번 로버스. 포츠머스 – 2004–10
- 매티 패티슨 – 뉴캐슬 유나이티드 – 2005–07
- 스티븐 피나르 – 에버턴, 토트넘 홋스퍼, 선덜랜드 – 2007–17
- 루카스 라데베 – 리즈 유나이티드 – 1994–2001, 2002–04
- 토켈로 란티 – 본머스 – 2015–16
- 페르시 타우 – 브라이턴 & 호브 앨비언 – 2020–21
- 에릭 팅클러 – 반즐리 – 1997–98

### 라이베리아
- 알렉스 니멜리 – 맨체스터 시티 – 2009–10[Note 63]
- 조지 웨아 – 첼시, 맨체스터 시티 – 1999–2001
- 크리스토퍼 레 – 아스널 – 1997–99

### 말리
- 이브 비수마 – 브라이턴 & 호브 앨비언, 토트넘 홋스퍼 – 2018–
- 칼리파 시세 – 레딩 – 2007–08[Note 2]
- 푸세니 디아바테 – 레스터 시티 – 2017–19
- 삼바 디아키테 – 퀸스 파크 레인저스 – 2011–13[Note 2]
- 마하마두 디아라 – 풀럼 – 2011–13
- 무사 제네포 – 사우샘프턴 – 2019–23
- 압둘라이 두쿠레 – 왓퍼드, 에버턴 – 2016–
- 셰이크 두쿠레 – 크리스털 팰리스 – 2022–
- 마사디오 아이다라 – 뉴캐슬 유나이티드 – 2012–16, 2017–18
- 프레데리크 카누테 – 웨스트햄 유나이티드, 토트넘 홋스퍼 – 1999–2006[Note 2][Note 43]
- 지미 케베 – 레딩, 크리스털 팰리스 – 2007–08, 2012–14[Note 2]
- 모디보 마이가 – 웨스트햄 유나이티드 – 2012–15
- 바카리 사코 – 크리스털 팰리스 – 2015–19[Note 2][Note 43]
- 마마디 시디베 – 스토크 시티 – 2008–11
- 모하메드 시소코 – 리버풀 – 2005–08[Note 2]
- 야쿠바 실라 – 애스턴 빌라 – 2012–14[Note 2][Note 43]
- 부바카르 트라오레 – 울버햄프턴 원더러스 – 2022–
- 지미 트라오레 – 리버풀, 찰턴 애슬레틱, 포츠머스 – 2000–01, 2002–08[Note 2]
- 몰라 와귀에 – 왓퍼드 – 2017–2018[b FRA][c FRA U19]

### 모로코
- 나예프 아게르드 – 웨스트햄 유나이티드 – 2022–
- 노르딘 암라바트 – 왓퍼드 – 2015–18[Note 3][Note 42]
- 오사마 아사이디 – 리버풀, 스토크 시티 – 2012–15
- 소피안 부팔 – 사우샘프턴 – 2016–18, 2019–20[Note 2]
- 마루안 샤마크 – 아스널, 웨스트햄 유나이티드, 크리스털 팰리스 – 2010–16[Note 2][Note 53]
- 유세프 치포 – 코번트리 시티 – 1999–2001
- 마누엘 다 코스타 – 웨스트햄 유나이티드 – 2009–11[Note 2][Note 99]
- 카림 엘 아마디 – 애스턴 빌라 – 2012–14[Note 3]
- 탈랄 엘 카쿠리 – 선덜랜드, 찰턴 애슬레틱 – 2002–03, 2004–07
- 타하르 엘 칼레이 – 사우샘프턴, 찰턴 애슬레틱 – 1999–2003
- 나빌 엘 자르 – 리버풀 – 2006–07, 2008–10[Note 2][Note 43]
- 무스타파 하지 – 코번트리 시티, 애스턴 빌라 – 1999–2004
- 하산 카흘룰 – 사우샘프턴, 애스턴 빌라, 울버햄프턴 원더러스 – 1998–2002, 2003–04
- 임란 루자 – 왓퍼드 – 2021–22
- 아담 마시나 – 왓퍼드 – 2018–20, 2021–22
- 누레딘 나이베트 – 토트넘 홋스퍼 – 2004–06
- 압데슬람 우아두 – 풀럼 – 2001–03
- 압델하미드 사비리 – 허더즈필드 타운 – 2017–19
- 유세프 사프리 – 노리치 시티 – 2004–05
- 로맹 사이스 – 울버햄프턴 원더러스 – 2018–22
- 아델 타랍 – 토트넘 홋스퍼, 퀸스 파크 레인저스, 풀럼 – 2006–09, 2011–15[Note 53]
- 하킴 지야시 – 첼시 – 2020–

### 베냉
- 루디 게스테드 – 카디프 시티, 애스턴 빌라, 미들즈브러 – 2013–14, 2015–17[Note 2][Note 53]
- 스티브 무니에 – 허더즈필드 타운 – 2017–19
- 스테판 세세뇽 – 선덜랜드, 웨스트브로미치 앨비언 – 2010–16

### 부룬디
- 사이도 베라히노 – 웨스트브로미치 앨비언, 스토크 시티 – 2013–18
- 가엘 비지리마나 – 뉴캐슬 유나이티드 – 2012–13[Note 63]

### 부르키나파소
- 당고 와타라 – 본머스 – 2022–
- 베르트랑 트라오레 – 첼시, 애스턴 빌라 – 2015–16, 2020–

### 세네갈
- 뎀바 바 – 웨스트햄 유나이티드, 뉴캐슬 유나이티드, 첼시 – 2010–14[Note 2]
- 아비브 베예 – 뉴캐슬 유나이티드, 애스턴 빌라 – 2007–11[Note 2]
- 앙리 카마라 – 울버햄프턴 원더러스, 사우샘프턴, 위건 애슬레틱, 웨스트햄 유나이티드, 스토크 시티 – 2003–09
- 알리우 시세 – 버밍엄 시티, 포츠머스 – 2002–06
- 파피스 시세 – 뉴캐슬 유나이티드 – 2011–16
- 페르디난드 콜리 – 버밍엄 시티 – 2002–03
- 알리 디아 – 사우샘프턴 – 1996–97
- 음바예 디아뉴 – 웨스트브로미치 앨비언 – 2020–21
- 모아메드 디아메 – 위건 애슬레틱, 웨스트햄 유나이티드, 헐 시티, 뉴캐슬 유나이티드 – 2009–15, 2017–19[Note 2]
- 살리프 디아오 – 리버풀, 버밍엄 시티, 포츠머스, 스토크 시티 – 2002–06, 2008–12
- 라미네 디아타 – 뉴캐슬 유나이티드 – 2007–08
- 지브릴 디아와라 – 볼턴 원더러스 – 2001–02
- 술레만 디아와라 – 찰턴 애슬레틱 – 2006–07
- 파파 부바 디오프 – 풀럼, 포츠머스 – 2004–10
- 엘 하지 디우프 – 리버풀, 볼턴 원더러스, 선덜랜드, 블랙번 로버스 – 2002–11
- 맘 비람 디우프 – 맨체스터 유나이티드, 블랙번 로버스, 스토크 시티 – 2009–11, 2014–18
- 파피 질로보지 – 선덜랜드 – 2016–17
- 칼릴루 파디가 – 볼턴 원더러스 – 2004–06
- 압둘라예 파예 – 볼턴 원더러스, 뉴캐슬 유나이티드, 스토크 시티, 헐 시티 – 2005–11, 2013–14
- 암디 파예 – 포츠머스, 뉴캐슬 유나이티드, 찰턴 애슬레틱, 스토크 시티 – 2003–07, 2008–09
- 이드리사 게예 – 애스턴 빌라, 에버턴 – 2015–19, 2022–
- 마가예 게예 – 에버턴 – 2010–14[Note 2][Note 43]
- 디오망시 카마라 – 포츠머스, 웨스트브로미치 앨비언, 풀럼 – 2004–06, 2007–11[Note 2]
- 칼리두 쿨리발리 – 첼시 – 2022–
- 셰이쿠 쿠야테 – 웨스트햄 유나이티드, 크리스털 팰리스, 노팅엄 포리스트 – 2014–
- 사디오 마네 – 사우샘프턴, 리버풀 – 2014–22
- 카데르 마가네 – 선덜랜드 – 2012–13
- 에두아르 멘디 – 첼시 – 2020–
- 남팔리스 멘디 – 레스터 시티 – 2016–23
- 알프레드 은디아예 – 선덜랜드, 헐 시티 – 2012–13, 2016–17[Note 2][Note 43]
- 바두 은디아예 – 스토크 시티 – 2017–18
- 일리만 은디아예 – 셰필드 유나이티드 – 2020–21
- 다메 은도예 – 헐 시티, 선덜랜드 – 2014–16
- 무사 니아카테 – 노팅엄 포리스트 – 2022–
- 음바예 니앙 – 왓퍼드 – 2016–17[b FRA][c FRA U21]
- 우마르 니아스 – 에버턴, 헐 시티, 카디프 시티 – 2015–20
- 앙리 사이베 – 뉴캐슬 유나이티드 – 2015–16, 2017–18[Note 43]
- 디아프라 사코 – 웨스트햄 유나이티드 – 2014–18
- 라미네 사코 – 리즈 유나이티드 – 2003–04
- 이스마일라 사르 – 왓퍼드 – 2019–20, 2021–22
- 파페 마타르 사르 – 토트넘 홋스퍼 – 2022–
- 이브라히마 송코 – 레딩, 스토크 시티, 헐 시티 – 2006–10
- 파페 수아레 – 크리스털 팰리스 – 2014–19
- 아르망 트라오레 – 아스널, 포츠머스, 퀸스 파크 레인저스 – 2007–10, 2011–13, 2014–15[Note 2][Note 43]

### 세이셸
- 케빈 베치 – 풀럼 – 2001–02[Note 4]
- 마이클 맨시엔 – 첼시, 울버햄프턴 원더러스 – 2008–11

### 시에라리온
- 알하산 방구라 – 왓퍼드 – 2006–07
- 스티븐 코커 – 스완지 시티, 토트넘 홋스퍼, 카디프 시티, 퀸스 파크 레인저스, 사우샘프턴, 리버풀 – 2011–16
- 앨버트 자렛 – 왓퍼드 – 2006–07
- 술레이 카이카이 – 크리스털 팰리스 – 2015–18
- 케이 카마라 – 노리치 시티 – 2012–13

### 알제리
- 메디 아베이드 – 뉴캐슬 유나이티드 – 2014–15[Note 2][Note 64]
- 라얀 아이트누리 – 울버햄프턴 원더러스 – 2020–
- 나디르 벨하지 – 포츠머스 – 2008–10[Note 2][Note 64]
- 자멜 벨마디 – 맨체스터 시티 – 2002–03[Note 2]
- 알리 베나르비아 – 맨체스터 시티 – 2002–03
- 사이드 벤라흐마 – 웨스트햄 유나이티드 – 2020–
- 나빌 벤탈렙 – 토트넘 홋스퍼, 뉴캐슬 유나이티드 – 2013–16, 2019–20[Note 2][Note 53]
- 아뫼르 부아자 – 왓퍼드, 풀럼 – 2006–08[Note 2]
- 마지드 부게라 – 찰턴 애슬레틱 – 2006–07[Note 2]
- 소피안 페굴리 – 웨스트햄 유나이티드 – 2016–17[Note 2][Note 43]
- 라시드 게잘 – 레스터 시티 – 2018–19
- 카멜 길라스 – 헐 시티 – 2009–10[Note 2]
- 아들렌 게디우라 – 울버햄프턴 원더러스, 크리스털 팰리스, 왓퍼드, 미들즈브러 – 2009–12, 2013–17[Note 2]
- 라피크 할리시 – 풀럼 – 2010–11
- 리야드 마레즈 – 레스터 시티, 맨체스터 시티 – 2014–[Note 2]
- 무사 사이브 – 토트넘 홋스퍼 – 1997–99
- 이슬람 슬리마니 – 레스터 시티, 뉴캐슬 유나이티드 – 2016–18, 2020–21
- 하산 옙다 – 포츠머스 – 2009–10[Note 2][Note 53]

### 앙골라
- 엘데르 코스타 – 울버햄프턴 원더러스, 리즈 유나이티드 – 2018–19, 2020–22
- 마누슈 – 맨체스터 유나이티드, 헐 시티 – 2008–09

### 이집트
- 아메드 엘모하마디 – 선덜랜드, 헐 시티, 애스턴 빌라 – 2010–15, 2016–17, 2019–21
- 무함마드 엘네니 – 아스널 – 2015–19, 2020–
- 아흐메드 파티 – 셰필드 유나이티드 – 2006–07
- 게도 – 헐 시티 – 2013–14
- 호삼 갈리 – 토트넘 홋스퍼, 더비 카운티 – 2006–08
- 아흐메드 헤가지 – 웨스트브로미치 앨비언 – 2017–18, 2020–21
- 미도 – 토트넘 홋스퍼, 미들즈브러, 위건 애슬레틱, 웨스트햄 유나이티드 – 2004–10
- 모하메드 살라 – 첼시, 리버풀 – 2013–15, 2017–
- 모하메드 쇼키 – 미들즈브러 – 2007–09
- 라마단 소비 – 스토크 시티 – 2016–19
- 트레제게 – 애스턴 빌라 – 2019–22
- 아므르 자키 – 위건 애슬레틱, 헐 시티 – 2008–10

### 잠비아
- 팻슨 다카 – 레스터 시티 – 2021–23
- 닐 그레고리 – 입스위치 타운 – 1994–95
- 이매뉴얼 마유카 – 사우샘프턴 – 2012–13, 2014–15
- 콜린스 음베수마 – 포츠머스 – 2005–06
- 에녹 음웨푸 – 브라이턴 & 호브 앨비언 – 2021–23

### 적도 기니
- 에밀리오 은수에 – 미들즈브러 – 2016–17[Note 87][Note 94]
- 페드로 오비앙 – 웨스트햄 유나이티드 – 2015–19[Note 87][Note 94]

### 짐바브웨
- 벤자니 – 포츠머스, 맨체스터 시티, 선덜랜드, 블랙번 로버스 – 2005–11
- 브렌던 갤러웨이 – 에버턴, 웨스트브로미치 앨비언 – 2014–17
- 브루스 그로벨라르 – 리버풀, 사우샘프턴 – 1992–96[Note 14]
- 마블러스 나캄바 – 애스턴 빌라 – 2019–22
- 피터 은들로부 – 코번트리 시티 – 1992–97
- 조던 제무라 – 본머스 – 2022–

### 카메룬
- 브누아 아수에코토 – 토트넘 홋스퍼 – 2006–13[Note 2]
- 티모테 아투바 – 토트넘 홋스퍼 – 2004–05
- 세바스티앵 바송 – 뉴캐슬 유나이티드, 토트넘 홋스퍼, 울버햄프턴 원더러스, 노리치 시티 – 2008–14, 2015–16[Note 2][Note 43]
- 앙드레 비키 – 레딩, 번리 – 2006–08, 2009–10
- 가이탕 봉 – 브라이턴 & 호브 앨비언 – 2017–20[b FRG U21]
- 에리크 막심 추포모팅 – 스토크 시티 – 2017–18[Note 19][Note 40]
- 에리크 젬바젬바 – 맨체스터 유나이티드, 애스턴 빌라 – 2003–07
- 루돌프 두알라 – 포츠머스 – 2006–07
- 조지 엘로코비 – 울버햄프턴 원더러스 – 2009–12
- 에용 에노 – 풀럼 – 2012–13
- 사뮈엘 에토 – 첼시, 에버턴 – 2013–15
- 마르크비비앙 푀 – 웨스트햄 유나이티드, 맨체스터 시티 – 1998–2000, 2002–03
- 제레미 – 미들즈브러, 첼시, 뉴캐슬 유나이티드 – 2002–09
- 조세프데시레 좁 – 미들즈브러 – 2000–06[Note 2]
- 로랑 – 아스널, 포츠머스 – 2000–08
- 장 마쿤 – 애스턴 빌라 – 2010–11
- 조엘 마티프 – 리버풀 – 2016–[Note 80]
- 브리앙 음뵈모 – 브렌트퍼드 – 2021–
- 스테판 음비아 – 퀸스 파크 레인저스 – 2012–13
- 파트리크 음보마 – 선덜랜드 – 2001–02
- 루시앙 메토모 – 맨체스터 시티 – 2002–03
- 발레리 메자게 – 포츠머스 – 2004–05[Note 2]
- 클랭통 은지 – 토트넘 홋스퍼 – 2015–16
- 조르주케빈 은쿠두 – 토트넘 홋스퍼, 번리 – 2016–20
- 니콜라 은쿨루 – 왓퍼드 – 2021–22
- 알랑 니옹 – 왓퍼드, 웨스트브로미치 앨비언 – 2015–18[Note 2]
- 살로몽 올렘베 – 리즈 유나이티드, 위건 애슬레틱 – 2003–04, 2007–08
- 알렉상드르 송 – 찰턴 애슬레틱, 아스널, 웨스트햄 유나이티드 – 2005–12, 2014–16[Note 97]
- 리고베르 송 – 리버풀, 웨스트햄 유나이티드 – 1998–2002
- 프랑크 송고 – 포츠머스 – 2005–06, 2007–08[Note 53]
- 소망 초이 – 웨스트브로미치 앨비언 – 2010–12
- 피에르 워메 – 풀럼 – 2002–03
- 앙드레프랑크 잠보 앙기사 – 풀럼 – 2018–19, 2020–21

### 카보베르데
- 베베 – 맨체스터 유나이티드 – 2010–11
- 카브랄 – 선덜랜드 – 2013–14[Note 73]
- 펠레 – 웨스트브로미치 앨비언 – 2008–09[Note 13]

### 케냐
- 빅터 완야마 – 사우샘프턴, 토트넘 홋스퍼 – 2013–20

### 코트디부아르
- 세르주 오리에 – 토트넘 홋스퍼, 노팅엄 포리스트 – 2017–21, 2022–
- 에리크 바이 – 맨체스터 유나이티드 – 2016–22
- 이브라히마 바카요코 – 에버턴 – 1998–99
- 솔 밤바 – 카디프 시티 – 2018–19
- 제레미 보가 – 첼시 – 2017-2018[Note 2][Note 53]
- 윌리 볼리 – 울버햄프턴 원더러스, 노팅엄 포리스트 – 2018–
- 윌프리드 보니 – 스완지 시티, 맨체스터 시티, 스토크 시티 – 2013–18
- 막스웰 코르네 – 번리, 웨스트햄 유나이티드 – 2021–
- 시리키 뎀벨레 – 본머스 – 2022–
- 기 드멜 – 웨스트햄 유나이티드 – 2011–15[Note 2]
- 아마드 디알로 – 맨체스터 유나이티드 – 2020–21
- 아뤼나 댕단 – 포츠머스 – 2009–10
- 세이두 둠비아 – 뉴캐슬 유나이티드 – 2015–16
- 디디에 드로그바 – 첼시 – 2004–12, 2014–15
- 에마뉘엘 에부에 – 아스널 – 2004–11
- 에메르스 파에 – 레딩 – 2007–08[Note 2][Note 43]
- 다트로 포파나 – 첼시 – 2022–
- 장필리프 바맹 – 에버턴 – 2019–22
- 제르비뉴 – 아스널 – 2011–13
- 스티브 고후리 – 위건 애슬레틱 – 2009–12
- 막스 그라델 – 본머스 – 2015–17
- 세바스티앵 알레 – 웨스트햄 유나이티드 – 2019–21
- 살로몽 칼루 – 첼시 – 2006–12
- 하산 카마라 – 왓퍼드 – 2021–22
- 조나탕 코지아 – 애스턴 빌라 – 2019–20
- 아루나 코네 – 위건 애슬레틱, 에버턴 – 2012–17
- 라미네 코네 – 선덜랜드 – 2015–17[Note 2][Note 103]
- 압둘라예 메이테 – 볼턴 원더러스, 웨스트브로미치 앨비언 – 2006–09, 2010–11[Note 2]
- 니콜라 페페 – 아스널 – 2019–22
- 압둘 라자크 – 맨체스터 시티 – 2010–13
- 야니크 사그보 – 헐 시티 – 2013–15[Note 2]
- 장 미카엘 세리 – 풀럼 – 2018–19
- 올리비에 테빌리 – 버밍엄 시티 – 2002–06
- 셰이크 티오테 – 뉴캐슬 유나이티드 – 2010–16
- 콜로 투레 – 아스널, 맨체스터 시티, 리버풀 – 2002–16
- 야야 투레 – 맨체스터 시티 – 2010–2018
- 하메드 트라오레 – 본머스 – 2022–
- 라시나 트라오레 – 에버턴 – 2013–14
- 윌프리드 자하 – 맨체스터 유나이티드, 카디프 시티, 크리스털 팰리스 – 2013–[Note 109]
- 디디에 조코라 – 토트넘 홋스퍼 – 2006–09

### 콩고 공화국
- 루시앵 오베이 – 포츠머스 – 2007–08[Note 43]
- 크리스티앙 바실라 – 웨스트햄 유나이티드, 선덜랜드 – 2000–01, 2005–06[Note 2][Note 43]
- 티에비 비푸마 – 웨스트브로미치 앨비언 – 2013–14[Note 2][Note 43]
- 아민 린간치 – 블랙번 로버스 – 2009–11[Note 48]
- 크리스토페 삼바 – 블랙번 로버스, 퀸스 파크 레인저스 – 2006–13[Note 2]

### 콩고 민주 공화국
- 베니크 아포베 – 본머스 – 2015–18[Note 4][Note 44]
- 베니 바닝지메 – 에버턴 – 2017–18
- 야니크 볼라시 – 크리스털 팰리스, 에버턴 – 2013–18[Note 2]
- 에리타 일룽가 – 웨스트햄 유나이티드 – 2008–11
- 자넬리 임불라 – 스토크 시티 – 2015–17
- 엘리아스 카충가 – 허더즈필드 타운 – 2017–19[Note 80][Note 40]
- 가엘 카퀴타 – 첼시, 풀럼, 볼턴 원더러스 – 2009–12
- 에도 카옘베 – 왓퍼드 – 2021–22
- 네스켄스 케바노 – 풀럼 – 2018–19, 2020–21, 2022–
- 카젱가 루아루아 – 뉴캐슬 유나이티드 – 2007–09, 2010–11
- 로마나 루아루아 – 뉴캐슬 유나이티드, 포츠머스 – 2000–07
- 아르튀르 마쉬아퀴 – 웨스트햄 유나이티드 – 2016–22[Note 2][Note 53]
- 샹셀 음벰바 – 뉴캐슬 유나이티드 – 2015–16, 2017–18
- 디외메르시 음보카니 – 노리치 시티, 헐 시티 – 2015–17
- 유수프 물룸부 – 웨스트브로미치 앨비언, 노리치 시티 – 2008–09, 2010–16[Note 43]
- 아르놀 음부엠바 – 포츠머스 – 2006–09[Note 2][Note 43]
- 미첼 은공그 – 왓퍼드 – 1999–2000[Note 15]
- 샤바니 농다 – 블랙번 로버스 – 2006–07[Note 16]
- 요안 위사 – 브렌트퍼드 – 2021–

### 토고
- 에마뉘엘 아데바요르 – 아스널, 맨체스터 시티, 토트넘 홋스퍼, 크리스털 팰리스 – 2005–16
- 플로이드 아이테 – 풀럼 – 2018–19
- 요앙 폴리 – 사우샘프턴 – 2003–05[Note 2][Note 43]
- 무스타파 살리푸 – 애스턴 빌라 – 2007–08

### 튀니지
- 요안 베날루안 – 레스터 시티 – 2015–18[Note 2][Note 43]
- 라디 자이디 – 볼턴 원더러스, 버밍엄 시티 – 2004–06, 2007–08
- 와흐비 카즈리 – 선덜랜드 – 2015–17[Note 2][Note 43]
- 한니발 메지브리 – 맨체스터 유나이티드 – 2020–22
- 메디 나프티 – 버밍엄 시티 – 2004–06, 2007–08[Note 2]
- 하템 트라벨시 – 맨체스터 시티 – 2006–07
- 얀 발레리 – 사우샘프턴 – 2018–23

## 아시아 (AFC)

### 대한민국
- 기성용 – 뉴캐슬 유나이티드 스완지 시티, 선덜랜드 – 2012–2020
- 김두현 – 웨스트브로미치 앨비언 – 2008–09
- 김보경 – 카디프 시티 – 2013–14
- 김지수 - 브렌트퍼트 FC
- 박주영 – 아스널 – 2011–12
- 박지성 – 맨체스터 유나이티드 – 2005–13
- 설기현 – 레딩, 풀럼 – 2006–10
- 황희찬 - 울버햄프턴 원더러스 FC - 2021–
- 손흥민 –  토트넘 홋스퍼 FC – 2015–2025
- 윤석영 – 퀸스 파크 레인저스 – 2014–15
- 이동국 – 미들즈브러 – 2006–08
- 이영표 – 토트넘 홋스퍼 – 2005–08
- 이청용 – 볼턴 원더러스, 크리스털 팰리스 – 2009–12, 2014–2018
- 조원희 – 위건 애슬레틱 – 2008–10
- 지동원 – 선덜랜드 – 2011–12, 2013–14

### 오만
- 알리 알합시 – 볼턴 원더러스, 위건 애슬레틱 – 2007–08, 2010–13

### 오스트레일리아
- 대니 앨솝 – 맨체스터 시티 – 2000–01
- 존 알로이지 – 코번트리 시티 – 1998–2001
- 콘 블래치스 – 더비 카운티 – 2000–01
- 마크 보스니치 – 애스턴 빌라, 맨체스터 유나이티드, 첼시 – 1992–2000, 2001–02
- 블라도 보지노프스키 – 입스위치 타운 – 1992–93[Note 5]
- 제이콥 번즈 – 리즈 유나이티드 – 2000–01, 2002–03
- 팀 케이힐 – 에버턴 – 2004–12[Note 74]
- 데이비드 카니 – 블랙풀 – 2010–11
- 크리스 코인 – 웨스트햄 유나이티드 – 1998–99
- 제이슨 데이비드슨 – 웨스트브로미치 앨비언 – 2014–15
- 아마드 엘리치 – 풀럼 – 2005–06
- 브렛 에머턴 – 블랙번 로버스 – 2003–12
- 애덤 페더리치 – 레딩, 본머스 – 2006–07, 2012–13, 2015–17
- 존 필런 – 코번트리 시티, 블랙번 로버스, 위건 애슬레틱 – 1994–99, 2005–07
- 헤이던 폭스 – 웨스트햄 유나이티드, 포츠머스 – 2000–02, 2003–04
- 타이리스 프랑수아 – 풀럼 – 2020–21, 2022–23
- 리처드 가르시아 – 웨스트햄 유나이티드, 헐 시티 – 2001–02, 2008–10
- 빈스 그렐라 – 블랙번 로버스 – 2008–12
- 크리스 허드 – 애스턴 빌라 – 2010–14
- 브렛 홀먼 – 애스턴 빌라 – 2012–13
- 밀레 예디나크 – 크리스털 팰리스 – 2013–17
- 리처드 존슨 – 왓퍼드 – 1999–2000
- 브래드 존스 – 미들즈브러, 리버풀 – 2003–09, 2011–13, 2014–15
- 제이슨 키어턴 – 에버턴 – 1992–93, 1994–95
- 해리 큐얼 – 리즈 유나이티드, 리버풀 – 1995–2008
- 닐 킬케니 – 버밍엄 시티 – 2005–06[Note 4]
- 스탠 라자리디스 – 웨스트햄 유나이티드, 버밍엄 시티 – 1995–99, 2002–06
- 조던 라이던 – 애스턴 빌라 – 2015–16
- 스티브 마우턴 – 웨스트햄 유나이티드 – 1996–97
- 스콧 맥도널드 – 사우샘프턴 – 2001–02
- 제이미 맥마스터 – 리즈 유나이티드 – 2002–03[Note 63]
- 크레이그 무어 – 뉴캐슬 유나이티드 – 2005–07
- 에런 무이 – 허더즈필드 타운, 브라이턴 & 호브 앨비언 – 2017–20
- 케빈 머스캣 – 크리스털 팰리스 – 1997–98[Note 4]
- 루커스 닐 – 블랙번 로버스, 웨스트햄 유나이티드, 에버턴 – 2001–10
- 폴 오콘 – 미들즈브러, 리즈 유나이티드 – 2000–03
- 에이든 오닐 – 번리 – 2016–17
- 앤디 페터슨 – 입스위치 타운, 찰턴 애슬레틱 – 1992–93, 1998–99
- 캐머런 퓨피언 – 브라이턴 & 호브 앨비언 – 2022–
- 토니 포포비치 – 크리스털 팰리스 – 2004–05
- 아뎀 포리치 – 셰필드 웬즈데이 – 1993–95, 1997–98[Note 4]
- 매슈 라이언 – 브라이턴 & 호브 앨비언, 아스널 – 2017–21
- 마크 슈워처 – 미들즈브러, 풀럼, 첼시, 레스터 시티 – 1996–97, 1998–2015
- 조십 스코코 – 위건 애슬레틱 – 2005–08
- 로비 슬레이터 – 블랙번 로버스, 웨스트햄 유나이티드, 사우샘프턴 – 1994–98[Note 4]
- 브래드 스미스 – 리버풀, 본머스 – 2013–14, 2015–17[Note 63]
- 해리 수타 – 레스터 시티 – 2022–23
- 마일 스테리오프스키 – 더비 카운티 – 2007–08
- 대니 티아토 – 맨체스터 시티 – 2000–01, 2002–04
- 칼 베어트 – 크리스털 팰리스 – 1997–98
- 토니 비드마 – 미들즈브러 – 2002–03
- 마크 비두카 – 리즈 유나이티드, 미들즈브러, 뉴캐슬 유나이티드 – 2000–09
- 칼렙 와츠 – 사우샘프턴 – 2020–21
- 루크 윌크셔 – 미들즈브러 – 2001–03
- 네드 젤리치 – 퀸스 파크 레인저스 – 1995–96

### 이란
- 카림 바게리 – 찰턴 애슬레틱 – 2000–01
- 아슈칸 데자가 – 풀럼 – 2012–14[Note 40]
- 사만 고도스 – 브렌트퍼드 – 2021–23
- 알리레자 자한바크슈 – 브라이턴&호브 앨비언 – 2018-21
- 안드라니크 테이무리안 – 볼턴 원더러스, 풀럼 – 2006–09

### 인도네시아
- 조르디 아마트 – 스완지 시티 – 2013–17

### 일본
- 이나모토 준이치 – 풀럼, 웨스트브로미치 앨비언 – 2002–06
- 가가와 신지 – 맨체스터 유나이티드 – 2012–14
- 미나미노 다쿠미 – 리버풀, 사우샘프턴 - 2019–22
- 미토마 가오루 – 브라이턴 & 호브 앨비언 - 2022–
- 미야이치 료 – 볼턴 원더러스, 위건 애슬레틱, 아스널 – 2011–14
- 무토 요시노리 – 뉴캐슬 유나이티드 - 2018–20
- 나카타 히데토시 – 볼턴 원더러스 – 2005–06
- 오카자키 신지 – 레스터 시티 – 2015–19
- 도다 가즈유키 – 토트넘 홋스퍼 – 2002–03
- 도미야스 다케히로 – 아스널 - 2021–
- 요시다 마야 – 사우샘프턴 – 2012–20
- 하시오카 다이키 – 루턴 타운 FC – 2023–24
- 가마다 다이치 – 크리스탈 팰리스 - 2024-

### 중국
- 타이어스 브라우닝 – 에버턴 – 2014–16
- 둥팡줘 – 맨체스터 유나이티드 – 2006–07
- 리톄 – 에버턴 – 2002–04
- 리웨이펑 – 에버턴 – 2002–03
- 쑨지하이 – 맨체스터 시티 – 2002–08
- 니코 예나리스 – 아스널 – 2011–12
- 정즈 – 찰턴 애슬레틱 – 2006–07

### 파키스탄
- 제시 레흐만 – 풀럼 – 2003–06[Note 4][Note 63]

### 필리핀
- 닐 에더리지 – 카디프 시티 – 2018–19

## 유럽 (UEFA)

### 그리스

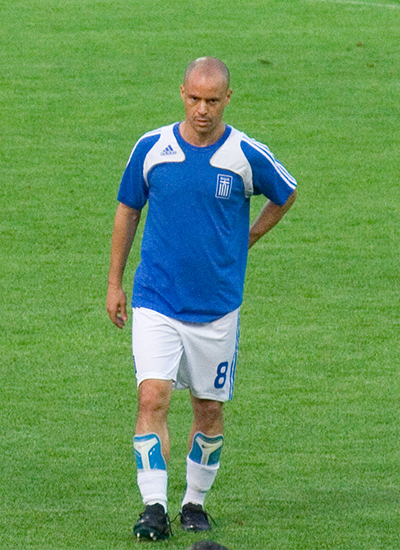
스텔리오스 얀나코풀로스는 볼턴, 헐 시티 소속으로 프리미어리그에서 6시즌 동안 주전으로 활약했다.

- 조지 볼독 – 셰필드 유나이티드 – 2019–21
- 앙겔로스 바시나스 – 포츠머스 – 2008–10
- 바실리오스 보르보키스 – 더비 카운티 – 1998–2000
- 코스타스 할키아스 – 포츠머스 – 2004–05
- 니코스 다비자스 – 뉴캐슬 유나이티드, 레스터 시티 – 1997–2004
- 기오르고스 도니스 – 블랙번 로버스 – 1996–97[Note 19]
- 테오파니스 게카스 – 포츠머스 – 2008–09
- 게오르요스 게오르야디스 – 뉴캐슬 유나이티드 – 1998–99
- 스텔리오스 얀나코풀로스 – 볼턴 원더러스, 헐 시티 – 2003–09
- 디미트리스 야눌리스 – 노리치 시티 – 2021–22
- 호세 홀레바스 – 왓퍼드 – 2015–20[Note 19]
- 아포스톨로스 벨리오스 – 에버턴 – 2010–13
- 테오도로스 자고라키스 – 레스터 시티 – 1997–2000

### 네덜란드

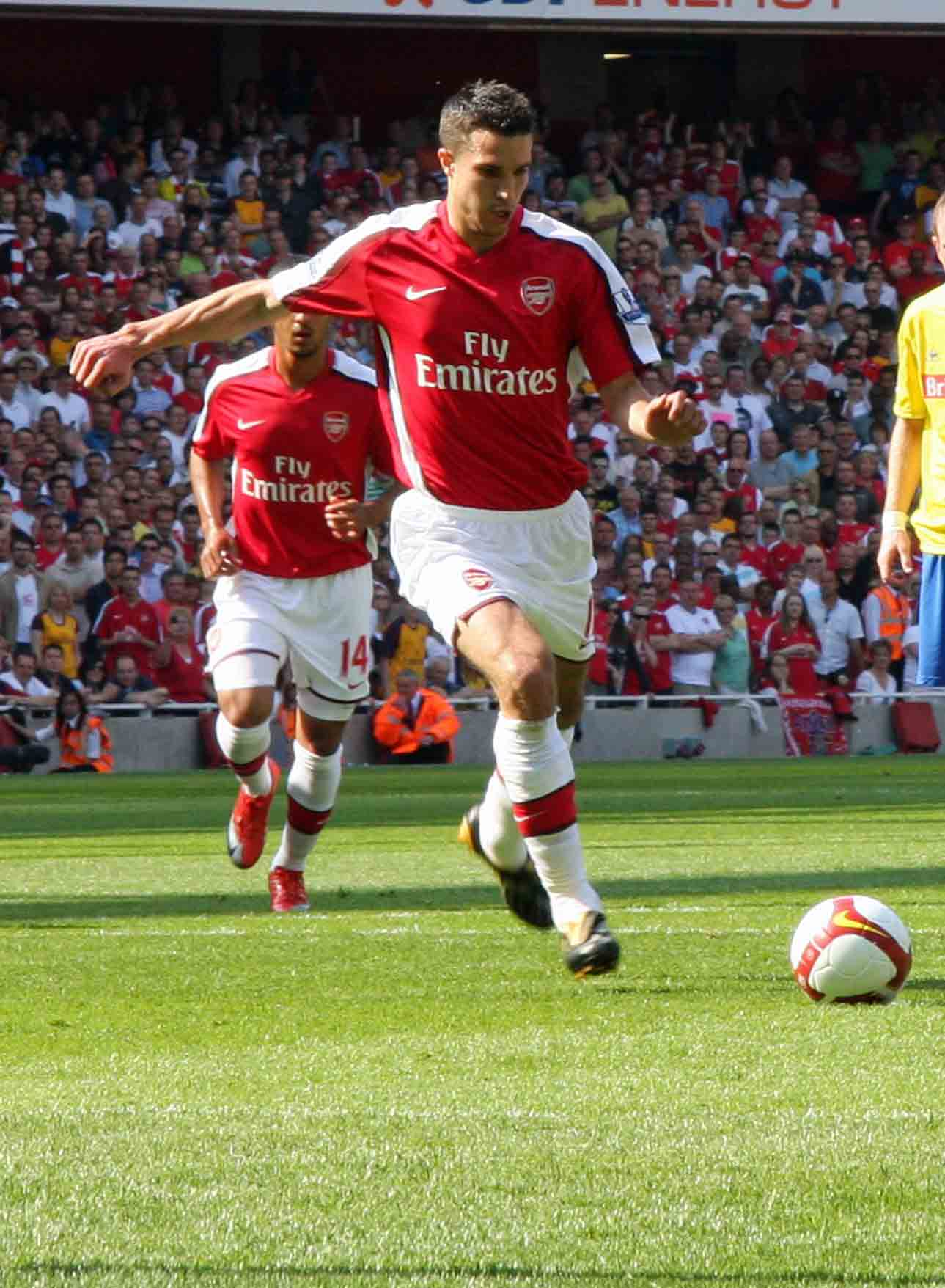
로빈 판 페르시는 2 시즌 연속으로 프리미어리그 득점왕을 기록했으며, 아스널, 맨체스터 유나이티드에서 활약했다.

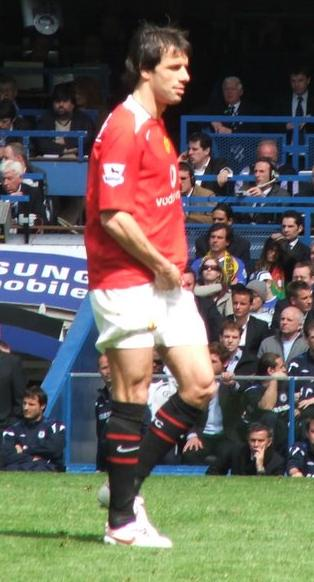
뤼트 판 니스텔로이는 맨체스터 유나이티드 소속으로 2002-03 시즌 프리미어리그 득점왕을 차지했다.

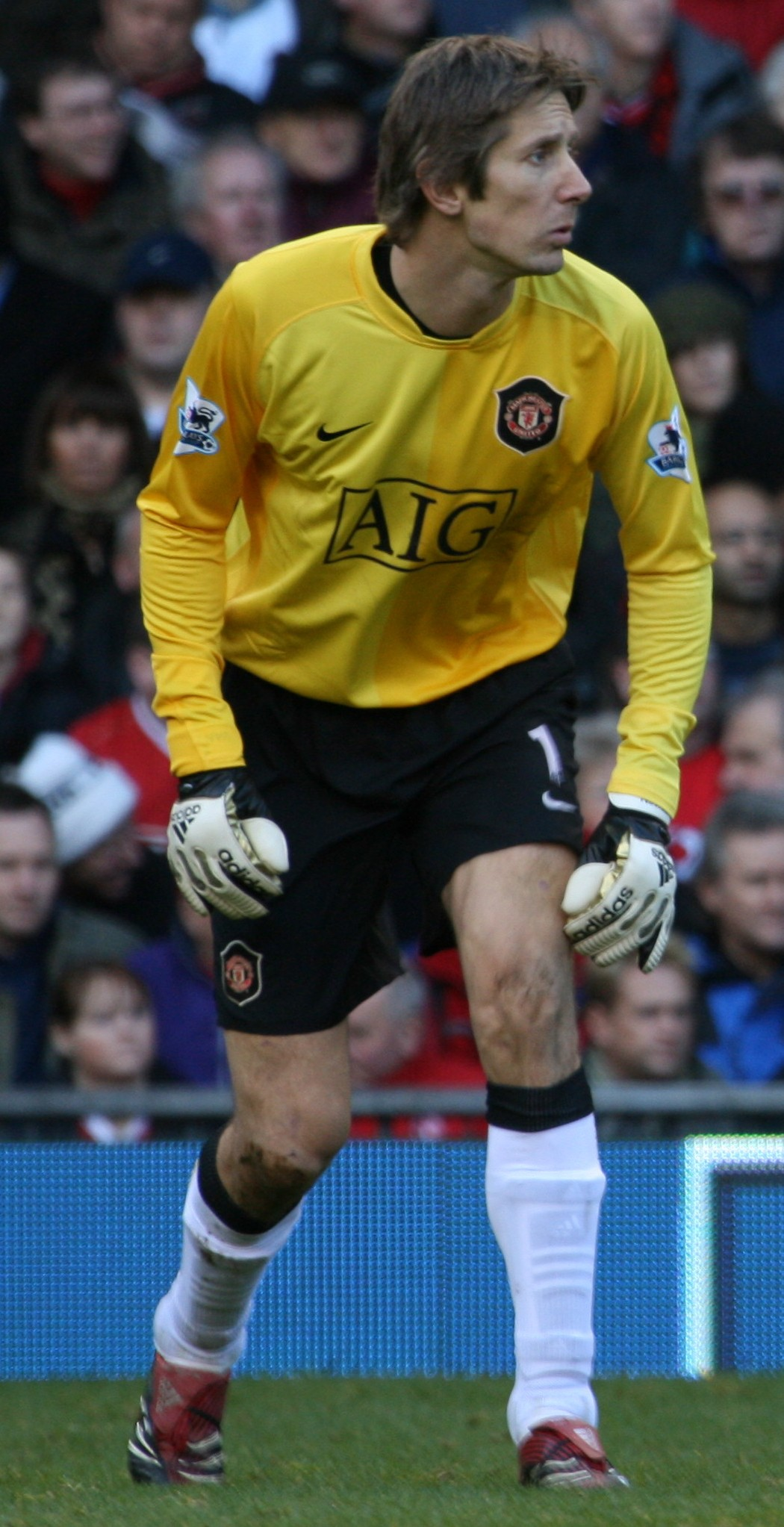
에드빈 판 데르 사르는 맨체스터 유나이티드 소속으로 있는 동안 프리미어리그 최장기간 클린시트를 기록한 선수로 기록되어 있다.

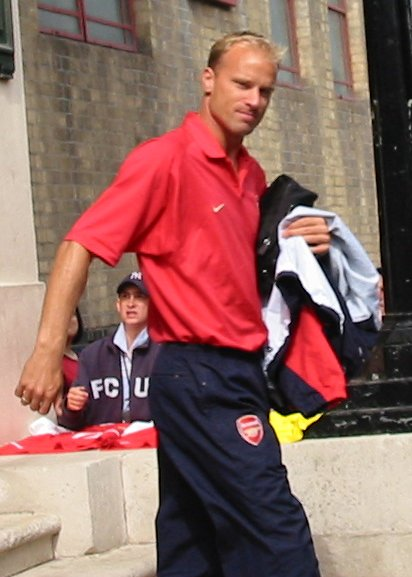
데니스 베르흐캄프는 아스널 소속으로 3번의 프리미어리그 우승컵을 들어올렸다.

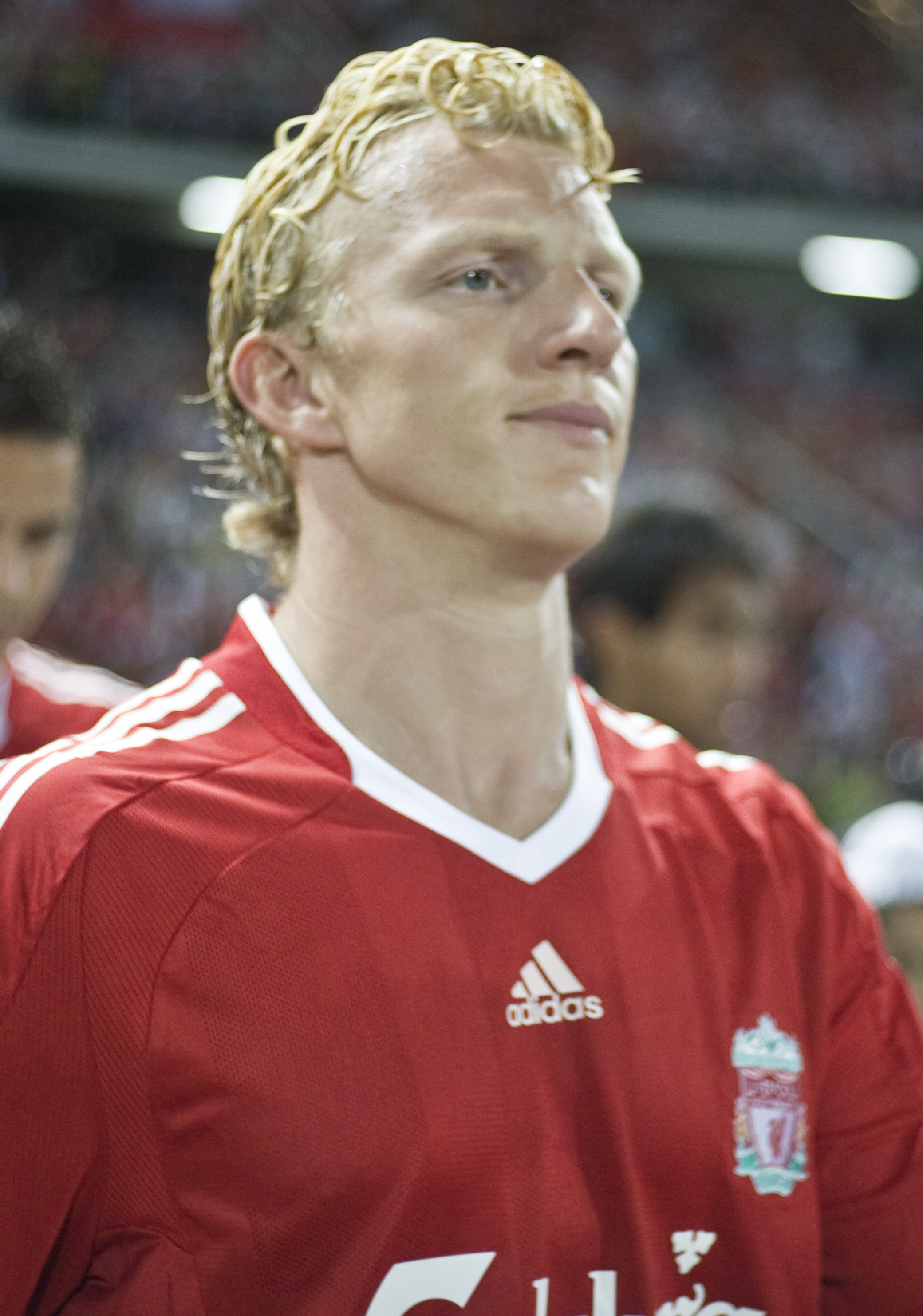
디르크 카위트는 리버풀 소속으로 6 시즌 동안 프리미어리그에서 208경기 출장 51골을 기록했다.

- 파트리크 판 안홀트 – 첼시, 위건 애슬레틱, 선덜랜드, 크리스털 팰리스 – 2009–10, 2011–12, 2014–21
- 나빌 아비달라 – 입스위치 타운 – 2000–01
- 이브라힘 아펠라이 – 스토크 시티 – 2015–18
- 나탄 아케 – 첼시, 왓퍼드, 본머스, 맨체스터 시티 – 2012–
- 폴 보스벨트 – 맨체스터 시티 – 2003–05
- 스벤 보트만 – 뉴캐슬 유나이티드 – 2022–
- 할리드 불라루즈 – 첼시 – 2006–07
- 빌프레트 바우마 – 애스턴 빌라 – 2005–08
- 지오바니 판 브롱크호르스트 – 아스널 – 2001–03
- 제프리 브뤼마 – 첼시 – 2009–11
- 알렉산더르 뷔트너르 – 맨체스터 유나이티드 – 2012–14
- 타히트 총 – 맨체스터 유나이티드 – 2018–20
- 요르디 클라시 – 사우샘프턴 – 2015–17
- 요르디 크라위프 – 맨체스터 유나이티드 – 1996–2000[Note 57]
- 아르나우트 단주마 – 본머스, 토트넘 홋스퍼 – 2019–20, 2022–23
- 크리스 다비트 – 풀럼 – 2013–14
- 에드가르 다비츠 – 토트넘 홋스퍼 – 2005–07[Note 56]
- 멤피스 데파이 – 맨체스터 유나이티드 – 2015–17
- 버질 판 데이크 – 사우샘프턴, 리버풀 – 2015–
- 시에브 디크스트라 – 퀸스 파크 레인저스 – 1994–95
- 로이스톤 드렌터 – 에버턴 – 2011–12
- 안와르 엘 가지 – 애스턴 빌라, 에버턴 – 2019–22
- 엘제로 엘리아 – 사우샘프턴 – 2014–15
- 우르비 에마뉴엘손 – 풀럼 – 2012–13
- 마르빈 엠너스 – 미들즈브러, 스완지 시티 – 2008–09, 2013–16
- 레로이 페르 – 노리치 시티, 퀸스 파크 레인저스, 스완지 시티 – 2013–18
- 티모티 포쉬멘사 – 맨체스터 유나이티드, 크리스털 팰리스, 풀럼 – 2015–21
- 파비안 더 프라이타스 – 볼턴 원더러스 – 1995–96[Note 56]
- 코디 학포 – 리버풀 – 2022–
- 마르코 판 힝컬 – 첼시, 스토크 시티 – 2013–14, 2015–16
- 울리츠 판 호벌 – 사우샘프턴 – 1996–98[Note 56]
- 에트 더 후이 – 첼시 – 1997–2003
- 라이몬트 판 더 휴 – 맨체스터 유나이티드 – 1996–2002
- 알퐁스 흐루넌데이크 – 맨체스터 시티 – 1993–94
- 뤼트 휠릿 – 첼시 – 1995–98
- 요나탄 더구즈만 – 스완지 시티 – 2012–14[Note 58]
- 지미 플로이트 하셀바잉크 – 리즈 유나이티드, 첼시, 미들즈브러, 찰턴 애슬레틱 – 1997–99, 2000–07[Note 56]
- 얀 폴 판 헤케 – 브라이턴 & 호브 앨비언 – 2022–
- 욘 헤이팅아 – 에버턴, 풀럼 – 2009–14
- 흘런 헬더 – 아스널 – 1994–97
- 로렌스 턴 후벌 – 반즐리 – 1997–98
- 베슬리 후트 – 사우샘프턴 – 2017–19
- 키야나 후버 – 울버햄프턴 원더러스 – 2020–22
- 피에르 판 호이동크 – 노팅엄 포리스트 – 1996–97, 1998–99
- 요스 후이벨드 – 사우샘프턴 – 2012–14
- 마이크 판 더 호른 – 스완지 시티 – 2016–18
- 다릴 얀마트 – 뉴캐슬 유나이티드, 왓퍼드 – 2014–20
- 빈센트 얀선 – 토트넘 홋스퍼 – 2016–2018
- 콜린스 욘 – 풀럼 – 2003–08[Note 59]
- 뤽 더 용 – 뉴캐슬 유나이티드 – 2013–14[Note 47]
- 나이젤 더 용 – 맨체스터 시티 – 2008–13
- 심 더 용 – 뉴캐슬 유나이티드 – 2014–16[Note 47]
- 빔 욘크 – 셰필드 웬즈데이 – 1998–2000
- 욘 카렐서 – 뉴캐슬 유나이티드 – 1999–2000
- 오르페오 카이저비어트 – 올덤 애슬레틱 – 1992–93[Note 56]
- 데이비 클라선 – 에버턴 – 2017-2018
- 파트릭 클라위버르트 – 뉴캐슬 유나이티드 – 2004–05
- 테렌서 콩올로 – 허더즈필드 타운, 풀럼 – 2017–19, 2020–21
- 빌럼 코르스턴 – 리즈 유나이티드, 토트넘 홋스퍼 – 1998–2001
- 얀 크롬캄프 – 리버풀 – 2005–06
- 팀 크륄 – 뉴캐슬 유나이티드,, 노리치 시티 – 2010–16, 2019–20, 2021–22
- 디르크 카위트 – 리버풀 – 2006–12
- 로빈 판 더 란 – 더비 카운티 – 1996–98
- 데니 란자트 – 위건 애슬레틱 – 2006–08
- 라이프 판 라 파라 – 허더즈필드 타운 – 2017–19
- 예레마인 렌스 – 선덜랜드 – 2015–17
- 셰릴 맥도날드 – 웨스트브로미치 앨비언 – 2008–09
- 타이렐 말라시아 – 맨체스터 유나이티드 – 2022–
- 브루누 마르팅스 인디 – 스토크 시티 – 2016–18[Note 13]
- 에릭 메이어 – 리버풀 – 1999–2001
- 마리오 멀치오트 – 첼시, 버밍엄 시티, 위건 애슬레틱 – 1999–2006, 2007–09
- 안디 판 데르 메이더 – 에버턴 – 2005–07, 2008–09
- 로베르트 몰레나르 – 리즈 유나이티드, 브래드퍼드 시티 – 1996–99, 2000–01
- 켄 몽쿠 – 사우샘프턴 – 1992–99[Note 56]
- 키키 무삼파 – 맨체스터 시티 – 2004–06[Note 6]
- 리가 무스타파 – 볼턴 원더러스 – 2008–10[Note 24]
- 뤼시아노 나르싱 – 스완지 시티 – 2016–18
- 루크 니홀트 – 스윈던 타운 – 1993–94
- 뤼트 판 니스텔로이 – 맨체스터 유나이티드 – 2001–06
- 안드레 오이여르 – 블랙번 로버스 – 2006–09
- 마르크 오버르마르스 – 아스널 – 1997–2000
- 로빈 판 페르시 – 아스널, 맨체스터 유나이티드 – 2004–15
- 보비 페타 – 풀럼 – 2003–04
- 에릭 피터르스 – 스토크 시티, 번리 – 2013–18, 2019–22
- 스테판 포스트마 – 애스턴 빌라 – 2002–05
- 다비 프뢰퍼 – 브라이턴 & 호브 앨비언 – 2017–21
- 마이컬 레이저허르 – 미들즈브러 – 2004–06
- 카림 레킥 – 맨체스터 시티 – 2012–13
- 마르틴 루서 – 입스위치 타운 – 2000–02
- 다니엘 더 리더 – 버밍엄 시티, 위건 애슬레틱 – 2007–09
- 야이로 리데발트 – 크리스털 팰리스 – 2017–18, 2019–
- 마케오 리터스 – 블랙번 로버스 – 2007–08
- 아르연 로번 – 첼시 – 2004–07
- 마르턴 더 론 – 미들즈브러 – 2016–17
- 브리얀 로이 – 노팅엄 포리스트 – 1994–97
- 에드빈 판 데르 사르 – 풀럼, 맨체스터 유나이티드 – 2001–11
- 한스 세거스 – 윔블던, 토트넘 홋스퍼 – 1992–96, 1998–99
- 헤라르트 시본 – 셰필드 웬즈데이 – 1999–2000
- 리하르트 스네이커스 – 볼턴 원더러스 – 1995–96
- 야프 스탐 – 맨체스터 유나이티드 – 1998–2002
- 로니 스탐 – 위건 애슬레틱 – 2010–13
- 마르턴 스테켈렌뷔르흐 – 풀럼, 사우샘프턴, 에버턴 – 2013–14, 2015–17
- 파스칼 스트라위크 – 리즈 유나이티드 – 2020–23
- 크리센시오 서머빌 – 리즈 유나이티드 – 2021–23
- 케니 테테 – 풀럼 – 2020–21, 2022–
- 드와이트 티엔달리 – 스완지 시티 – 2012–15[Note 79]
- 오를란도 트루스트풀 – 셰필드 웬즈데이 – 1996–97
- 라파엘 판 데르 파르트 – 토트넘 홋스퍼 – 2010–13
- 요옐 펠트만 – 브라이턴 & 호브 앨비언 – 2020–
- 얀 페네호르 오프 헤셀링크 – 헐 시티 – 2009–10
- 아르연 더 쥬 – 반즐리, 포츠머스, 위건 애슬레틱 – 1997–98, 2003–07
- 바우더베인 젠던 – 첼시, 미들즈브러, 리버풀, 선덜랜드 – 2001–07, 2009–11
- 지안니 쥐벨룬 – 웨스트브로미치 앨비언 – 2008–09, 2010–11

### 노르웨이

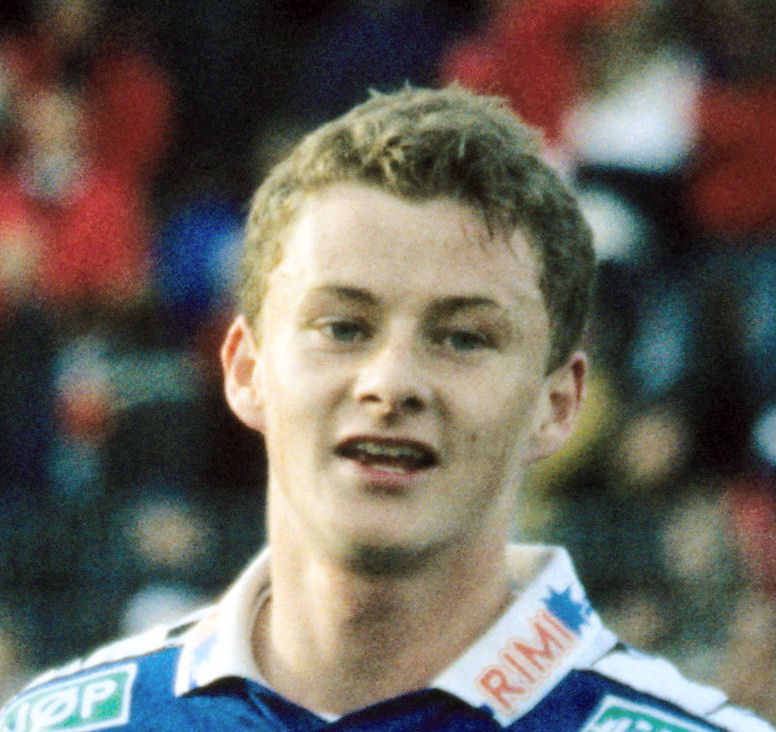
올레 군나르 솔셰르는 맨체스터 유나이티드 소속으로 6번의 프리미어리그 우승컵을 들어올렸다.

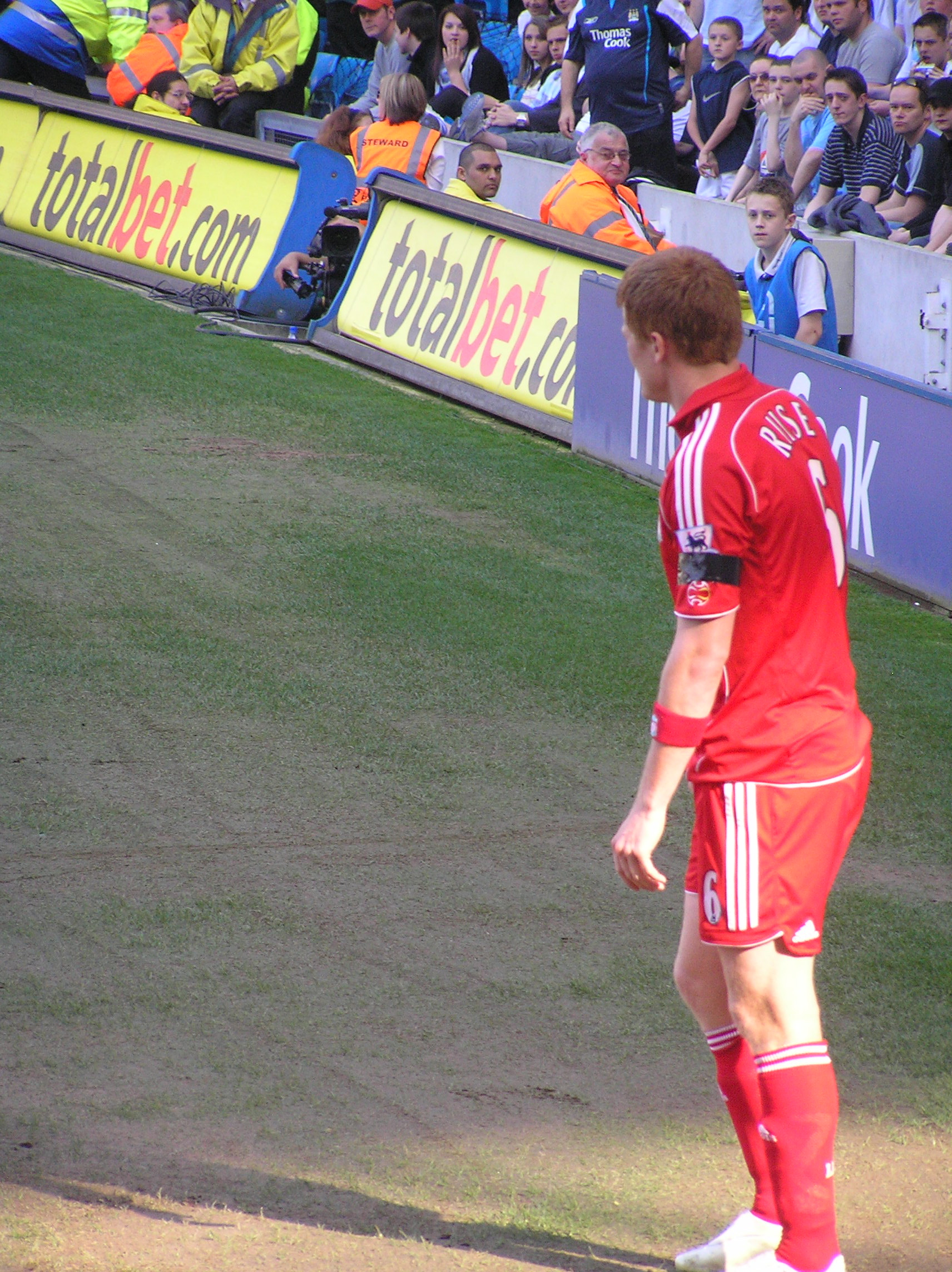
욘 아르네 리세는 리버풀 소속으로 7 시즌 동안 활동하면서 프리미어리그 234경기 21골을 기록했다.

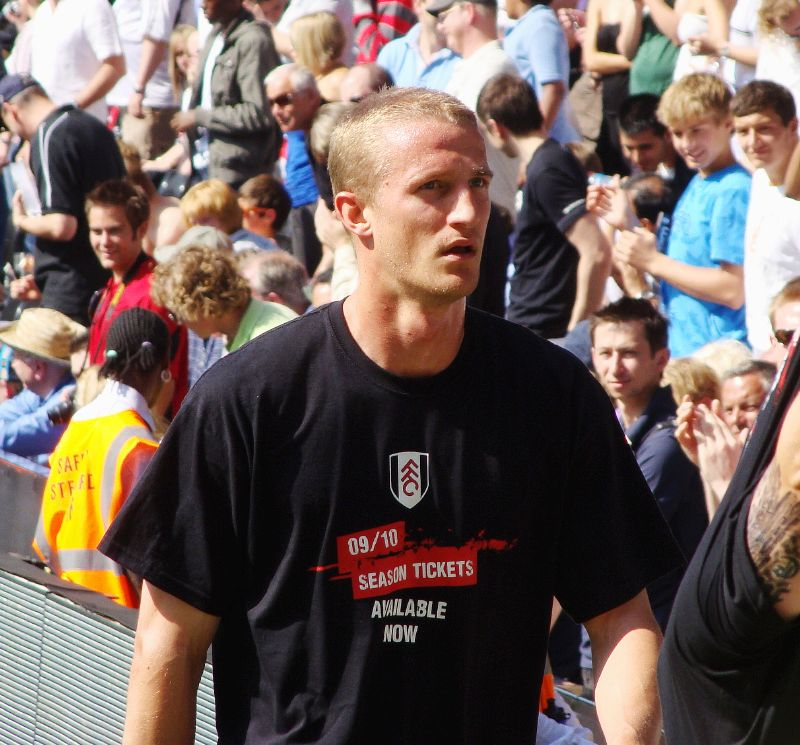
브레데 항엘란은 풀럼과 크리스털 팰리스 소속으로 9 시즌 동안 프리미어리그에서 활얐했다.

- 크리스토페르 아예르 – 브렌트퍼드 – 2021–
- 트론드 안데르센 – 윔블던 – 1999–2000
- 마르틴 안드레센 – 윔블던, 블랙번 로버스 – 1999–2000, 2003–04
- 에스펜 보르센 – 토트넘 홋스퍼, 에버턴 – 1996–99, 2002–03[Note 50]
- 에리크 바케 – 리즈 유나이티드, 애스턴 빌라 – 1999–2004, 2005–06
- 헨닝 베르그 – 블랙번 로버스, 맨체스터 유나이티드 – 1992–2003
- 사네르 베르게 – 셰필드 유나이티드 – 2019–21
- 요 잉기 베르제트 – 카디프 시티 – 2013–14
- 스티 잉기 뵈르네베 – 리버풀, 블랙번 로버스 – 1992–99, 2001–02
- 라르스 보이넨 – 노팅엄 포리스트, 블랙번 로버스, 더비 카운티 – 1994–2001
- 다니엘 브라텐 – 볼턴 원더러스 – 2007–08
- 비요른 오토 브라스타르 – 더비 카운티 – 2000–01
- 욘 카레브 – 애스턴 빌라, 스토크 시티 – 2006–11
- 마츠 묄레르 다엘리 – 카디프 시티 – 2013–14
- 아다마 디오망데 – 헐 시티 – 2016–17
- 망누스 울프 에이크렘 – 카디프 시티 – 2013–14
- 오마르 엘랍델라위 – 헐 시티 – 2016–17
- 모하메드 엘류누시 – 사우샘프턴 – 2018–19, 2021–23
- 얀 아게 피요르토프트 – 스윈던 타운, 미들즈브러, 반즐리 – 1993–94, 1995–98
- 요스틴 플로 – 셰필드 유나이티드 – 1993–94
- 토레 안드레 플로 – 첼시, 선덜랜드 – 1997–2001, 2002–03
- 프로데 그로다스 – 첼시 – 1996–97
- 알프잉에 홀란 – 노팅엄 포리스트, 리즈 유나이티드, 맨체스터 시티 – 1994–2001
- 엘링 홀란 – 맨체스터 시티 – 2022–
- 크리스토페르 헤스타드 – 위건 애슬레틱 – 2006–07
- 에리크 하겐 – 위건 애슬레틱 – 2007–08
- 군나르 할레 – 올덤 애슬레틱, 리즈 유나이티드, 브래드퍼드 시티 – 1992–94, 1996–2001
- 브레데 항엘란 – 풀럼, 크리스털 팰리스 – 2007–16[Note 50]
- 베가르 헤겜 – 리버풀 – 1998–2001
- 마르쿠스 헨릭센 – 헐 시티 – 2016–17
- 욘 올라브 혤데 – 노팅엄 포리스트 – 1998–99
- 레오 혤데 – 리즈 유나이티드 – 2021–22
- 압디살람 이브라힘 – 맨체스터 시티 – 2009–10[Note 10]
- 카레 잉게브리츠센 – 맨체스터 시티 – 1992–94
- 스테펜 이베르센 – 토트넘 홋스퍼, 울버햄프턴 원더러스 – 1996–2004
- 스티그 요한센 – 사우샘프턴 – 1997–98
- 에를란 욘센 – 첼시 – 1992–97
- 로니 욘센 – 맨체스터 유나이티드, 애스턴 빌라, 뉴캐슬 유나이티드 – 1996–2005
- 크리스티안 칼베네스 – 번리 – 2009–10
- 아자르 카라다스 – 포츠머스 – 2005–06
- 조슈아 킹 – 본머스, 에버턴, 왓퍼드 – 2015–22
- 크리스토페르 클라에손 – 리즈 유나이티드 – 2021–22
- 비욘 토레 크바르메 – 리버풀 – 1996–99
- 외빈 레온하르센 – 윔블던, 리버풀, 토트넘 홋스퍼, 애스턴 빌라 – 1994–2003
- 안드레아스 룬 – 윔블던 – 1999–2000
- 클라우스 룬데크밤 – 사우샘프턴 – 1996–2005
- 팔 리데르센 – 아스널 – 1992–93
- 토마스 뮈레 – 에버턴, 선덜랜드, 찰턴 애슬레틱 – 1997–2001, 2002–03, 2005–07
- 에리크 네브란 – 맨체스터 유나이티드, 풀럼 – 1997–98, 2007–10
- 로게르 닐센 – 셰필드 유나이티드, 토트넘 홋스퍼 – 1993–94, 1998–99
- 호바르 노르트베이트 – 웨스트햄 유나이티드 – 2016–17
- 마티아스 노르만 – 노리치 시티 – 2021–22
- 루나르 노르만 – 코번트리 시티 – 1999–2000
- 외르얀 뉠란 – 애스턴 빌라 – 2019–20
- 마르틴 외데고르 – 아스널 – 2020–
- 에길 외스텐스타트 – 사우샘프턴, 맨체스터 시티, 블랙번 로버스 – 1996–2003
- 조나단 파 – 크리스털 팰리스 – 2013–14
- 모르텐 감스트 페데르센 – 블랙번 로버스 – 2004–12
- 토레 페데르센 – 올덤 애슬레틱, 블랙번 로버스, 윔블던 – 1993–94, 1997–98, 1999–2000
- 비욘 헬게 리세 – 풀럼 – 2009–11
- 욘 아르네 리세 – 리버풀, 풀럼 – 2001–08, 2011–14
- 페테르 루디 – 셰필드 웬즈데이 – 1997–2000
- 스톨레 솔바켄 – 윔블던 – 1997–98
- 올레 군나르 솔셰르 – 맨체스터 유나이티드 – 1996–2004, 2005–07
- 트론 에길 솔트베트 – 코번트리 시티, 사우스햄튼 – 1997–2001
- 라그발 소마 – 웨스트햄 유나이티드 – 2000–02
- 알렉산데르 쇨로트 – 크리스털 팰리스 – 2017–19
- 스탈레 스텐사스 – 노팅엄 포리스트 – 1998–99
- 프랑크 스트란들리 – 리즈 유나이티드 – 1992–94
- 요 테셈 – 사우샘프턴 – 1999–2004
- 알렉산데르 테테위 – 노리치 시티 – 2012–14, 2015–16[Note 24]
- 에리크 토르스트베트 – 토트넘 홋스퍼 – 1992–95
- 프레드리크 울베스타트 – 번리 – 2014–15

### 덴마크

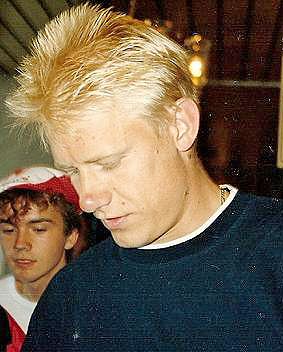
페테르 슈마이켈은 맨체스터 유나이티드 소속으로 5번의 프리미어리그 우승컵을 들어올렸고, 골키퍼 중 유일하게 올해의 선수로 선정된 바 있다.

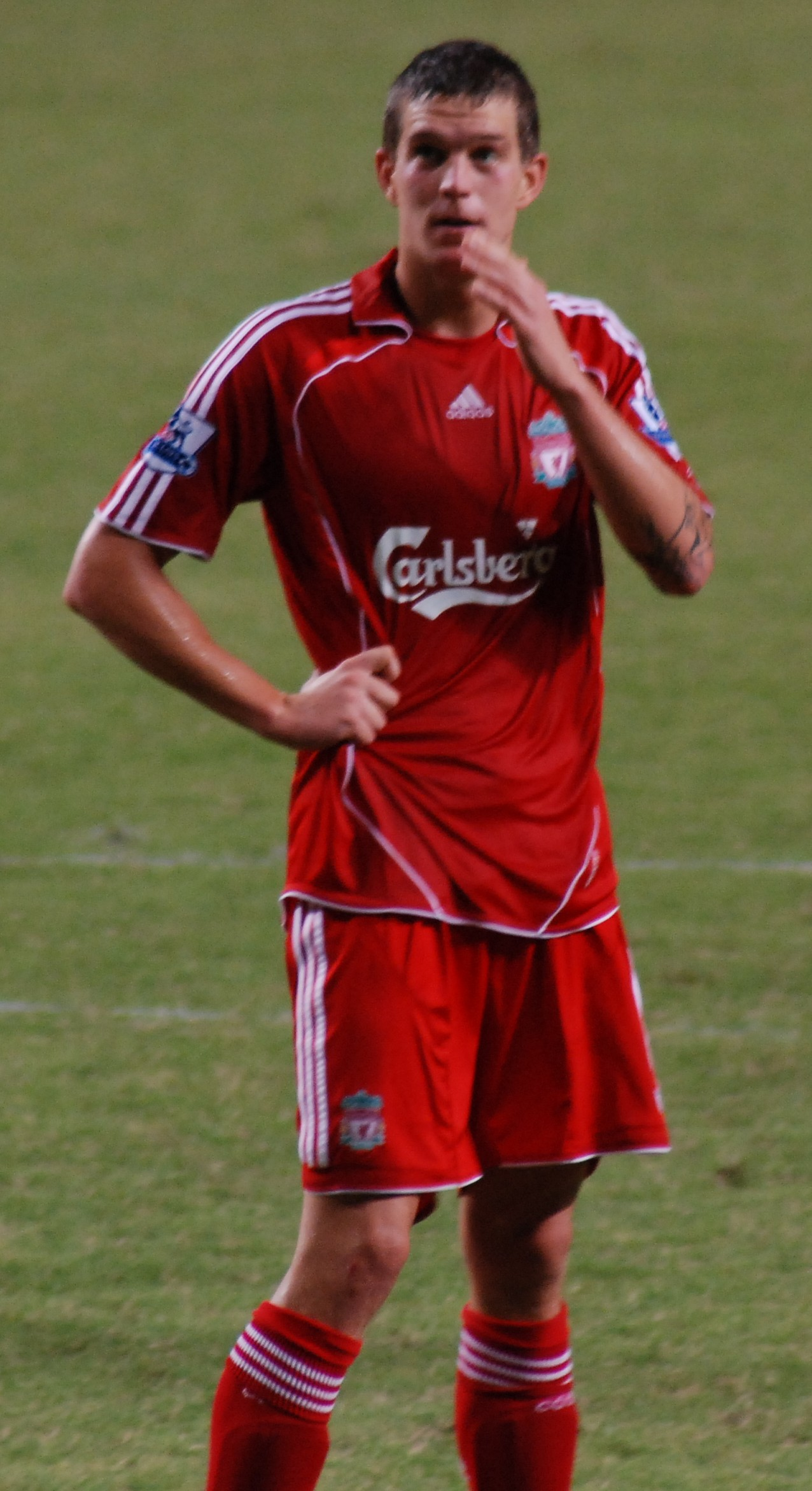
다닐 아게르는 리버풀 소속으로 9시즌 동안 프리미어리그에서 활약했다.

- 다닐 아게르 – 리버풀 – 2005–14
- 마르틴 알브레츠센 – 웨스트브로미치 앨비언 – 2004–06
- 요아킴 안데르센 – 풀럼, 크리스털 팰리스 – 2020–
- 스테판 안데르센 – 찰턴 애슬레틱 – 2004–06
- 레온 안드레아센 – 풀럼 – 2007–09
- 미켈 베크 – 미들즈브러, 더비 카운티 – 1996–97, 1998–2000
- 니클라스 벤트네르 – 아스널, 선덜랜드 – 2007–14
- 마스 비스트루프 – 브렌트퍼드 – 2021–22
- 필리프 빌링 – 허더즈필드 타운, 본머스 – 2017–20, 2022–
- 미켈 비쇼프 – 맨체스터 시티 – 2002–03
- 오스카르 부르 – 울버햄프턴 원더러스 – 2020–21
- 안드레아스 크리스텐센 – 첼시 – 2014–15, 2017–22
- 안드레아스 코르넬리우스 – 카디프 시티 – 2013–14
- 미켈 담스고르 – 브렌트퍼드 – 2022–
- 페테르 덴 – 에버턴 – 1998–99
- 로니 에켈룬 – 사우샘프턴, 맨체스터 시티 – 1994–96
- 크리스티안 에릭센 – 토트넘 홋스퍼, 브렌트퍼드, 맨체스터 유나이티드 – 2013–20, 2021–
- 빅토르 피셰르 – 미들즈브러 – 2016–17
- 페르 프란센 – 볼턴 원더러스 – 1997–98, 2001–04
- 카르스텐 프레고르 – 선덜랜드 – 1999–2000
- 토마스 고르쇠 – 입스위치 타운, 웨스트브로미치 앨비언 – 2001–02, 2004–06
- 비야르네 골드바에크 – 첼시, 풀럼 – 1998–2000, 2001–03
- 토마스 그라베센 – 에버턴 – 2000–05, 2007–08
- 예스페르 그룅키에르 – 첼시, 버밍엄 시티 – 2000–05[Note 20]
- 보 한센 – 볼턴 원더러스 – 2001–02
- 야콥 하우고르 – 스토크 시티 – 2015–17
- 니클라스 헬레니어스 – 애스턴 빌라 – 2013–14
- 토마스 헬베그 – 노리치 시티 – 2004–05
- 예스 회 – 첼시 – 1999–2000
- 피에르에밀 호이비에르 – 사우샘프턴, 토트넘 홋스퍼 – 2016–
- 다니엘 이베르센 – 레스터 시티 – 2022–23
- 라르스 야콥센 – 에버턴, 블랙번 로버스, 웨스트햄 유나이티드 – 2008–11
- 브리얀 옌센 – 번리 – 2009–10
- 클라우스 옌센 – 찰턴 애슬레틱, 풀럼 – 2000–07
- 욘 옌센 – 아스널 – 1992–96
- 마티아스 옌센 – 브렌트퍼드 – 2021–
- 니클라스 옌센 – 맨체스터 시티, 풀럼 – 2002–03, 2005–06
- 마르틴 요한센 – 코번트리 시티 – 1997–98
- 미첼 요한센 – 볼턴 원더러스 – 1997–98
- 마티아스 예르겐센 – 허더즈필드 타운, 브렌트퍼드 – 2017–19, 2021–
- 야콥 키엘베르 – 첼시 – 1993–95
- 라스무스 크리스텐센 – 리즈 유나이티드 – 2022–23
- 빅토르 크리스티안센 – 레스터 시티 – 2022–23
- 페르 크뢸루프 – 에버턴 – 2005–06
- 빌리암 크비스트 – 풀럼 – 2013–14
- 브리안 라우드루프 – 첼시 – 1998–99[Note 21]
- 야코브 라우르센 – 더비 카운티, 레스터 시티 – 1996–2000, 2001–02
- 마르틴 라우르센 – 애스턴 빌라 – 2004–09
- 아네르스 리네고르 – 맨체스터 유나이티드 – 2011–14
- 요나스 뢰슬 – 허더즈필드 타운, 브렌트퍼드 – 2017–19, 2021–22
- 페테르 뢰벵크란츠 – 뉴캐슬 유나이티드 – 2008–09, 2010–12
- 에밀리아노 마르콘데스 – 본머스 – 2022–
- 얀 묄뷔 – 리버풀 – 1992–95
- 알란 닐센 – 토트넘 홋스퍼 – 1996–2000
- 크리스티안 뇌르고르 – 브렌트퍼드 – 2021–
- 요레스 오코레 – 애스턴 빌라 – 2013–16[Note 22]
- 헨리크 페데르센 – 볼턴 원더러스 – 2001–07
- 페르 페데르센 – 블랙번 로버스 – 1996–97
- 토르벤 피에츠니크 – 리버풀 – 1992–94
- 크리스티안 포울센 – 리버풀 – 2010–11
- 브리안 프리스케 – 포츠머스 – 2005–06
- 마르크 리페르 – 웨스트햄 유나이티드 – 1994–98
- 마스 뢰르슬레우 – 브렌트퍼드 – 2021–
- 데니스 로메달 – 찰턴 애슬레틱 – 2004–07
- 카스페르 슈마이켈 – 맨체스터 시티, 레스터 시티 – 2007–09, 2014–22
- 페테르 슈마이켈 – 맨체스터 유나이티드, 애스턴 빌라, 맨체스터 시티 – 1992–99, 2001–03
- 야콥 쇠렌센 – 노리치 시티 – 2021–22
- 라세 쇠렌센 – 스토크 시티 – 2017–18
- 마스 베흐 쇠렌센 – 브렌트퍼드 – 2021–
- 토마스 쇠렌센 – 선덜랜드, 애스턴 빌라, 스토크 시티 – 1998–2012, 2013–14
- 케빈 스투르 엘레고르 – 맨체스터 시티 – 2003–04
- 클라우스 톰센 – 입스위치 타운, 에버턴 – 1994–95, 1996–98
- 스티 퇴프팅 – 볼턴 원더러스 – 2001–03
- 욘 달 토마손 – 뉴캐슬 유나이티드 – 1997–98
- 야니크 베스테르고르 – 사우샘프턴, 레스터 시티 – 2018–22
- 케네트 조호레 – 카디프 시티 – 2018–19

### 독일

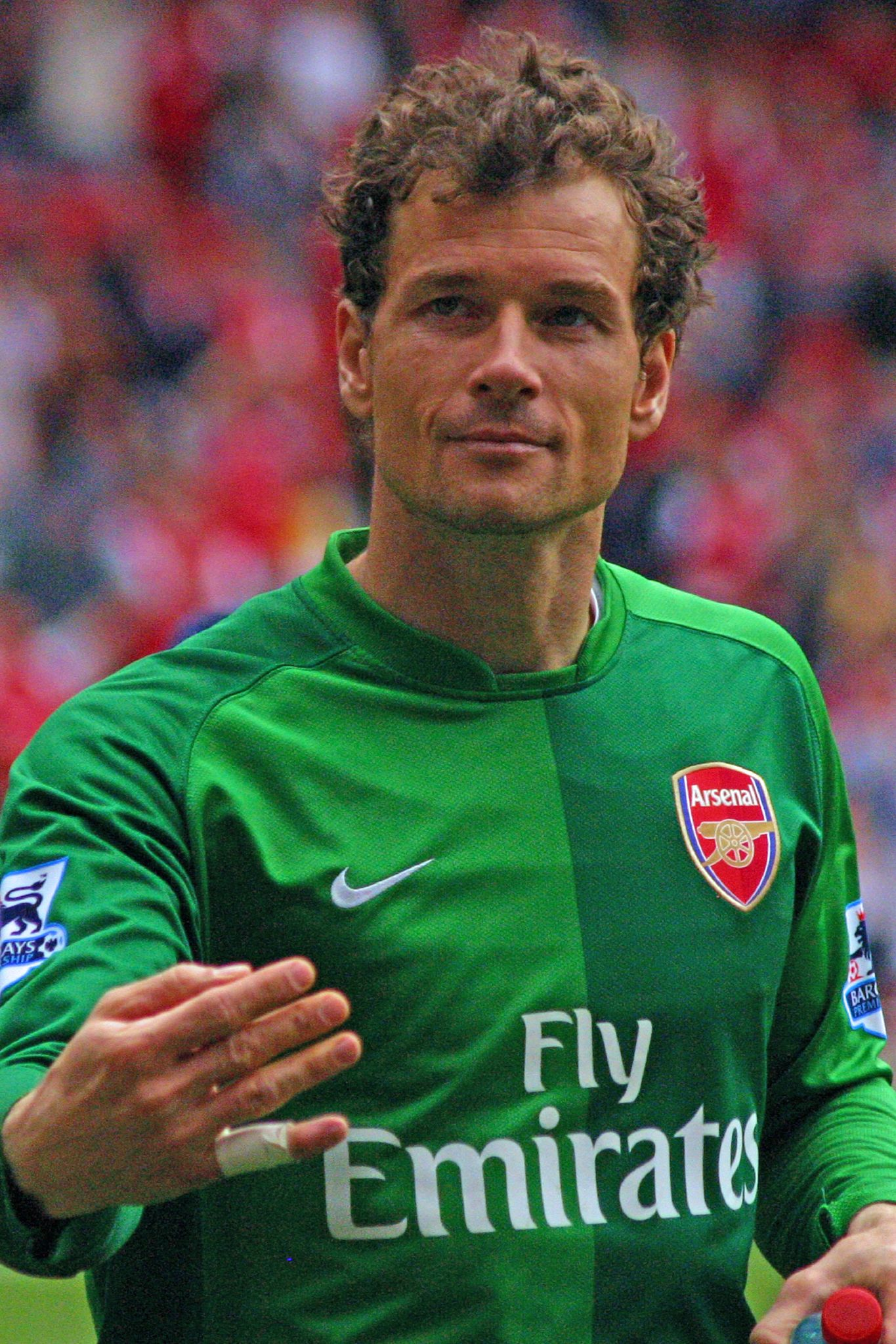
옌스 레만은 아스널의 2003–04시즌 무패 우승을 달성할 시 주전 골키퍼였다.

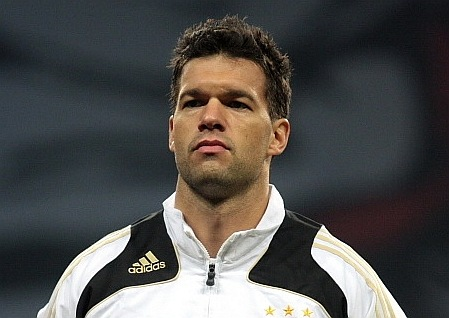
미하엘 발라크는 2006년부터 2010년까지 4시즌 동안 첼시에서 활약했으며 2009-10 시즌 프리미어리그 우승컵을 들어올렸다.

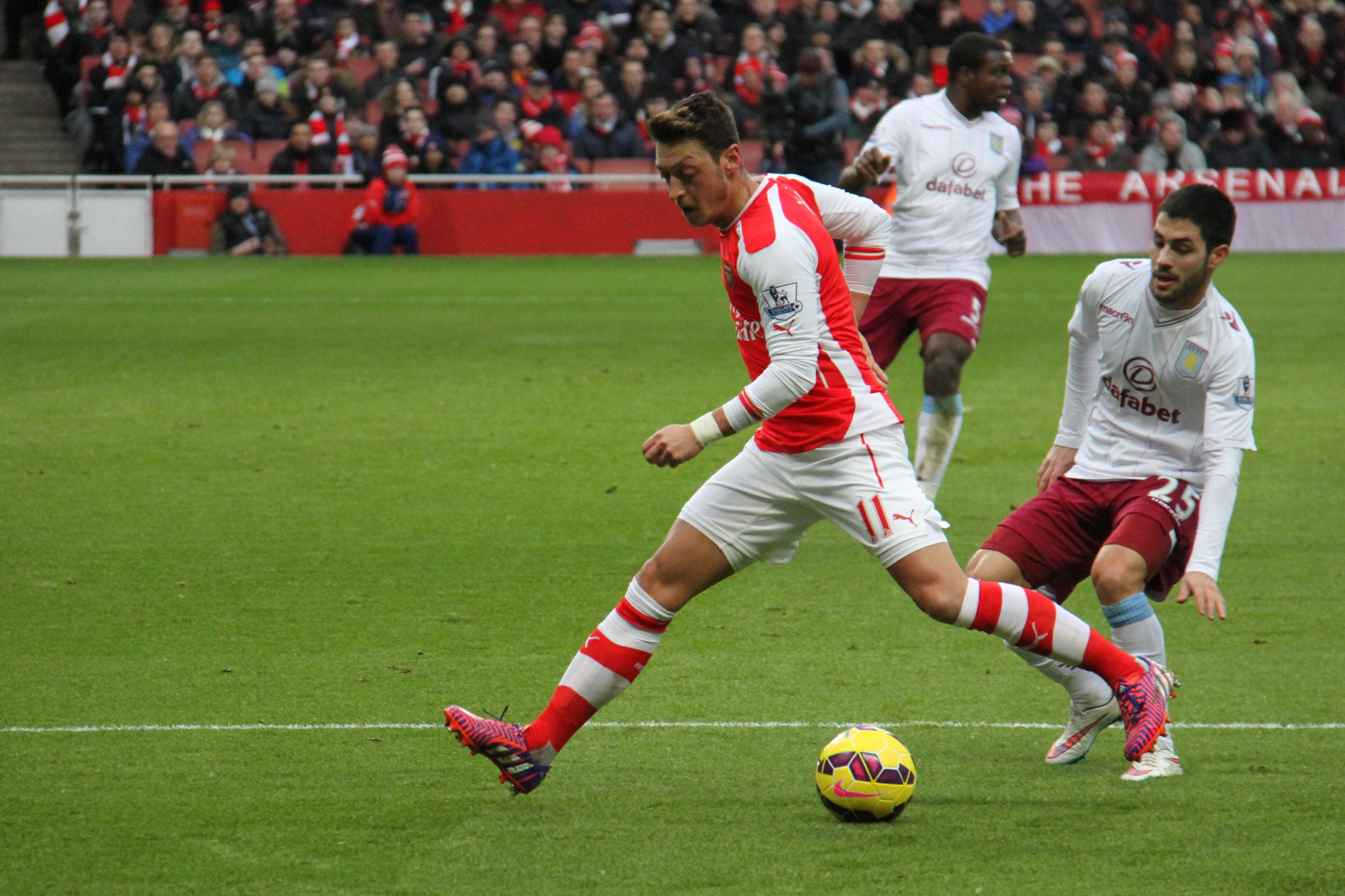
메수트 외질은 2013년 아스널로 합류한 뒤 현재까지 활약하고 있으며, 2016년 아스널 올해의 선수로 선정되었다.

- 마르쿠스 바벨 – 리버풀, 블랙번 로버스 – 2000–04
- 미하엘 발라크 – 첼시 – 2006–10
- 스테판 바인리흐 – 애스턴 빌라 – 1992–94
- 아르멜 벨라코차프 – 사우샘프턴 – 2022–23
- 제롬 보아텡 – 맨체스터 시티 – 2010–11
- 프레디 보비치 – 볼턴 원더러스 – 2001–02[Note 37]
- 마티아스 브라이트크로이츠 – 애스턴 빌라 – 1992–94
- 엠레 잔 – 리버풀 – 2014–18
- 션 던디 – 리버풀 – 1998–99[Note 14]
- 에리크 두름 – 허더즈필드 타운 – 2018–19
- 랄프 페어만 – 노리치 시티 – 2019–20
- 슈테펜 프로인트 – 토트넘 홋스퍼, 레스터 시티 – 1998–2004
- 미하엘 프론첵 – 맨체스터 시티 – 1995–96
- 마우리치오 가우디노 – 맨체스터 시티 – 1994–95
- 세르주 그나브리 – 아스널, 웨스트브로미치 앨비언 – 2012–14, 2015–16
- 파스칼 그로스 – 브라이턴 & 호브 앨비언 – 2017–
- 일카이 귄도안 – 맨체스터 시티 – 2016–23
- 디트마어 하만 – 뉴캐슬 유나이티드, 리버풀, 맨체스터 시티 – 1998–2009
- 카이 하베르츠 – 첼시 – 2020–
- 미하엘 헤펠레 – 허더즈필드 타운 – 2017–18
- 토마스 헬머 – 선덜랜드 – 1999–2000
- 토마스 히츨슈페르거 – 애스턴 빌라, 웨스트햄 유나이티드, 에버턴 – 2000–05, 2010–11, 2012–13
- 레비스 홀트비 – 토트넘 홋스퍼, 풀럼 – 2012–15
- 우베 휘네마이어 – 브라이턴 & 호브 앨비언 – 2017–18
- 로베르트 후트 – 첼시, 미들즈브러, 스토크 시티, 레스터 시티 – 2001–17
- 아이케 임멜 – 맨체스터 시티 – 1995–96
- 비탈리 야넬트 – 브렌트퍼드 – 2021–
- 로리스 카리우스 – 리버풀 – 2016–18
- 슈테펜 카를 – 맨체스터 시티 – 1993–94
- 틸로 케러 – 웨스트햄 유나이티드 – 2022–
- 레다 카드라 – 브라이턴 & 호브 앨비언 – 2020–21
- 얀 키르히호프 – 선덜랜드 – 2015–17
- 위르겐 클린스만 – 토트넘 홋스퍼 – 1994–95, 1997–98
- 로빈 코흐 – 리즈 유나이티드 – 2020–23
- 라스 리세 – 반즐리 – 1997–98
- 옌스 레만 – 아스널 – 2003–08, 2010–11
- 모리츠 라이트너 – 노리치 시티 – 2019–20
- 베른트 레노 – 아스널, 풀럼 – 2018–
- 크리스 뢰베 – 허더즈필드 타운– 2017–19
- 스테판 말츠 – 아스널 – 1999–2001
- 마르코 마린 – 첼시 – 2012–13[Note 38]
- 알베르토 멘데스 – 아스널 – 1997–99
- 페어 메르테자커 – 아스널 – 2011–18
- 막스 마이어 – 크리스털 팰리스 – 2018–20
- 슈코드란 무스타피 – 아스널 – 2016–21
- 루카스 은메차 – 맨체스터 시티 – 2017–18
- 사비오 은세레코 – 웨스트햄 유나이티드 – 2008–09[Note 39]
- 슈테판 오르테가 – 맨체스터 시티 – 2022–
- 메수트 외질 – 아스널 – 2013–20
- 세르지오 페테르 – 블랙번 로버스 – 2005–07
- 루카스 포돌스키 – 아스널 – 2012–15[Note 12]
- 닉 프로슈비츠 – 헐 시티 – 2013–14
- 콜린 콰너 – 허더즈필드 타운 – 2017–19
- 카를하인츠 리들레 – 리버풀 – 1997–2000
- 사샤 리터 – 풀럼 – 2012–14
- 우베 뢰슬러 – 맨체스터 시티, 사우샘프턴 – 1993–96, 2000–02
- 안토니오 뤼디거 – 첼시 – 2017–22
- 루카스 루프 – 노리치 시티 – 2019–20, 2021–22
- 리로이 자네 – 맨체스터 시티 – 2016–19
- 케빈 샤데 – 브렌트퍼드 – 2022–
- 크리스토퍼 쉰들러 – 허더즈필드 타운 – 2017–19
- 스테판 슈누어 – 더비 카운티 – 1998–2001
- 안드레 쉬를레 – 첼시 – 2013–15
- 바스티안 슈바인슈타이거 – 맨체스터 유나이티드 – 2015–16
- 렌나르트 소와 – 포츠머스 – 2009–10
- 데니스 스르베니 – 노리치 시티 – 2019–20
- 마르코 슈티퍼만 – 노리치 시티 – 2019–20
- 미하엘 타르나트 – 맨체스터 시티 – 2003–04
- 게르하르트 트레멜 – 스완지 시티 – 2011–15
- 톰 트리불 – 노리치 시티 – 2019–20
- 데니즈 운다브 – 브라이턴 & 호브 앨비언 – 2022–
- 모리츠 폴츠 – 풀럼 – 2003–08
- 티모 베르너 – 첼시 – 2020–22
- 스테판 베셀스 – 에버턴 – 2007–08
- 필리프 볼샤이트 – 스토크 시티 – 2014–17
- 크리스티안 치게 – 미들즈브러, 리버풀, 토트넘 홋스퍼 – 1999–2004
- 론로베르트 칠러 – 레스터 시티 – 2016–17
- 크리스토프 치머만 – 노리치 시티 – 2019–20, 2021–22

### 라트비아
- 이만츠 블레이델리스 – 사우샘프턴 – 2000–02
- 카스파르스 고르크슈 – 레딩 – 2012–13
- 마리안스 파하르스 – 사우샘프턴 – 1998–2004[Note 52]
- 이고르스 스테파노프스 – 아스널 – 2000–03
- 안드레이스 슈톨셀러스 – 풀럼 – 2001–03

### 러시아
- 안드레이 아르샤빈 – 아스널 – 2008–13
- 디니야르 빌랼레트디노프 – 에버턴 – 2009–12
- 안드레이 칸첼스키스 – 맨체스터 유나이티드, 에버턴, 맨체스터 시티, 사우샘프턴 – 1992–97, 2000–01, 2002–03[Note 52]
- 드미트리 하린 – 첼시 – 1992–99
- 로만 파블류첸코 – 토트넘 홋스퍼 – 2008–12
- 파벨 포그레브냐크 – 풀럼, 레딩 – 2011–13
- 알렉세이 스메르틴 – 포츠머스, 첼시, 찰턴 애슬레틱, 풀럼 – 2003–08
- 유리 지르코프 – 첼시 – 2009–11

### 루마니아
- 플로린 안도네 – 브라이턴 & 호브 앨비언 – 2018–20
- 블라드 키리케슈 – 토트넘 홋스퍼 – 2013–15
- 코스민 콘트라 – 웨스트브로미치 앨비언 – 2004–05
- 일리에 두미트레스쿠 – 토트넘 홋스퍼, 웨스트햄 유나이티드 – 1994–97
- 이오넬 가네아 – 울버햄프턴 원더러스 – 2003–04
- 플로린 가르도슈 – 사우샘프턴 – 2014–15
- 비오렐 몰도반 – 코번트리 시티 – 1997–98
- 아드리안 무투 – 첼시 – 2003–05
- 코스텔 판틸리몬 – 맨체스터 시티, 선덜랜드, 왓퍼드 – 2013–17
- 단 페트레스쿠 – 셰필드 웬즈데이, 첼시, 브래드퍼드 시티, 사우샘프턴 – 1994–2002
- 게오르게 포페스쿠 – 토트넘 홋스퍼 – 1994–95
- 플로린 러두치오이우 – 웨스트햄 유나이티드 – 1996–97
- 러즈반 라츠 – 웨스트햄 유나이티드 – 2013–14
- 가브리엘 타마슈 – 웨스트브로미치 앨비언 – 2010–13

### 리투아니아
- 기에드류스 아를라우스키스 – 왓퍼드 – 2015–16
- 토마스 다닐레비추스 – 아스널 – 2000–01

### 마케도니아 공화국
- 에즈잔 알리오스키 – 리즈 유나이티드 – 2020–21
- 기오르기 흐리스토프 – 반즐리 – 1997–98
- 고란 포포프 – 웨스트브로미치 앨비언 – 2012–14
- 아르팀 샤키리 – 웨스트브로미치 앨비언 – 2004–05
- 고체 세들로스키 – 셰필드 웬즈데이 – 1997–98

### 몬테네그로
- 스테반 요베티치 – 맨체스터 시티 – 2013–15
- 스테판 사비치 – 맨체스터 시티 – 2011–12
- 시몬 북체비치 – 블랙번 로버스 – 2011–12
- 엘사드 즈베로티치 – 풀럼 – 2013–14[Note 85]

### 몰타
- 딜런 커 – 리즈 유나이티드 – 1992–93

### 벨기에
- 필리페 알베르 – 뉴캐슬 유나이티드 – 1994–99
- 토비 알데르베이럴트 – 사우샘프턴, 토트넘 홋스퍼 – 2014–2021
- 아드리앵 바칼리 – 왓퍼드 – 1999–2000
- 미키 바추아이 – 첼시, 크리스털 팰리스 – 2016–21
- 크리스티앙 벤테케 – 애스턴 빌라, 리버풀, 크리스털 팰리스 – 2012–22[Note 6]
- 조나탕 벤테케 – 크리스털 팰리스 – 2016–17
- 조나당 블론델 – 토트넘 홋스퍼 – 2002–04
- 뤼트 보팽 – 웨스트햄 유나이티드 – 2010–11
- 데드리크 보야타 – 맨체스터 시티, 볼턴 원더러스 – 2009–12, 2013–15
- 티모티 카스타뉴 – 레스터 시티 – 2020–23
- 나세르 샤들리 – 토트넘 홋스퍼, 웨스트브로미치 앨비언 – 2013–18[Note 8]
- 필리페 클레멘트 – 코번트리 시티 – 1998–99
- 티보 쿠르투아 – 첼시 – 2014–18
- 질 드 빌드 – 셰필드 웬즈데이, 애스턴 빌라 – 1999–2001
- 케빈 더 브라위너 – 첼시, 맨체스터 시티 – 2013–14, 2015–
- 스테번 드푸르 – 번리 – 2016–19
- 마르크 데그리스 – 셰필드 웬즈데이 – 1995–96
- 리치 드 라에 – 맨체스터 유나이티드, 노리치 시티, 레스터 시티 – 2008–10, 2011–12, 2014–16
- 무사 뎀벨레 – 풀럼, 토트넘 홋스퍼 – 2010–19
- 자종 드나예 – 선덜랜드 – 2016–17
- 레안더르 덴동커르 – 울버햄프턴 원더러스, 애스턴 빌라 – 2018–
- 로랑 드푸아트르 – 허더즈필드 타운 – 2017–19
- 스티브 드 리더 – 사우샘프턴 – 2012–13
- 비외른 엥겔스 – 애스턴 빌라 – 2019–20
- 바우트 파스 – 레스터 시티 – 2022–23
- 마루안 펠라이니 – 에버턴, 맨체스터 유나이티드 – 2008–19
- 레지 제누 – 코번트리 시티 – 1996–97
- 에덴 아자르 – 첼시 – 2012–19
- 카를 호프컨스 – 웨스트브로미치 앨비언 – 2008–09
- 아드난 야누자이 – 맨체스터 유나이티드, 선덜랜드 – 2013–17
- 크리스티앙 카바셀레 – 왓퍼드 – 2016–20, 2021–22[Note 6]
- 뱅상 콩파니 – 맨체스터 시티 – 2008–19
- 로날드 라마 – 스완지 시티 – 2012–14[Note 22]
- 로메오 라비아 – 사우샘프턴 – 2022–23
- 로멜루 루카쿠 – 첼시, 웨스트브로미치 앨비언, 에버턴, 맨체스터 유나이티드 – 2011–19, 2021–22
- 도디 루케바키오 – 왓퍼드 – 2017–18
- 오렐 망갈라 – 노팅엄 포리스트 – 2022–
- 이사크 음벤자 – 허더즈필드 타운 – 2018–19
- 시몬 미뇰레 – 선덜랜드, 리버풀 – 2010–18
- 케빈 미랄라스 – 에버턴 – 2012–18
- 에밀 음펜자 – 맨체스터 시티 – 2006–08
- 조프리 무장기 비아 – 울버햄프턴 원더러스 – 2009–11[Note 6]
- 찰리 무송다 – 첼시 – 2017-18
- 줄리앵 은고이 – 스토크 시티 – 2016–18
- 뤼크 닐리스 – 애스턴 빌라 – 2000–01
- 파디스 오지자오포에 – 노리치 시티 – 2015–16
- 아마두 오나나 – 에버턴 – 2022–
- 디보크 오리기 – 리버풀 – 2015–22
- 오비 울라레 – 왓퍼드 – 2015–16
- 세바스티엥 포코놀리 – 웨스트브로미치 앨비언 – 2014–16
- 데니스 프라트 – 레스터 시티 – 2019–22, 2022–23
- 세드리크 루셀 – 코번트리 시티 – 1999–2001
- 알베르 삼비 로콩가 – 아스널,크리스털 팰리스 – 2021–
- 브랑코 스트루파 – 더비 카운티 – 1999–2002[Note 7]
- 유리 틸레만스 – 레스터 시티, 애스턴 빌라 – 2018–
- 레안드로 트로사르 – 브라이턴 & 호브 앨비언, 아스널 – 2019–
- 니코 페센 – 버밍엄 시티 – 2002–03, 2005–06
- 다니엘 판 바위턴 – 맨체스터 시티 – 2003–04
- 옐레 판 다메 – 사우샘프턴, 울버햄프턴 원더러스 – 2004–05, 2010–11
- 앙토니 반덴 보르 – 포츠머스 – 2009–10[Note 6]
- 토마스 페르말런 – 아스널 – 2009–14
- 얀 페르통언 – 토트넘 홋스퍼 – 2012–20

### 벨라루스
- 알략산드르 흘렙 – 아스널, 버밍엄 시티 – 2005–08, 2010–11
- 세르게이 코르닐렌코 – 블랙풀 – 2010–11

### 보스니아 헤르체고비나
- 아스미르 베고비치 – 포츠머스, 스토크 시티, 첼시, 본머스, 에버턴 – 2008–19, 2021–23[Note 9]
- 무하메드 베시치 – 에버턴, 셰필드 유나이티드 – 2014–16, 2017–18, 2019–20[Note 80]
- 에딘 제코 - 맨체스터 시티 – 2011–15
- 세아드 콜라시나츠 – 아스널 – 2017–22
- 무하메드 코니치 – 코번트리 시티 – 1998–2001
- 마리오 브란치치 – 노리치 시티 – 2019–20

### 불가리아
- 디미터르 베르바토프 – 토트넘 홋스퍼, 맨체스터 유나이티드, 풀럼 – 2006–14
- 발레리 보지노프 – 맨체스터 시티 – 2007–09
- 본초 겐체프 – 입스위치 타운 – 1992–95
- 라도스틴 키시셰프 – 찰턴 애슬레틱 – 2000–07
- 스타니슬라프 마놀레프 – 풀럼 – 2012–13
- 마르틴 페트로프 – 맨체스터 시티, 볼턴 원더러스 – 2007–12
- 스틸리얀 페트로프 – 애스턴 빌라 – 2006–12
- 스베토슬라프 토도로프 – 웨스트햄 유나이티드, 포츠머스, 위건 애슬레틱 – 2000–02, 2003–04, 2005–07
- 알렉산더르 토네프 – 애스턴 빌라 – 2013–14

### 세르비아
- 요보 보산시치 – 반즐리 – 1997–98
- 고란 부녜프세비치 – 토트넘 홋스퍼 – 2001–05[Note 7]
- 사샤 추르치치 – 볼턴 원더러스, 애스턴 빌라, 크리스털 팰리스 – 1995–98
- 필리프 주리치치 – 사우샘프턴 – 2014–15
- 마르코 그루이치 – 리버풀 – 2016–18
- 사샤 일리치 – 찰턴 애슬레틱, 웨스트햄 유나이티드 – 1998–2001[Note 68]
- 브라니슬라브 이바노비치 – 첼시, 웨스트브로미치 앨비언 – 2008–17, 2020–21
- 스라비샤 요카노비치 – 첼시 – 2000–02
- 밀란 요바노비치 – 리버풀 – 2010–11
- 마테야 케주만 – 첼시 – 2004–05
- 알렉산다르 콜라로브 – 맨체스터 시티 – 2010–17
- 오그넨 코로만 – 포츠머스 – 2005–07[Note 69]
- 다르코 코바체비치 – 셰필드 웬즈데이 – 1995–96
- 사샤 루키치 – 풀럼 – 2022–
- 라자르 마르코비치 – 리버풀, 헐 시티 – 2014–15, 2016–17
- 네마냐 마티치 – 첼시, 맨체스터 유나이티드 – 2009–10, 2013–22
- 네나드 밀리야시 – 울버햄프턴 원더러스 – 2009–12
- 루카 밀리보예비치 – 크리스털 팰리스 – 2016–23
- 사보 밀로셰비치 – 애스턴 빌라 – 1995–98[Note 69]
- 알렉산다르 미트로비치 – 뉴캐슬 유나이티드, 풀럼 – 2015–16, 2017–19, 2020–21, 2022–
- 마티야 나스타시치 – 맨체스터 시티 – 2012–14
- 라도사브 페트로비치 – 블랙번 로버스 – 2011–12
- 데얀 스테파노비치 – 셰필드 웬즈데이, 포츠머스, 풀럼 – 1995–99, 2003–08
- 블라디미르 스토이코비치 – 위건 애슬레틱 – 2009–10
- 두샨 타디치 – 사우샘프턴 – 2014–18
- 조란 토시치 – 맨체스터 유나이티드 – 2008–09
- 밀로시 벨코비치 – 토트넘 홋스퍼 – 2013–14[Note 47][Note 100]
- 네마냐 비디치 – 맨체스터 유나이티드 – 2005–14
- 즈보니미르 부키치 – 포츠머스 – 2005–06
- 니콜라 지기치 – 버밍엄 시티 – 2010–11

### 스웨덴
- 니클라스 알렉산데르손 – 셰필드 웬즈데이, 에버턴 – 1997–2003
- 마르쿠스 알베크 – 애스턴 빌라 – 2002–04
- 안데르스 안데르손 – 블랙번 로버스 – 1997–98
- 안드레아스 안데르손 – 뉴캐슬 유나이티드 – 1997–99
- 파트리크 안데르손 – 블랙번 로버스 – 1992–94
- 요엘 아소로 – 선덜랜드 – 2016–17
- 루드비그 아우구스틴손 – 애스턴 빌라 – 2022–23
- 야신 아야리 – 브라이턴 & 호브 앨비언 – 2022–
- 요아킴 비외르클룬 – 선덜랜드 – 2001–03
- 예스페르 블롬크비스트 – 맨체스터 유나이티드, 에버턴, 찰턴 애슬레틱 – 1998–99, 2001–03
- 토마스 브롤린 – 리즈 유나이티드, 크리스털 팰리스 – 1995–96, 1997–98
- 마르틴 달린 – 블랙번 로버스 – 1997–99
- 보얀 조르지치 – 맨체스터 유나이티드 – 2000–01[Note 71]
- 에릭 에드만 – 토트넘 홋스퍼, 위건 애슬레틱 – 2004–06, 2007–10
- 안토니 엘랑가 – 맨체스터 유나이티드 – 2020–
- 다비드 엘름 – 풀럼 – 2009–10
- 요한 엘만데르 – 볼턴 원더러스, 노리치 시티 – 2008–11, 2013–14
- 얀 에릭손 – 선덜랜드 – 1996–97
- 안드레아스 그랑크비스트 – 위건 애슬레틱 – 2007–08
- 니클라스 구드문드손 – 블랙번 로버스 – 1995–97
- 욘 구이데티 – 스토크 시티 – 2013–14
- 토마스 구스타프손 – 코번트리 시티 – 1999–2000
- 망누스 헤드만 – 코번트리 시티 – 1997–2001
- 즐라탄 이브라히모비치 – 맨체스터 유나이티드 – 2016–18
- 클라스 잉에손 – 셰필드 웬즈데이 – 1994–96
- 알렉산데르 이사크 – 뉴캐슬 유나이티드 – 2022–
- 안드레아스 이삭손 – 맨체스터 시티 – 2006–08
- 안드레아스 야콥손 – 사우샘프턴 – 2004–05
- 폰투스 얀손 – 브렌트퍼드 – 2021–23
- 안드레아스 요한손 – 위건 애슬레틱 – 2005–07
- 닐스에릭 요한손 – 블랙번 로버스 – 2001–05
- 마티아스 욘손 – 노리치 시티 – 2004–05
- 알렉산데르 카차니클리치 – 풀럼 – 2011–14
- 킴 셸스트룀 – 아스널 – 2013–14
- 폰투스 카마르크 – 레스터 시티 – 1996–99
- 에밀 크라프트 – 뉴캐슬 유나이티드 – 2019–
- 데얀 쿨루셰프스키 – 토트넘 홋스퍼 – 2021–
- 헨리크 라르손 – 맨체스터 유나이티드 – 2006–07
- 세바스티안 라르손 – 아스널, 버밍엄 시티, 선덜랜드 – 2005–06, 2007–08, 2009–17
- 안데르스 림파르 – 아스널, 에버턴 – 1992–97
- 빅토르 린델뢰프 – 맨체스터 유나이티드 – 2017–
- 토비아스 린데로트 – 에버턴 – 2001–04[Note 2]
- 프레드리크 융베리 – 아스널, 웨스트햄 유나이티드 – 1998–2008
- 테디 루치치 – 리즈 유나이티드 – 2002–03
- 페테르 마르크스테트 – 반즐리 – 1997–98
- 예스페르 마트손 – 노팅엄 포리스트 – 1998–99
- 올로프 멜베리 – 애스턴 빌라 – 2001–08
- 요엘 뭄봉고 – 번리 – 2020–21
- 미카엘 닐손 – 사우샘프턴 – 2004–05
- 롤란드 닐손 – 셰필드 웬즈데이, 코번트리 시티 – 1992–94, 1997–99
- 크리스토페르 노르드펠트 – 스완지 시티 – 2015–17
- 로빈 올센 – 에버턴, 애스턴 빌라 – 2020–
- 요나스 올손 – 웨스트브로미치 앨비언 – 2008–09, 2010–17
- 마르쿠스 올손 – 블랙번 로버스 – 2011–12
- 마르틴 올손 – 블랙번 로버스, 노리치 시티, 스완지 시티 – 2007–12, 2013–14, 2015–18
- 라데 프리카 – 선덜랜드 – 2007–08
- 마르틴 프링글 – 찰턴 애슬레틱 – 1998–99, 2000–01
- 마리노 람베리 – 더비 카운티 – 1996–97
- 마르쿠스 로센베리 – 웨스트브로미치 앨비언 – 2012–14
- 비요른 룬스트룀 – 풀럼 – 2006–07
- 스테판 슈워츠 – 아스널, 선덜랜드 – 1994–95, 1999–2002
- 켄 세마 – 왓퍼드 – 2018–19, 2021–22
- 라미 샤반 – 아스널 – 2002–03
- 프레데릭 스투르 – 풀럼 – 2008–10
- 안데르스 스벤손 – 사우샘프턴 – 2001–05
- 마티아스 스벤손 – 찰턴 애슬레틱, 노리치 시티 – 2000–05
- 마이클 스벤손 – 사우샘프턴 – 2002–04
- 무아메르 탄코비치 – 풀럼 – 2013–14
- 올라 토이보넨 – 선덜랜드 – 2015–16
- 크리스티안 빌헬름손 – 볼턴 원더러스 – 2007–08
- 요나스 비르몰라 – 셰필드 유나이티드 – 1993–94

### 스위스
- 알멘 압디 – 왓퍼드 – 2015–16[Note 78]
- 알비안 아예티 – 웨스트햄 유나이티드 – 2019–20
- 마누엘 아칸지 – 맨체스터 시티 – 2022–
- 발론 베흐라미 – 웨스트햄 유나이티드, 왓퍼드 – 2008–11, 2015–17[Note 78]
- 가에타노 베라르디 – 리즈 유나이티드 – 2020–21
- 브루노 베르너 – 블랙번 로버스 – 2006–08
- 파비오 다프렐라 – 웨스트햄 유나이티드 – 2009–10
- 필리프 데겐 – 리버풀 – 2009–10
- 요안 주루 – 아스널, 버밍엄 시티 – 2005–12[Note 22]
- 요시프 드르미치 – 노리치 시티 – 2019–20
- 에디밀송 페르난드스 – 웨스트햄 유나이티드 – 2016–18
- 젤송 페르난드스 – 맨체스터 시티 – 2007–09[Note 67]
- 파트리크 폴레티 – 더비 카운티 – 2001–02
- 레모 프로일러 – 노팅엄 포리스트 – 2022–
- 가에타노 잘란차 – 볼턴 원더러스 – 1997–98
- 베른트 하스 – 선덜랜드, 웨스트브로미치 앨비언 – 2001–02, 2004–05[Note 21]
- 스테판 앙쇼 – 블랙번 로버스, 리버풀, 위건 애슬레틱 – 1997–2004, 2005–07
- 마르크 호티거 – 뉴캐슬 유나이티드, 에버턴 – 1994–97
- 괴칸 인러 – 레스터 시티 – 2015–16[Note 93]
- 엘딘 야쿠포비치 – 헐 시티, 레스터 시티 – 2013–15, 2016–18[Note 38][Note 101]
- 알렉스 얀케비츠 – 사우샘프턴 – 2020–21
- 파이팀 카사미 – 풀럼 – 2011–14
- 팀 클로제 – 노리치 시티 – 2015–16[Note 19]
- 슈테판 리히트슈타이너 – 아스널 – 2018–19
- 주세페 마차렐리 – 맨체스터 시티 – 1995–96
- 케빈 음바부 – 뉴캐슬 유나이티드, 풀럼 – 2015–16, 2022–
- 파비안 셰어 – 뉴캐슬 유나이티드 – 2018–
- 필리프 센데로스 – 아스널, 에버턴, 풀럼, 애스턴 빌라 – 2004–08, 2009–15
- 제르단 샤키리 – 스토크 시티, 리버풀 – 2015–21[Note 78]
- 라몽 베가 – 토트넘 홋스퍼 – 1996–2001
- 요한 포겔 – 블랙번 로버스 – 2007–09
- 그라니트 자카 – 아스널 – 2016–
- 데니스 자카리아 – 첼시 – 2022–23
- 안디 제키리 – 브라이턴 & 호브 앨비언 – 2020–21
- 레토 치글러 – 토트넘 홋스퍼, 위건 애슬레틱 – 2004–07

### 스페인
- 아다마 트라오레 – 애스턴 빌라, 미들즈브러, 울버햄프턴 원더러스 – 2015–17, 2018–23
- 아드리안 – 웨스트햄 유나이티드, 리버풀 – 2013–[Note 107]
- 티아고 알칸타라 – 리버풀 – 2020–
- 마누엘 알무니아 – 아스널 – 2004–05, 2006–11
- 마르코스 알론소 – 볼턴 원더러스, 선덜랜드, 첼시 – 2010–12, 2013–14, 2016–22
- 미켈 알론소 – 볼턴 원더러스 – 2007–08
- 사비 알론소 – 리버풀 – 2004–09[Note 70]
- 앙헬리뇨 – 맨체스터 시티 – 2019–20
- 알바로 아르벨로아 – 리버풀, 웨스트햄 유나이티드 – 2006–09, 2016–17
- 미켈 아르테타 – 에버턴, 아스널 – 2004–16
- 이아고 아스파스 – 리버풀 – 2013–14[Note 72]
- 다니엘 아얄라 – 리버풀, 노리치 시티, 미들즈브러 – 2009–10, 2011–12, 2016–17
- 세사르 아스필리쿠에타 – 첼시 – 2012–
- 스테판 바이체티치 – 리버풀 – 2022–
- 안토니오 바라간 – 미들즈브러 – 2016–17
- 엑토르 베예린 – 아스널 – 2014–21
- 보얀 – 스토크 시티 – 2014–18[Note 57]
- 보르하 바스톤 – 스완지 시티, 애스턴 빌라 – 2016–17, 2019–20
- 라울 브라보 – 리즈 유나이티드 – 2002–03
- 브루노 – 브라이턴 & 호브 앨비언  – 2017–19
- 우고 부에노 – 울버햄프턴 원더러스 – 2022–
- 칼라 – 카디프 시티 – 2013–14
- 빅토르 카마라사 – 카디프 시티, 크리스털 팰리스 – 2018–20
- 에두아르 캄파바달 – 위건 애슬레틱 – 2012–13
- 호세 캄파냐 – 크리스털 팰리스 – 2013–14
- 이반 캄포 – 볼턴 원더러스 – 2002–08
- 호세 카냐스 – 스완지 시티 – 2013–14
- 세르히 카노스 – 리버풀, 브렌트퍼드 – 2015–16, 2021–
- 키코 카시야 – 리즈 유나이티드 – 2020–21
- 산티 카소를라 – 아스널 – 2012–17
- 다니 세바요스 – 아스널 – 2019–21
- 세사르 – 볼턴 원더러스 – 2006–07
- 페드로 치리베야 – 리버풀 – 2015–16
- 디에고 코스타 – 첼시, 울버햄프턴 원더러스 – 2014–17, 2022–23[Note 18][Note 81]
- 파블로 쿠냐고 – 입스위치 타운 – 2001–02
- 호세 앙헬 크레스포 – 애스턴 빌라 – 2015–16
- 알베르트 크루사트 – 위건 애슬레틱 – 2011–12
- 마르크 쿠쿠레야 – 브라이턴 & 호브 앨비언, 첼시 – 2021–
- 카를로스 케야르 – 애스턴 빌라, 선덜랜드 – 2008–14
- 제라르드 데울로페우 – 에버턴, 왓퍼드 – 2013–14, 2015–20[Note 57]
- 다비드 데 헤아 – 맨체스터 유나이티드 – 2011–
- 엔리케 데 루카스 – 첼시 – 2002–03
- 하비에르 데 페드로 – 블랙번 로버스 – 2004–05
- 아시에르 델 오르노 – 첼시 – 2005–06
- 브라힘 디아스 – 맨체스터 시티 – 2017–18
- 호세 엔리케 – 뉴캐슬 유나이티드, 리버풀 – 2007–15
- 세스크 파브레가스 – 아스널, 첼시 – 2004–11, 2014–19[Note 57]
- 파브리 – 풀럼 – 2018–19
- 이아고 팔케 – 토트넘 홋스퍼 – 2012–13
- 키코 페메니아 – 왓퍼드 – 2017–20, 2021–22
- 알바로 페르난데스 – 브렌트퍼드 – 2021–22
- 알베르 페레 – 첼시 – 1998–2003
- 주니오르 피르포 – 리즈 유나이티드 – 2021–23
- 치코 플로레스 – 스완지 시티 – 2012–14
- 파블로 포르날스 – 웨스트햄 유나이티드 – 2019–
- 헤수스 가메즈 – 뉴캐슬 유나이티드 – 2017–18
- 알레시 가르시아 – 맨체스터 시티 – 2016–17
- 에리크 가르시아 – 맨체스터 시티 – 2019–21
- 하비 가르시아 – 맨체스터 시티 – 2012–14
- 루이스 가르시아 – 리버풀 – 2004–07[Note 57]
- 마누 가르시아 – 맨체스터 시티 – 2015–16
- 하비에르 가리도 – 맨체스터 시티, 노리치 시티 – 2007–10, 2012–14
- 브리안 힐 – 토트넘 홋스퍼 – 2021–23
- 카를레스 힐 – 애스턴 빌라 – 2014–16
- 로만 골로바르 – 위건 애슬레틱 – 2012–13
- 호르디 고메스 – 위건 애슬레틱, 선덜랜드 – 2009–13, 2014–16
- 세르히오 고메스 – 맨체스터 시티 – 2022–
- 에스테반 그라네로 – 퀸스 파크 레인저스 – 2012–13
- 비센테 과이타 – 크리스털 팰리스 – 2018–
- 루이스 에르난데스 – 레스터 시티 – 2016–17
- 파블로 에르난데스 – 스완지 시티 – 2012–14
- 안데르 에레라 – 맨체스터 유나이티드 – 2014–19
- 페르난도 이에로 – 볼턴 원더러스 – 2004–05
- 파블로 이바녜스 – 웨스트브로미치 앨비언 – 2010–11
- 비센테 이보라 – 레스터 시티 – 2017–19
- 헤세 – 스토크 시티 – 2017–18
- 조니 – 울버햄프턴 원더러스 – 2018–
- 호셀루 – 스토크 시티, 뉴캐슬 유나이티드 – 2015–16, 2017–19[Note 19][Note 72]
- 호세미 – 리버풀 – 2004–06
- 호타 – 애스턴 빌라 – 2019–20
- 후안미 – 사우샘프턴 – 2015–16
- 호세 마누엘 후라도 – 왓퍼드 – 2015–16
- 케파 아리사발라가 – 첼시 – 2018–
- 케파 – 웨스트햄 유나이티드 – 2006–07
- 에므리크 라포르트 – 맨체스터 시티 – 2017–
- 후안 라리오스 – 사우샘프턴 – 2022–23
- 디에고 요렌테 – 리즈 유나이티드 – 2020–23
- 페르난도 요렌테 – 스완지 시티, 토트넘 홋스퍼 – 2016–19[Note 70]
- 아드리안 로페스 – 위건 애슬레틱 – 2010–13
- 루카스 페레스 – 아스널, 웨스트햄 유나이티드 – 2016–17, 2018–19
- 루이스 알베르토 – 리버풀 – 2013–14
- 안토니오 루나 – 애스턴 빌라 – 2013–14
- 알베르 루케 – 뉴캐슬 유나이티드 – 2005–07[Note 57]
- 하비에르 망키요 – 리버풀, 선덜랜드, 뉴캐슬 유나이티드 – 2014–15, 2016–
- 마르셀리노 – 뉴캐슬 유나이티드 – 1999–2001
- 파블로 마리 – 아스널 – 2019–22
- 후안 마타 – 첼시, 맨체스터 유나이티드 – 2011–22
- 가이스카 멘디에타 – 미들즈브러 – 2003–07
- 프란 메리다 – 아스널 – 2008–10
- 미켈 메리노 – 뉴캐슬 유나이티드 – 2017–18
- 로케 메사 – 스완지 시티 – 2017–18
- 미첼 – 버밍엄 시티 – 2009–10
- 미추 – 스완지 시티 – 2012–14
- 이그나시 미켈 – 아스널 – 2011–13
- 나초 몬레알 – 아스널 – 2012–20
- 마르틴 몬토야 – 브라이턴 & 호브 앨비언 – 2018–20
- 알바로 모라타 – 첼시 – 2017–19
- 알베르토 모레노 – 리버풀 – 2014–19
- 알렉스 모레노 – 애스턴 빌라 – 2022–
- 하비 모레노 – 볼턴 원더러스 – 2003–04
- 페르난도 모리엔테스 – 리버풀 – 2004–06
- 마르크 무니에사 – 스토크 시티 – 2013–17[Note 57]
- 마르크 나바로 – 왓퍼드 – 2018–19
- 헤수스 나바스 – 맨체스터 시티 – 2013–17
- 나임 – 토트넘 홋스퍼 – 1992–93
- 알바로 네그레도 – 맨체스터 시티, 미들즈브러 – 2013–14, 2016–17
- 사울 니게스 – 첼시 – 2021–22
- 놀리토 – 맨체스터 시티 – 2016–17
- 안토니오 누녜스 – 리버풀 – 2004–05
- 안드레아 오를란디 – 스완지 시티 – 2011–12
- 보르하 오우비냐 – 버밍엄 시티 – 2007–08
- 다니엘 파체코 – 리버풀 – 2009–11
- 페드로 – 첼시 – 2015–20
- 아요세 페레스 – 뉴캐슬 유나이티드 – 2014–16, 2017–23
- 제라르드 피케 – 맨체스터 유나이티드 – 2005–06, 2007–08[Note 57]
- 페드로 포로 – 토트넘 홋스퍼 – 2022–
- 호세 앙헬 포소 – 맨체스터 시티 – 2014–15
- 알레한드로 포수엘로 – 스완지 시티 – 2013–14
- 이반 라미스 – 위건 애슬레틱 – 2012–13
- 앙헬 랑헬 – 스완지 시티 – 2011–18
- 다비드 라야 – 브렌트퍼드 – 2021–
- 세르히오 레길론 – 토트넘 홋스퍼 – 2020–22
- 페페 레이나 – 리버풀 – 2005–13[Note 57]
- 호세 안토니오 레예스 – 아스널 – 2003–06[Note 107]
- 리카르도 – 맨체스터 유나이티드 – 2002–03
- 디에고 리코 – 본머스 – 2018–20
- 세르히오 리코 – 풀럼 – 2018–19
- 알베르트 리에라 – 맨체스터 시티, 리버풀 – 2005–06, 2008–10
- 로베르토 – 웨스트햄 유나이티드 – 2019–20
- 호엘 로블레스 – 위건 애슬레틱, 에버턴, 리즈 유나이티드 – 2012–17, 2022–23
- 마르크 로카 – 리즈 유나이티드 – 2022–23
- 루벤 로치나 – 블랙번 로버스 – 2010–12
- 로드리 – 맨체스터 시티 – 2019–
- 로드리고 – 볼턴 원더러스, 리즈 유나이티드 – 2010–11, 2020–23[Note 18]
- 오리올 로메우 – 첼시, 사우샘프턴 – 2011–13, 2015–23
- 미첼 살가도 – 블랙번 로버스 – 2009–12[Note 72]
- 살바 – 볼턴 원더러스 – 2002–03
- 로베르트 산체스 – 브라이턴 & 호브 앨비언 – 2020–
- 산드로 – 에버턴 – 2017-18
- 파블로 사라비아 – 울버햄프턴 원더러스 – 2022–
- 다비드 실바 – 맨체스터 시티 – 2010–20
- 로베르토 솔다도 – 토트넘 홋스퍼 – 2013–15
- 데니스 수아레스 – 아스널 – 2018–19
- 마리오 수아레스 – 왓퍼드 – 2015–16
- 수소 – 리버풀 – 2012–13
- 페르난도 토레스 – 리버풀, 첼시 – 2007–14
- 디에고 트리스탄 – 웨스트햄 유나이티드 – 2008–09
- 빅토르 발데스 – 맨체스터 유나이티드, 미들즈브러 – 2014–15, 2016–17[Note 57]
- 보르하 발레로 – 웨스트브로미치 앨비언 – 2008–09
- 헤수스 바예호 – 울버햄프턴 원더러스 – 2019–20
- 알바로 바스케스 – 스완지 시티 – 2013–14
- 시스코 – 뉴캐슬 유나이티드 – 2008–09, 2010–11
- 요르디 – 블랙번 로버스 – 2001–02

### 슬로바키아
- 이고르 발리시 – 웨스트브로미치 앨비언 – 2002–03
- 마레크 체흐 – 웨스트브로미치 앨비언 – 2008–09, 2010–11
- 마르틴 두브라우카 – 뉴캐슬 유나이티드 – 2017–
- 온드레이 두다 – 노리치 시티 – 2019–20
- 브라티슬라브 그레슈코 – 블랙번 로버스 – 2002–06
- 블라디미르 킨데르 – 미들즈브러 – 1996–97, 1998–99
- 얀 코자크 – 웨스트브로미치 앨비언 – 2005–06
- 유라이 쿠츠카 – 왓퍼드 – 2021–22
- 블라디미르 라반트 – 웨스트햄 유나이티드 – 2001–03
- 필리프 레스니아크 – 토트넘 홋스퍼 – 2016–17
- 루보미르 미할리크 – 볼턴 원더러스 – 2006–08
- 얀 무하 – 에버턴 – 2012–13
- 실라드 네메흐 – 미들즈브러 – 2001–06
- 마레크 로다크 – 풀럼 – 2020–21, 2022–
- 마르틴 슈크르텔 – 리버풀 FC – 2007–16
- 미로슬라우 스토흐 – 첼시 – 2008–09
- 디오나탄 테세이라 – 스토크 시티 – 2014–16[Note 18][Note 83]
- 스타니슬라브 바르가 – 선덜랜드 – 2000–02
- 블라디미르 베이스 – 맨체스터 시티, 볼턴 원더러스 – 2008–10

### 슬로베니아
- 밀렌코 아치모비치 – 토트넘 홋스퍼 – 2002–03
- 욘 고렌츠 스탄코비치 – 허더즈필드 타운 – 2018–19
- 로베르트 코렌 – 웨스트브로미치 앨비언, 헐 시티 – 2008–09, 2013–14
- 알레슈 크리산 – 반즐리 – 1997–98
- 알렉산다르 로디치 – 포츠머스 – 2004–05[Note 38]
- 하리스 부츠키치 – 뉴캐슬 유나이티드 – 2011–12, 2014–15

### 아르메니아
- 헨리흐 므히타랸 – 맨체스터 유나이티드, 아스널 – 2016–20

### 아이슬란드
- 귀드니 베르그손 – 토트넘 홋스퍼, 볼턴 원더러스 – 1992–93, 1995–96, 1997–98, 2001–03
- 에이뒤르 그뷔드욘센 – 첼시, 토트넘 홋스퍼, 스토크 시티, 풀럼 – 2000–06, 2009–11
- 요에이 구드욘손 – 애스턴 빌라, 울버햄프턴 원더러스, 번리 – 2002–04, 2009–10
- 도르뒤르 구드욘손 – 더비 카운티 – 2000–01
- 요한 베르그 그뷔드뮌손 – 번리 – 2016–22
- 요한 비르니르 구드뮌드손 – 왓퍼드 – 1999–2000
- 아론 귄나르손 – 카디프 시티 – 2013–14
- 브리나르 귄나르손 – 레딩 – 2006–08
- 아르나르 귄라우그손 – 볼턴 원더러스, 레스터 시티 – 1997–2002
- 헤이다르 헬귀손 – 왓퍼드, 풀럼, 볼턴 원더러스, 퀸스 파크 레인저스 – 1999–2000, 2005–09, 2011–12
- 헤르만 흐레이다르손 – 크리스털 팰리스, 윔블던, 입스위치 타운, 찰턴 애슬레틱, 포츠머스 – 1997–98, 1999–2002, 2003–10
- 이바르 잉기마르손 – 레딩 – 2006–08
- 에게르트 욘손 – 울버햄프턴 원더러스 – 2011–12
- 도르발뒤르 외를리그손 – 노팅엄 포리스트 – 1992–93[Note 46]
- 루나르 알렉스 루나르손 – 아스널 – 2020–21
- 길비 시귀르드손 – 스완지 시티, 토트넘 홋스퍼, 에버턴 – 2011–21
- 라루스 시귀르드손 – 웨스트브로미치 앨비언 – 2002–03
- 그레타르 스테인손 – 볼턴 원더러스 – 2007–12

### 아일랜드
- 키스 앤드루스 – 울버햄프턴 원더러스, 블랙번 로버스, 웨스트브로미치 앨비언 – 2003–04, 2008–12
- 해리 아터 – 본머스, 카디프 시티 – 2015–19[Note 4]
- 필 밥 – 코번트리 시티 FC, 리버풀, 선덜랜드 – 1992–99, 2002–03[Note 4]
- 그레이엄 바렛 – 아스널 – 1999–2000
- 개빈 바주누 – 사우샘프턴 – 2022–23
- 리언 베스트 – 사우샘프턴, 뉴캐슬 유나이티드 – 2004–05, 2010–12[Note 4]
- 윌리 볼런드 – 코번트리 시티 – 1992–98
- 대니 복설 – 크리스털 팰리스 – 1997–98[Note 4]
- 리 보일런 – 웨스트햄 유나이티드 – 1996–97[Note 4][Note 88]
- 로비 브레이디 – 헐 시티, 노리치 시티, 번리 – 2013–21
- 키스 브래너건 – 볼턴 원더러스, 입스위치 타운 – 1995–96, 1997–98, 2000–02[Note 4]
- 게리 브린 – 코번트리 시티 FC, 웨스트햄 유나이티드, 선덜랜드 – 1996–2001, 2002–03, 2005–06[Note 4]
- 폴 버틀러 – 선덜랜드, 울버햄프턴 원더러스 – 1999–2001, 2003–04[Note 4]
- 토마스 버틀러 – 선덜랜드 – 1999–2003
- 숀 바이른 – 웨스트햄 유나이티드 – 1999–2000, 2001–02[Note 4]
- 토마스 캐넌 – 에버턴 – 2022–23
- 브라이언 캐리 – 레스터 시티 – 1994–95
- 스티븐 카 – 토트넘 홋스퍼, 뉴캐슬 유나이티드, 버밍엄 시티 – 1993–94, 1996–2001, 2002–08, 2009–11
- 사미르 캐러터스 – 애스턴 빌라 – 2011–12[Note 4]
- 리 카슬리 – 더비 카운티, 블랙번 로버스, 코번트리 시티, 에버턴, 버밍엄 시티 – 1996–99, 2000–08, 2009–10[Note 4]
- 토니 캐스카리노 – 첼시 – 1992–94[Note 4]
- 사이러스 크리스티 – 풀럼 – 2018–19
- 키어런 클라크 – 애스턴 빌라, 뉴캐슬 유나이티드 – 2009–16, 2017–22[Note 4][Note 63]
- 클리브 클라크 – 웨스트햄 유나이티드 – 2005–06
- 셰이머스 콜먼 – 에버턴 – 2009–23
- 닉 콜건 – 첼시 – 1996–97
- 네이선 콜린스 – 번리, 울버햄프턴 원더러스 – 2021–
- 에런 코놀리 – 브라이턴 & 호브 앨비언 – 2019–22
- 데이비드 코놀리 – 위건 애슬레틱, 선덜랜드 – 2005–08[Note 4]
- 코너 코번트리 – 웨스트햄 유나이티드 – 2022–
- 사이먼 콕스 – 웨스트브로미치 앨비언 – 2010–12[Note 4]
- 오언 코일 – 볼턴 원더러스 – 1995–96[Note 75]
- 짐 크로퍼드 – 뉴캐슬 유나이티드 – 1996–97[Note 50]
- 조시 컬런 – 웨스트햄 유나이티드 – 2015–16, 2017–18[Note 4][Note 108]
- 미키 커민스 – 미들즈브러 – 1998–2000
- 그렉 컨닝엄 – 맨체스터 시티 – 2009–10
- 케니 컨닝엄 – 윔블던, 버밍엄 시티 – 1994–2000, 2002–06
- 리암 다이시 – 코번트리 시티 – 1995–97[Note 4]
- 데이미언 딜레이니 – 레스터 시티, 크리스털 팰리스 – 2000–02, 2013–18
- 로리 델랍 – 더비 카운티, 사우샘프턴, 선덜랜드, 스토크 시티 – 1997–2006, 2008–13[Note 4]
- 게리 도허티 – 토트넘 홋스퍼, 노리치 시티 – 1999–2005
- 맷 도허티 – 울버햄프턴 원더러스, 토트넘 홋스퍼 – 2011–12, 2018–23
- 에런 도런 – 블랙번 로버스 – 2008–09
- 조너선 더글라스 – 블랙번 로버스 – 2002–05
- 콜린 도일 – 버밍엄 시티 – 2007–08, 2010–11
- 케빈 도일 – 레딩, 울버햄프턴 원더러스, 크리스털 팰리스 – 2006–08, 2009–12, 2014–15
- 데이미언 더프 – 블랙번 로버스, 첼시, 뉴캐슬 유나이티드, 풀럼 – 1996–99, 2001–14
- 셰인 더피 – 에버턴, 브라이턴 & 호브 앨비언, 풀럼 – 2011–13, 2017–20, 2021–23[Note 89][Note 95]
- 지미 던 – 번리 – 2020–21
- 리처드 던 – 에버턴, 맨체스터 시티, 애스턴 빌라, 퀸스 파크 레인저스 – 1996–2001, 2002–12, 2014–15
- 존 이건 – 셰필드 유나이티드 – 2019–21
- 롭 엘리엇 – 뉴캐슬 유나이티드 – 2012–16, 2017–18[Note 4]
- 스티븐 엘리엇 – 맨체스터 시티, 선덜랜드 – 2003–04, 2005–06
- 미키 에번스 – 사우샘프턴 – 1996–98[Note 4]
- 키스 파헤이 – 버밍엄 시티 – 2009–11
- 개러스 패럴리 – 애스턴 빌라, 에버턴, 볼턴 원더러스 – 1995–99, 2001–03
- 닐 펜 – 토트넘 홋스퍼 – 1996–98[Note 4]
- 에반 퍼거슨 – 브라이턴 & 호브 앨비언 – 2021–
- 스티브 피넌 – 풀럼, 리버풀, 포츠머스 – 2001–08, 2009–10
- 스콧 피츠제럴드 – 윔블던 – 1992–96[Note 4]
- 커티스 플레밍 – 미들즈브러 – 1992–93, 1995–97, 1998–2002[Note 4]
- 윌로 플러드 – 맨체스터 시티 – 2004–06
- 캘럽 폴런 – 위건 애슬레틱, 헐 시티 – 2006–10[Note 4]
- 토니 폴런 – 크리스털 팰리스 – 1997–98[Note 4]
- 도미닉 폴리 – 왓퍼드 – 1999–2000
- 케빈 폴리 – 울버햄프턴 원더러스 – 2009–12[Note 4]
- 앤서니 포드 – 울버햄프턴 원더러스 – 2011–12
- 오언 거번 – 크리스털 팰리스 – 2013–14
- 제이슨 가빈 – 미들즈브러 – 1998–2002
- 데렉 기리 – 셰필드 유나이티드 – 2006–07
- 대런 깁슨 – 맨체스터 유나이티드, 에버턴, 선덜랜드 – 2008–17[Note 89]
- 로리 긴티 – 크리스털 팰리스 – 1997–98
- 셰이 기븐 – 블랙번 로버스, 뉴캐슬 유나이티드, 맨체스터 시티, 애스턴 빌라, 스토크 시티 – 1996–2010, 2011–13, 2014–17
- 존 구드먼 – 윔블던 – 1994–97[Note 4]
- 리스 그레고콕스 – 퀸스 파크 레인저스 – 2014–15[Note 4]
- 마이클 해리먼 – 퀸스 파크 레인저스 – 2011–13[Note 4]
- 이언 하트 – 리즈 유나이티드, 선덜랜드, 레딩 – 1995–2004, 2007–08, 2012–13
- 제프 헨드릭 – 번리, 뉴캐슬 유나이티드 – 2016–22
- 조 호지 – 울버햄프턴 원더러스 – 2022–
- 맷 홀런드 – 입스위치 타운, 찰턴 애슬레틱 – 2000–02, 2003–07[Note 4]
- 웨스 훌러핸 – 노리치 시티 – 2011–14, 2015–16
- 레이 휴턴 – 애스턴 빌라, 크리스털 팰리스 – 1992–95[Note 75]
- 코너 하우리헌 – 애스턴 빌라 – 2019–21
- 노엘 헌트 – 레딩 – 2012–13
- 스티븐 헌트 – 레딩, 헐 시티, 울버햄프턴 원더러스 – 2006–08, 2009–12
- 애덤 아이다 – 노리치 시티 – 2019–20, 2021–22
- 스티븐 아일랜드 – 맨체스터 시티, 애스턴 빌라, 뉴캐슬 유나이티드, 스토크 시티 – 2005–16, 2017–18
- 데니스 어윈 – 맨체스터 유나이티드, 울버햄프턴 원더러스 – 1992–2002, 2003–04
- 그레이엄 캐버너 – 미들즈브러, 위건 애슬레틱 – 1992–93, 1995–96, 2005–07
- 로비 킨 – 코번드리 시티, 리즈 유나이티드, 토트넘 홋스퍼, 리버풀, 웨스트햄 유나이티드, 애스턴 빌라 – 1999–2012
- 로이 킨 – 노팅엄 포리스트, 맨체스터 유나이티드 – 1992–2006
- 윌 킨 – 맨체스터 유나이티드 – 2011–12, 2015–17
- 퀴빈 켈러허 – 리버풀 – 2020–
- 앨런 켈리 – 셰필드 유나이티드, 블랙번 로버스 – 1992–94, 2001–03[Note 4]
- 데이비드 켈리 – 선덜랜드 – 1996–97[Note 4]
- 게리 켈리 – 리즈 유나이티드 – 1993–98, 1999–2004
- 스티븐 켈리 – 토트넘 홋스퍼, 버밍엄 시티, 스토크 시티, 풀럼, 레딩 – 2003–06, 2007–13
- 제프 케나 – 사우샘프턴, 블랙번 로버스, 버밍엄 시티 – 1992–99, 2002–04
- 마크 케네디 – 리버풀, 윔블던, 맨체스터 시티, 울버햄프턴 원더러스 – 1994–99, 2000–01, 2003–04
- 패디 케니 – 셰필드 유나이티드, 퀸스 파크 레인저스 – 2006–07, 2011–12[Note 4]
- 앤디 커 – 울버햄프턴 원더러스 – 2009–11
- 앨런 커너건 – 미들즈브러, 맨체스터 시티 – 1992–96[Note 4]
- 딘 킬리 – 찰턴 애슬레틱, 포츠머스, 웨스트브로미치 앨비언 – 2000–06, 2008–09[Note 4][Note 41]
- 케빈 킬베인 – 선덜랜드, 에버턴, 위건 애슬레틱, 헐 시티 – 1999–2010[Note 4]
- 마크 킨셀라 – 찰턴 애슬레틱, 애스턴 빌라 – 1998–99, 2000–04
- 브라이언 라운더스 – 크리스털 팰리스, 더비 카운티 – 1994–95, 1998–99
- 리암 로렌스 – 선덜랜드, 스토크 시티 – 2005–06, 2008–10[Note 4]
- 케빈 롱 – 번리 – 2014–15, 2016–22
- 셰인 롱 – 레딩, 웨스트브로미치 앨비언, 헐 시티, 사우샘프턴 – 2006–08, 2011–21
- 존 매컨 – 맨체스터 시티, 더비 카운티 – 2002–05, 2007–08[Note 4][Note 63]
- 앨런 매헌 – 블랙번 로버스, 위건 애슬레틱 – 2001–04, 2005–06
- 앨런 메이버리 – 리즈 유나이티드 – 1995–96, 1997–98, 2001–02
- 제이슨 맥아터 – 볼턴 원더러스, 리버풀, 블랙번 로버스, 선덜랜드 – 1995–99, 2001–03[Note 4]
- 크리스 매캔 – 번리 – 2009–10
- 제임스 매카시 – 위건 애슬레틱, 에버턴 – 2009–21[Note 75]
- 패디 매카시 – 크리스털 팰리스 – 2013–14
- 제임스 매클레인 – 선덜랜드, 웨스트브로미치 앨비언 – 2011–13, 2015–18[Note 89][Note 90]
- 데이비드 맥도널드 – 토트넘 홋스퍼 – 1992–93
- 에이든 맥기디 – 에버턴 – 2013–15[Note 75]
- 폴 맥기 – 윔블던 – 1992–93
- 데이비드 맥골드릭 – 셰필드 유나이티드 – 2019–21
- 에디 맥골드릭 – 크리스털 팰리스, 아스널 – 1992–97[Note 4]
- 브라이언 맥고번 – 아스널 – 1999–2000
- 폴 맥그레스 – 애스턴 빌라, 더비 카운티 – 1992–97[Note 4]
- 존 맥그레스 – 애스턴 빌라 – 2000–01
- 마크 매키버 – 셰필드 웬즈데이 – 1998–2000[Note 89]
- 스티븐 맥페일 – 리즈 유나이티드 – 1997–2004[Note 4]
- 폴 맥셰인 – 선덜랜드, 헐 시티 – 2007–10, 2013–15
- 데이비드 메일러 – 선덜랜드, 헐 시티 – 2009–15, 2016–17
- 리엄 밀러 – 맨체스터 유나이티드, 선덜랜드 – 2004–06, 2007–09
- 마이크 밀리건 – 올덤 애슬레틱, 노리치 시티 – 1992–95[Note 4]
- 애덤 미첼 – 선덜랜드 – 2012–13[Note 4]
- 제이슨 몰럼비 – 브라이턴 & 호브 앨비언 – 2020–21
- 앨런 무어 – 미들즈브러 – 1992–93, 1995–97, 1998–99
- 앤드루 모런 – 브라이턴 & 호브 앨비언 – 2022–
- 케빈 모런 – 블랙번 로버스 – 1992–94
- 크리스 모리스 – 미들즈브러 – 1992–93, 1995–97[Note 4]
- 클린턴 모리슨 – 크리스털 팰리스, 버밍엄 시티 – 1997–98, 2002–06[Note 4]
- 대릴 머피 – 선덜랜드 – 2005–06, 2007–10
- 조 머피 – 웨스트브로미치 앨비언 – 2002–03
- 마이클 오바페미 – 사우샘프턴 – 2017–21
- 앨런 오브라이언 – 뉴캐슬 유나이티드 – 2005–07
- 앤디 오브라이언 – 브래드퍼드 시티, 뉴캐슬 유나이티드, 포츠머스, 볼턴 원더러스 – 1999–2011[Note 4][Note 88]
- 조이 오브라이언 – 볼턴 원더러스, 웨스트햄 유나이티드 – 2004–06, 2007–09, 2012–15
- 리엄 오브라이언 – 뉴캐슬 유나이티드 – 1993–94
- 로이 오도너번 – 선덜랜드 – 2007–08
- 키스 오할로런 – 미들즈브러 – 1995–96
- 은넌 오케인 – 본머스 – 2015–16[Note 89][Note 90]
- 데이비드 오리어리 – 아스널, 리즈 유나이티드 – 1992–94[Note 4]
- 앤드루 오모바미델레 – 노리치 시티 – 2021–22
- 키스 오닐 – 노리치 시티, 미들즈브러 – 1994–95, 1998–2001
- 다라 오셰이 – 웨스트브로미치 앨비언 – 2020–21
- 제이 오셰이 – 버밍엄 시티 – 2009–10
- 존 오셰이 – 맨체스터 유나이티드, 선덜랜드 – 2001–17
- 마커스 페인터 – 버밍엄 시티 – 2005–06[Note 4]
- 트로이 패럿 – 토트넘 홋스퍼 – 2019–20
- 앨릭스 피어스 – 레딩 – 2012–13[Note 4][Note 92]
- 게리 페이턴 – 첼시 – 1992–93[Note 4]
- 테리 펠런 – 맨체스터 시티, 첼시, 에버턴 – 1992–98, 1999–2000[Note 4]
- 안소니 필킹턴 – 노리치 시티 – 2011–14[Note 4]
- 대런 포터 – 리버풀 – 2004–05[Note 4]
- 리 파워 – 노리치 시티 – 1992–94[Note 4]
- 앨런 퀸 – 셰필드 웬즈데이, 셰필드 유나이티드 – 1997–2000, 2006–07
- 배리 퀸 – 코번트리 시티 – 1998–2001
- 나이얼 퀸 – 맨체스터 시티, 선덜랜드 – 1992–97, 1999–2003
- 롭 퀸 – 크리스털 팰리스 – 1997–98[Note 4]
- 스티븐 퀸 – 셰필드 유나이티드, 헐 시티 – 2006–07, 2013–15
- 대런 랜돌프 – 찰턴 애슬레틱, 웨스트햄 유나이티드 – 2006–07, 2015–17
- 마이클 레디 – 선덜랜드 – 1999–2001
- 앤디 리드 – 토트넘 홋스퍼, 찰턴 애슬레틱, 선덜랜드, 블랙풀 – 2004–11
- 스티븐 리드 – 블랙번 로버스, 웨스트브로미치 앨비언, 번리 – 2003–15[Note 4]
- 캘럼 로빈슨 – 애스턴 빌라, 셰필드 유나이티드, 웨스트브로미치 앨비언 – 2013–14, 2019–21
- 매슈 러시 – 웨스트햄 유나이티드 – 1993–95[Note 4]
- 리치 라이언 – 선덜랜드 – 2002–03
- 코너 새먼 – 위건 애슬레틱 – 2010–12
- 존 셰리던 – 셰필드 웬즈데이, 볼턴 원더러스 – 1992–98[Note 4]
- 토니 셰리던 – 코번트리 시티 – 1992–94
- 버니 슬래번 – 미들즈브러 – 1992–93[Note 75]
- 윌 스몰본 – 사우샘프턴 – 2019–22
- 토니 스프링겟 – 노리치 시티 – 2021–22
- 스티브 스톤턴 – 애스턴 빌라, 리버풀 – 1992–2003
- 엔다 스티븐스 – 애스턴 빌라, 셰필드 유나이티드 – 2012–13, 2019–21
- 앤서니 스토크스 – 선덜랜드 – 2007–09
- 제이 탭 – 레딩 – 2012–13[Note 4]
- 션 손턴 – 선덜랜드 – 2002–03
- 케빈 토너 – 애스턴 빌라 – 2015–16
- 앤디 타운젠드 – 첼시, 애스턴 빌라, 미들즈브러 – 1992–2000[Note 4]
- 마크 트레이버스 – 본머스 – 2018–20, 2022–
- 키스 트리시 – 블랙번 로버스 – 2008–09
- 앤디 터너 – 토트넘 홋스퍼 – 1992–95[Note 4]
- 조너선 월터스 – 볼턴 원더러스, 스토크 시티, 번리 – 2002–03, 2010–18[Note 4]
- 스티븐 워드 – 울버햄프턴 원더러스, 번리 – 2009–12, 2014–15, 2016–19
- 키어런 웨스트우드 – 선덜랜드 – 2011–12, 2013–14[Note 4]
- 개러스 월리 – 브래드퍼드 시티 – 1999–2001[Note 4]
- 글렌 웰런 – 스토크 시티 – 2008–17
- 로니 웰런 – 리버풀 – 1992–94
- 데릭 윌리엄스 – 애스턴 빌라 – 2012–13[Note 80]
- 마크 윌슨 – 포츠머스, 스토크 시티, 웨스트브로미치 앨비언 – 2008–17[Note 89]
- 마크 예츠 – 토트넘 홋스퍼 – 2003–05

### 알바니아
- 아르만도 브로야 – 첼시, 사우샘프턴 – 2019–20, 2021–
- 로리크 차나 – 선덜랜드 – 2009–10[Note 1]

### 에스토니아
- 라그나르 클라반 – 리버풀 – 2016–18
- 마르트 폼 – 더비 카운티, 선덜랜드, 아스널 – 1996–2003, 2006–07

### 오스트리아
- 마르코 아르나우토비치 – 스토크 시티, 웨스트햄 유나이티드 – 2013–19
- 다니엘 바흐만 – 왓퍼드 – 2021–22
- 모리츠 바우어 – 스토크 시티 – 2017–18[b SUI][c SUI U21]
- 케빈 단소 – 사우샘프턴 – 2019–20
- 알렉산다르 드라고비치 – 레스터 시티 – 2017–18
- 크리스티안 푸흐스' – 레스터 시티 – 2015–21
- 마르틴 히덴 – 리즈 유나이티드 – 1997–2000
- 사샤 칼라이지치 – 울버햄프턴 원더러스 – 2022–
- 발렌티누 라자루 – 뉴캐슬 유나이티드 – 2019–20
- 위르겐 마호 – 선덜랜드 – 2000–03
- 스테판 마이어호퍼 – 울버햄프턴 원더러스 – 2009–10, 2011–12
- 알렉스 마닝거 – 아스널 – 1997–2001
- 크리스티안 마이를렙 – 셰필드 웬즈데이 – 1997–98
- 에마누엘 포가테츠 – 미들즈브러, 웨스트햄 유나이티드 – 2005–09, 2012–13
- 제바스티안 프뢰들 – 왓퍼드 – 2015–20
- 마르셀 자비처 – 맨체스터 유나이티드 – 2022–23
- 폴 샤르너 – 위건 애슬레틱, 웨스트브로미치 앨비언 – 2005–12
- 마르쿠스 주트너 – 브라이턴 & 호브 앨비언 – 2017–18
- 안드레아스 바이만 – 애스턴 빌라 – 2010–15
- 케빈 비머 – 토트넘 홋스퍼, 스토크 시티 – 2015–18
- 막시밀리안 뵈버 – 리즈 유나이티드 – 2022–23

### 우크라이나
- 알렉스 에브투쇼크 – 코번트리 시티 – 1996–97
- 올레흐 루즈니 – 아스널, 울버햄프턴 원더러스 – 1999–2003
- 미하일로 무드리크 – 첼시 – 2022–
- 비탈리 미콜렌코 – 에버턴 – 2021–
- 세르게이 레브로프 – 토트넘 홋스퍼 – 2000–02
- 안드리 셰우첸코 – 첼시 – 2006–08, 2009–10
- 안드리 보로닌 – 리버풀 – 2007–08, 2009–10
- 안드리 야르몰렌코 – 웨스트햄 유나이티드 – 2018–22
- 일랴 자바르니 – 본머스 – 2022–
- 올렉산드르 진첸코 – 맨체스터 시티, 아스널 – 2017–

### 이스라엘
- 왈리드 바디르 – 윔블던 – 1999–2000
- 요시 베나윤 – 웨스트햄 유나이티드, 리버풀, 첼시, 아스널 – 2005–13
- 탈 벤 하임 – 볼턴 원더러스, 첼시, 맨체스터 시티, 선덜랜드, 포츠머스, 웨스트햄 유나이티드, 퀸스 파크 레인저스 – 2004–11, 2012–13
- 에얄 베르코비치 – 사우샘프턴, 웨스트햄 유나이티드, 맨체스터 시티, 포츠머스 – 1996–99, 2002–05
- 타미르 코헨 – 볼턴 원더러스 – 2007–11
- 나즈완 그라이브 – 애스턴 빌라 – 1999–2000
- 토메르 헤메드 – 브라이턴 & 호브 앨비언 – 2017–18
- 야니브 카탄 – 웨스트햄 유나이티드 – 2005–06
- 베람 카얄 – 브라이턴 & 호브 앨비언 – 2017–19
- 데켈 케이난 – 블랙풀 – 2010–11
- 아비 님니 – 더비 카운티 – 1999–2000
- 로니 로센탈 – 리버풀, 토트넘 홋스퍼 – 1992–97
- 벤 사하르 – 첼시 – 2006–07
- 이타이 셰처르 – 스완지 시티 – 2012–13
- 마노르 솔로몬 – 풀럼 – 2022–
- 이단 탈 – 에버턴, 볼턴 원더러스 – 2000–02, 2006–07
- 이치크 조하르 – 크리스털 팰리스 – 1997–98

### 이탈리아
- 가브리엘레 암브로세티 – 첼시 – 1999–2000
- 마르코 암브로시오 – 첼시 – 2003–04
- 로렌초 아모루소 – 블랙번 로버스 – 2003–05
- 알베르토 아퀼라니 – 리버풀 – 2009–10
- 디노 바조 – 블랙번 로버스 – 2003–04
- 프란체스코 바이아노 – 더비 카운티 – 1997–2000
- 마리오 발로텔리 – 맨체스터 시티, 리버풀 – 2010–13, 2014–15
- 안토니오 바레카 – 뉴캐슬 유나이티드 – 2018–19
- 니콜라 베르티 – 토트넘 홋스퍼 – 1997–99
- 롤란도 비안키 – 맨체스터 시티 – 2007–08
- 파트리초 빌로 – 크리스털 팰리스 – 1997–98
- 이바노 보네티 – 크리스털 팰리스 – 1997–98
- 파비오 보리니 – 첼시, 리버풀, 선덜랜드 – 2009–10, 2012–17
- 마르코 보리엘로 – 웨스트햄 유나이티드 – 2013–14
- 마르코 브랑카 – 미들즈브러 – 1998–99
- 베니토 카르보네 – 셰필드 웬즈데이, 애스턴 빌라, 브래드퍼드 시티, 더비 카운티, 미들즈브러 – 1996–2002
- 피에를루이지 카시라기 – 첼시 – 1998–99
- 베르나르도 코라디 – 맨체스터 시티 – 2006–07
- 카를로 쿠디치니 – 첼시, 토트넘 홋스퍼 – 1999–2011
- 파트리크 쿠트로네 – 울버햄프턴 원더러스 – 2019–21
- 다니엘레 다이노 – 더비 카운티 – 2001–02
- 사무엘레 달라 보나 – 첼시 – 1999–2002
- 마테오 다르미안 – 맨체스터 유나이티드 – 2015–19
- 파올로 디 카니오 – 셰필드 웬즈데이, 웨스트햄 유나이티드, 찰턴 애슬레틱 – 1997–2004
- 로베르토 디 마테오 – 첼시 – 1996–2001[Note 47]
- 다비드 디 미켈레 – 웨스트햄 유나이티드 – 2008–09
- 알레산드로 디아만티 – 웨스트햄 유나이티드, 왓퍼드 – 2008–10, 2015–16
- 안드레아 도세나 – 리버풀, 선덜랜드 – 2008–10, 2013–14
- 이메르송 – 첼시, 웨스트햄 유나이티드 – 2017–
- 스테파노 에라니오 – 더비 카운티 – 1997–2001
- 마테오 페라리 – 에버턴 – 2005–06[Note 48]
- 잔루카 페스타 – 미들즈브러 – 1996–97, 1998–2002
- 마놀로 가비아디니 – 사우샘프턴 – 2016–19
- 에마누엘레 자케리니 – 선덜랜드 – 2013–15
- 스테파노 조아치니 – 코번트리 시티 – 1998–99
- 윌프리드 뇬토 – 리즈 유나이티드 – 2022–23
- 코라도 그라비 – 블랙번 로버스 – 2001–04
- 조르지뉴 – 첼시, 아스널 – 2018–
- 모이스 켄 – 에버턴 – 2019–22
- 안틸로 롬바르도 – 크리스털 팰리스 – 1997–98
- 아르투로 루폴리 – 아스널 – 2005–06
- 마시모 마카로네 – 미들즈브러 – 2002–04, 2005–07
- 페데리코 마케다 – 맨체스터 유나이티드, 퀸스 파크 레인저스 – 2008–12
- 로베르토 만치니 – 레스터 시티 – 2000–01
- 비토 마노네 – 아스널, 선덜랜드 – 2008–10, 2012–17
- 다리오 마르콜린 – 블랙번 로버스 – 1998–99
- 마르코 마테라치 – 에버턴 – 1998–99
- 빈첸초 몬텔라 – 풀럼 – 2006–07
- 안토니오 노체리노 – 웨스트햄 유나이티드 – 2013–14
- 안젤로 오그본나 – 웨스트햄 유나이티드 – 2015–
- 스테파노 오카카 – 풀럼, 왓퍼드 – 2009–10, 2016–19
- 다니 오스발도 – 사우샘프턴 – 2013–15[Note 49]
- 다니엘레 파델리 – 리버풀 – 2006–07
- 미켈레 파도바노 – 크리스털 팰리스 – 1997–98
- 가브리엘 팔레타 – 리버풀 – 2006–07[Note 49][Note 102]
- 알베르토 팔로스키 – 스완지 시티 – 2015–16
- 크리스티안 파누치 – 첼시 – 2000–01
- 그라치아노 펠레 – 사우샘프턴 – 2014–16
- 알레산드로 피스토네 – 뉴캐슬 유나이티드, 에버턴 – 1997–2006
- 호드리구 포세본 – 맨체스터 유나이티드 – 2008–09[Note 18]
- 안드레아 라노키아 – 헐 시티 – 2016–17
- 파브리치오 라바넬리 – 미들즈브러, 더비 카운티 – 1996–97, 2001–02
- 주세페 로시 – 맨체스터 유나이티드, 뉴캐슬 유나이티드 – 2005–07[Note 50]
- 프란체스코 사네티 – 셰필드 웬즈데이 – 1997–99
- 다비데 산톤 – 뉴캐슬 유나이티드 – 2011–14
- 잔루카 스카마카 – 웨스트햄 유나이티드 – 2022–
- 에제키엘 스켈로토 – 브라이턴 & 호브 앨비언 – 2017–18, 2019–20[b ARG]
- 마테오 세레니 – 입스위치 타운 – 2001–02
- 안드레아 실렌치 – 노팅엄 포리스트 – 1995–97
- 마시모 타이비 – 맨체스터 유나이티드 – 1999–2000
- 파올로 트라메차니 – 토트넘 홋스퍼 – 1998–99
- 마르첼로 트로타 – 풀럼 – 2011–12
- 니콜라 벤톨라 – 크리스털 팰리스 – 2004–05
- 잔루카 비알리 – 첼시 – 1996–99
- 다비데 차파코스타 – 첼시 – 2017–19
- 시모네 차차 – 웨스트햄 유나이티드 – 2016–17
- 잔프랑코 졸라 – 첼시 – 1996–2003

### 조지아
- 라티 알렉시제 – 첼시 – 2000–01
- 미헤일 카벨라슈빌리 – 맨체스터 시티 – 1995–96
- 테무리 케츠바이아 – 뉴캐슬 유나이티드 – 1997–2000
- 주라브 하자니슈빌리 – 블랙번 로버스 – 2005–09
- 기오르기 킨클라제 – 맨체스터 시티, 더비 카운티 – 1995–96, 1999–2002

### 지브롤터
- 대니 히긴보텀 – 맨체스터 유나이티드, 더비 카운티, 사우샘프턴, 선덜랜드, 스토크 시티 – 1999–2005, 2007–12[Note 4]

### 체코
- 밀란 바로시 – 리버풀, 애스턴 빌라, 포츠머스 – 2002–08
- 로만 베드나르 – 웨스트브로미치 앨비언 – 2008–09, 2010–11
- 파트리크 베르게르 – 리버풀, 포츠머스, 애스턴 빌라 – 1996–2008
- 페트르 체흐 – 첼시, 아스널 – 2004–19
- 온드레이 첼루스트카 – 선덜랜드 – 2013–14
- 라데크 체르니 – 토트넘 홋스퍼, 퀸스 파크 레인저스 – 2004–05, 2007–08, 2011–12
- 블라디미르 초우팔 – 웨스트햄 유나이티드 – 2020–
- 마르셀 게코브 – 풀럼 – 2011–12
- 즈데네크 그리게라 – 풀럼 – 2011–12
- 이리 야로시크 – 첼시, 버밍엄 시티 – 2004–06
- 마르틴 이라네크 – 버밍엄 시티 – 2010–11
- 토마시 칼라스 – 첼시 – 2013–14
- 라도슬라프 코바치 – 웨스트햄 유나이티드 – 2008–11
- 리보르 코자크 – 애스턴 빌라 – 2013–14, 2015–16
- 알렉스 크랄 – 웨스트햄 유나이티드 – 2021–22
- 얀 라슈투프카 – 풀럼 – 2006–07
- 마르틴 라츠카 – 버밍엄 시티 – 2005–06
- 마레크 마테요프스키 – 레딩 – 2007–08
- 루데크 미코시코 – 웨스트햄 유나이티드 – 1993–98
- 카렐 포보르스키 – 맨체스터 유나이티드 – 1996–98
- 토마시 레프카 – 웨스트햄 유나이티드 – 2001–03, 2005–06
- 토마시 로시츠키 – 아스널 – 2006–08, 2009–15
- 다비드 로제날 – 뉴캐슬 유나이티드 – 2007–08
- 블라디미르 슈미체르 – 리버풀 – 1999–2005
- 토마시 소우체크 – 웨스트햄 유나이티드 – 2019–
- 파벨 스르니체크 – 뉴캐슬 유나이티드, 셰필드 웬즈데이, 포츠머스 – 1993–2000, 2003–04, 2006–07
- 얀 스테이스칼 – 퀸스 파크 레인저스 – 1992–94
- 마테이 비드라 – 웨스트브로미치 앨비언, 왓퍼드, 번리 – 2013–14, 2016–17, 2018–22

### 코소보
- 베르산트 첼리나 – 맨체스터 시티 – 2015–16[Note 104]
- 플로렌트 하데르조나이 – 허더즈필드 타운 – 2017–19
- 밀로트 라시차 – 노리치 시티 – 2021–22

### 크로아티아
- 알료샤 아사노비치 – 더비 카운티 – 1996–98
- 보슈코 발라반 – 애스턴 빌라 – 2001–02
- 슬라벤 빌리치 – 웨스트햄 유나이티드, 에버턴 – 1995–99
- 이고르 비슈찬 – 리버풀 – 2000–05
- 알렌 복시치 – 미들즈브러 – 2000–03
- 두예 찰레타차르 – 사우샘프턴 – 2022–23
- 베드란 초를루카 – 맨체스터 시티, 토트넘 홋스퍼 – 2007–12[Note 17]
- 에두아르두 – 아스널 – 2007–08, 2009–10[Note 18]
- 니키차 옐라비치 – 에버턴, 헐 시티, 웨스트햄 유나이티드 – 2011–16[Note 17]
- 니콜라 예르칸 – 노팅엄 포리스트 – 1996–97
- 니콜라 칼리니치 – 블랙번 로버스 – 2009–11
- 이반 클라스니치 – 볼턴 원더러스 – 2009–12[Note 19]
- 마테오 코바치치 – 첼시 – 2018–
- 안드레이 크라마리치 – 레스터 시티 – 2014–16
- 니코 크란차르 – 포츠머스, 토트넘 홋스퍼, 퀸스 파크 레인저스 – 2006–12, 2014–15
- 필리프 크로비노비치 – 웨스트브로미치 앨비언 – 2020–21
- 데얀 로브렌 – 사우샘프턴, 리버풀 – 2013–20[Note 17]
- 실비오 마리치 – 뉴캐슬 유나이티드 – 1998–2000
- 루카 모드리치 – 토트넘 홋스퍼 – 2008–12
- 이비차 모르나르 – 포츠머스 – 2003–04, 2005–06
- 미슬라브 오르시치 – 사우샘프턴 – 2022–23
- 이반 페리시치 – 토트넘 홋스퍼 – 2022–
- 믈라덴 페트리치 – 풀럼, 웨스트햄 유나이티드 – 2012–14[Note 17]
- 마리오 스타니치 – 첼시 – 2000–04[Note 17]
- 이고르 슈티마츠 – 더비 카운티, 웨스트햄 유나이티드 – 1996–2001
- 다보르 슈케르 – 아스널, 웨스트햄 유나이티드 – 1999–2001
- 니콜라 블라시치 – 에버턴, 웨스트햄 유나이티드 – 2017–18, 2021–22
- 보리스 지브코비치 – 포츠머스 – 2003–04[Note 17]

### 키프로스
- 알렉시스 니콜라스 – 첼시 – 2003–04[Note 4]
- 니코디모스 파파바실리우 – 뉴캐슬 유나이티드 – 1993–94
- 발렌틴 로베르주 – 선덜랜드 – 2013–15

### 튀르키예
- 뷜렌트 아큰 – 볼턴 원더러스 – 2002–03[Note 15]
- 이을드라이 바쉬튀르크 – 블랙번 로버스 – 2009–10[Note 19]
- 엠레 벨뢰졸루 – 뉴캐슬 유나이티드 – 2005–08
- 할릴 데르비쇼을루 – 브렌트퍼드 – 2022–23
- 케림 프레이 – 풀럼 – 2011–13[Note 21][Note 73]
- 머지 이제트 – 레스터 시티, 버밍엄 시티 – 1996–2002, 2003–06[Note 4]
- 오잔 카바크 – 리버풀, 노리치 시티 – 2020–22
- 젬 카라잔 – 레딩 – 2012–13[Note 4]
- 콜린 카짐리차즈 – 셰필드 유나이티드 – 2006–07[Note 4]
- 투가이 케리몰루 – 블랙번 로버스 – 2001–09
- 알파이 외잘란 – 애스턴 빌라 – 2000–04
- 누리 샤힌 – 리버풀 – 2012–13[Note 19]
- 찰라르 쇠윈쥐 – 레스터 시티 – 2018–23
- 하칸 쉬퀴르 – 블랙번 로버스 – 2002–03
- 괴크한 퇴레 – 웨스트햄 유나이티드 – 2016–17[Note 80]
- 젱크 토순 – 에버턴, 크리스털 팰리스 – 2017–22
- 오잔 투판 – 왓퍼드 – 2021–22
- 툰자이 – 미들즈브러, 스토크 시티, 볼턴 원더러스 – 2007–12
- 젱기즈 윈데르 – 레스터 시티 – 2020–21
- 하칸 윈살 – 블랙번 로버스 – 2001–02
- 오카이 요쿠쉴루 – 웨스트브로미치 앨비언 – 2020–21

### 페로 제도
- 군나르 닐센 – 맨체스터 시티 – 2009–10

### 포르투갈
- 마르코 알메이다 – 사우샘프턴 – 1999–2000
- 파울루 아우베스 – 웨스트햄 유나이티드 – 1997–98
- 브루누 안드라드 – 퀸스 파크 레인저스 – 2011–12
- 아마우리 비쇼프 – 아스널 – 2008–09[Note 2][Note 64]
- 루이스 보아 모르트 – 아스널, 사우샘프턴, 풀럼, 웨스트햄 유나이티드 – 1997–2000, 2001–11
- 조제 보싱와 – 첼시, 퀸스 파크 레인저스 – 2008–13[Note 6]
- 조르제 카데트 – 브래드퍼드 시티 – 1999–2000[Note 65]
- 카푸 – 노팅엄 포리스트 – 2022–23
- 하파엘 카마슈 – 리버풀 – 2018–19
- 주앙 칸셀루 – 맨체스터 시티 – 2019–23
- 다니엘 카히수 – 레딩 – 2012–13
- 파비우 카르발류 – 리버풀 – 2022–
- 히카르두 카르발류 – 첼시 – 2004–10
- 이반 카발레이루 – 울버햄프턴 원더러스, 풀럼 – 2018–19, 2020–21
- 세드리크 – 사우샘프턴, 아스널, 풀럼 – 2015–[Note 80]
- 치퀴뉴 – 울버햄프턴 원더러스 – 2021–22
- 조르제 코스타 – 찰턴 애슬레틱 – 2001–02
- 디오구 달로 – 맨체스터 유나이티드 – 2018–20, 2021–
- 다니 – 웨스트햄 유나이티드 – 1995–96
- 데쿠 – 첼시 – 2008–10[Note 18]
- 후벵 디아스 – 맨체스터 시티 – 2020–
- 조제 도밍게스 – 토트넘 홋스퍼 – 1997–2001
- 에데르 – 스완지 시티 – 2015–16[Note 86]
- 주앙 펠릭스 – 첼시 – 2022–23
- 브루누 페르난드스 – 맨체스터 유나이티드 – 2019–
- 제드송 페르난드스 – 토트넘 홋스퍼 – 2019–20
- 마누엘 페르난드스 – 포츠머스, 에버턴 – 2006–08
- 파울루 페헤이라 – 첼시 – 2004–13
- 조제 폰트 – 사우샘프턴, 웨스트햄 유나이티드 – 2012–18
- 파울루 푸트르 – 웨스트햄 유나이티드 – 1996–97
- 앙드레 고메스 – 에버턴 – 2018–22
- 곤살루 게드스 – 울버햄프턴 원더러스 – 2022–23
- 엘데르 – 뉴캐슬 유나이티드 – 1999–2000[Note 66]
- 엔히케 일라리우 – 첼시 – 2006–10, 2011–12
- 주앙 마리우 – 웨스트햄 유나이티드 – 2017–18
- 조르당 – 웨스트브로미치 앨비언 – 2002–03[Note 66]
- 브루누 조르당 – 울버햄프턴 원더러스 – 2019–20
- 디오구 조타 – 울버햄프턴 원더러스, 리버풀 – 2018–
- 아리차 마쿠쿨라 – 볼턴 원더러스 – 2008–09[Note 6]
- 마니시 – 첼시 – 2005–06
- 하울 메이렐르스 – 리버풀, 첼시 – 2010–12
- 페드루 멘데스 – 토트넘 홋스퍼, 포츠머스 – 2004–08
- 누누 모라이스 – 첼시 – 2004–05, 2006–07
- 조앙 모티뉴 – 울버햄프턴 원더러스 – 2018–23
- 나니 – 맨체스터 유나이티드 – 2007–15[Note 67]
- 페르난두 넬송 – 애스턴 빌라 – 1996–98
- 페드루 네투 – 울버햄프턴 원더러스 – 2019–
- 후벵 네베스 – 울버햄프턴 원더러스 – 2018–23
- 마테우스 누네스 – 울버햄프턴 원더러스 – 2022–
- 필리페 올리베이라 – 첼시 – 2002–05
- 넬송 올리베이라 – 스완지 시티 – 2014–15
- 주앙 팔리냐 – 풀럼 – 2022–
- 후이 파트리시우 – 울버햄프턴 원더러스 – 2018–21
- 조엘 페레이라 – 맨체스터 유나이티드 – 2016–17
- 히카르두 페레이라 – 레스터 시티 – 2018–23
- 이부 핀투 – 노리치 시티 – 2015–16
- 다니엘 포덴스 – 울버햄프턴 원더러스 – 2019–
- 우구 포르피리우 – 웨스트햄 유나이티드, 노팅엄 포리스트 – 1996–97, 1998–99
- 엘데르 포스티가 – 토트넘 홋스퍼 – 2003–04
- 히카르두 쿠아레즈마 – 첼시 – 2008–09
- 도밍구스 퀴나 – 왓퍼드 – 2018–20
- 브루누 히베이루 – 리즈 유나이티드 – 1997–99
- 히카르두 호샤 – 토트넘 홋스퍼, 포츠머스 – 2006–08, 2009–10
- 다니 호드리게스 – 사우샘프턴 – 1999–2000
- 크리스티아누 호날두 – 맨체스터 유나이티드 – 2003–09, 2021–23
- 조제 사 – 울버햄프턴 원더러스 – 2021–
- 오를란두 사 – 풀럼 – 2011–12
- 헤나투 산시스 – 스완지 시티 – 2017–18
- 넬송 세메두 – 울버햄프턴 원더러스 – 2020–
- 실라스 – 울버햄프턴 원더러스 – 2003–04
- 아드리엥 실바 – 레스터 시티 – 2017–19
- 베르나르두 실바 – 맨체스터 시티 – 2017–
- 파비우 시우바 – 울버햄프턴 원더러스 – 2020–22
- 샨드 실바 – 웨스트햄 유나이티드 – 2018–19
- 누노 타바레스 – 아스널 – 2021–
- 시드네이 타바르스 – 레스터 시티 – 2020–21
- 필리페 테이셰이라 – 웨스트브로미치 앨비언 – 2008–09[Note 2]
- 주앙 카를루스 테이셰이라 – 리버풀 – 2013–14, 2015–16
- 티아구 – 첼시 – 2004–05
- 토티 – 울버햄프턴 원더러스 – 2021–
- 프란시스쿠 트링캉 – 울버햄프턴 원더러스 – 2021–22
- 누누 발렌트 – 에버턴 – 2005–09
- 실베스트르 바렐라 – 웨스트브로미치 – 2014–15
- 히카르두 바스 테 – 볼턴 원더러스, 웨스트햄 유나이티드 – 2003–09, 2012–15
- 우구 비아나 – 뉴캐슬 유나이티드 – 2002–04
- 파비우 비에이라 – 아스널 – 2022–
- 후벵 비나그르 – 울버햄프턴 원더러스, 에버턴 – 2018–21, 2022–23
- 주앙 버지니아 – 에버턴 – 2020–21
- 비티냐 – 울버햄프턴 원더러스 – 2020–21
- 아벨 사비에르 – 에버턴, 리버풀, 미들즈브러 – 1999–2003, 2005–07[Note 65]

### 폴란드
- 얀 베드나레크 - 사우샘프턴, 애스턴 빌라 – 2017–23
- 아르투르 보루츠 – 사우샘프턴, 본머스 – 2012–14, 2015–17, 2018–19
- 매티 캐시 – 애스턴 빌라 – 2020–
- 예지 두데크 – 리버풀 – 2001–07
- 우카시 파비안스키 – 아스널, 스완지 시티, 웨스트햄 유나이티드 – 2007–11, 2012–
- 야로슈아브 포유트 – 볼턴 원더러스 – 2005–06
- 카밀 그로시츠키 – 헐 시티, 웨스트브로미치 앨비언 – 2016–17, 2020–21
- 야쿠프 키비오르 – 아스널 – 2022–
- 마테우시 클리흐 – 리즈 유나이티드 – 2020–23
- 즈비그니브 크루쉰스키 – 코번트리 시티 – 1993–94
- 그제고시 크리호비아크 - 웨스트브로미치 앨비언 – 2017–18
- 다리우스 쿠비키 – 애스턴 빌라, 선덜랜드 – 1993–94, 1996–97
- 토마시 쿠슈차크 – 웨스트브로미치 앨비언, 맨체스터 유나이티드 – 2004–11
- 야쿠프 모데르 – 브라이턴 & 호브 앨비언 – 2020–22
- 이매뉴얼 올리사데베 – 포츠머스 – 2005–06[Note 54]
- 프셰미스와프 프와헤타 – 노리치 시티 – 2021–22
- 그제고스 라시아크 – 토트넘 홋스퍼, 볼턴 원더러스 – 2005–06, 2007–08
- 에비 스몰라레크 – 볼턴 원더러스 – 2008–09
- 피오트르 시비에르체프스키 – 버밍엄 시티 – 2002–03
- 보이치에흐 슈쳉스니 – 아스널 – 2010–15
- 로베르트 바르시하 – 에버턴 – 1992–94
- 마르친 바실레프스키 – 레스터 시티 – 2014–17

### 프랑스
- 사마시 아부 – 웨스트햄 유나이티드 – 1997–99[Note 22]
- 디디에 아가트 – 애스턴 빌라 – 2006–07[Note 25]
- 나우이루 아하마다 – 크리스털 팰리스 – 2022–
- 이브라힘 아마두 – 노리치 시티 – 2019–20
- 모르강 아말피타노 – 웨스트브로미치 앨비언, 웨스트햄 유나이티드 – 2013–15
- 조르당 아마비 – 애스턴 빌라 – 2015–16
- 제레미 알리아데르 – 아스널, 웨스트햄 유나이티드, 미들즈브러 – 2001–09
- 베르나르 알루 – 노팅엄 포리스트 – 1998–99[Note 22]
- 피에르이브 앙드레 – 볼턴 원더러스 – 2002–03[Note 105]
- 니콜라 아넬카 – 아스널, 리버풀, 맨체스터 시티, 볼턴 원더러스, 첼시, 웨스트브로미치 앨비언 – 1996–99, 2001–05, 2006–12, 2013–14
- 알퐁스 아레올라 – 풀럼, 웨스트햄 유나이티드 – 2020–
- 페기 아르페샤 – 레스터 시티, 리버풀 – 1997–2000, 2001–02[Note 26]
- 세드리크 아비넬 – 왓퍼드 – 2006–07[Note 27]
- 이브라힘 바 – 볼턴 원더러스 – 2003–04[Note 28]
- 브누아 바디아실 – 첼시 – 2022–
- 티에무에 바카요코 – 첼시 – 2017–18
- 파비앵 바르테즈 – 맨체스터 유나이티드 – 2000–03
- 다비드 벨롱 – 선덜랜드, 맨체스터 유나이티드, 웨스트햄 유나이티드 – 2001–06
- 아템 벤 아르파 – 뉴캐슬 유나이티드, 헐 시티 – 2010–15
- 올리비에 베르나르 – 뉴캐슬 유나이티드, 사우샘프턴 – 2001–05
- 마티유 베르송 – 애스턴 빌라 – 2004–05
- 줄리앙 비앙코네 – 노팅엄 포리스트 – 2022–
- 로랑 블랑 – 맨체스터 유나이티드 – 2001–03
- 파트리크 블롱도 – 셰필드 웬즈데이 – 1997–98
- 티에리 보날라에 – 노팅엄 포리스트 – 1998–99
- 제롬 보니셀 – 풀럼 – 2003–04
- 알렉상드르 보노 – 왓퍼드 – 1999–2000
- 장알랭 붐송 – 뉴캐슬 유나이티드 – 2004–06[Note 29]
- 요안 카바예 – 뉴캐슬 유나이티드, 크리스털 팰리스 – 2011–14, 2015–18
- 레미 카벨라 – 뉴캐슬 유나이티드 – 2014–15[Note 106]
- 주마나 카마라 – 리즈 유나이티드 – 2003–04
- 뱅상 캉델라 – 볼턴 원더러스 – 2004–05
- 에리크 캉토나 – 리즈 유나이티드, 맨체스터 유나이티드 – 1992–97
- 에티엔 카푸에 – 토트넘 홋스퍼, 왓퍼드 – 2013–20
- 파드리스 카르테롱 – 선덜랜드 – 2000–01
- 요안 카발리 – 왓퍼드 – 2006–07[Note 106]
- 사이릴 샤피 – 리즈 유나이티드 – 2003–04
- 로랑 샤르베 – 첼시, 뉴캐슬 유나이티드, 맨체스터 시티 – 1997–2001
- 브루노 셰이루 – 리버풀 – 2002–04
- 파스칼 심봉다 – 위건 애슬레틱, 토트넘 홋스퍼, 선덜랜드, 블랙번 로버스 – 2005–11[Note 26][Note 27]
- 필리페 크리스탄발 – 풀럼 – 2005–08
- 제라르 시드 – 볼턴 원더러스 – 2007–08
- 지브릴 시세 – 리버풀, 선덜랜드, 퀸스 파크 레인저스 – 2004–06, 2008–09, 2011–13
- 에두아르 시세 – 웨스트햄 유나이티드 – 2002–03
- 알리 시소코 – 리버풀, 애스턴 빌라 – 2013–16
- 가엘 클리시 – 아스널, 맨체스터 시티 – 2003–17
- 파트리크 콜레테르 – 사우샘프턴 – 1998–2000[Note 105]
- 프랑시스 코클랭 – 아스널 – 2011–13, 2014–18
- 로랑 쿠르투아 – 웨스트햄 유나이티드 – 2001–02
- 파스칼 사이강 – 아스널 – 2002–06
- 우스망 다보 – 맨체스터 시티 – 2006–07
- 올리비에 다쿠르 – 에버턴, 리즈 유나이티드, 풀럼 – 1998–99, 2000–03, 2008–09
- 스테판 달마 – 토트넘 홋스퍼 – 2003–04
- 로이크 다무르 – 카디프 시티 – 2018–19
- 장클라우드 다르셰비유 – 노팅엄 포리스트 – 1998–99[Note 30][Note 31]
- 미카엘 데베브 – 미들즈브러 – 2001–02
- 마티외 드뷔시 – 뉴캐슬 유나이티드, 아스널 – 2012–17
- 무사 뎀벨레 – 풀럼 – 2013–14
- 마르셀 드사이 – 첼시 – 1998–2004[Note 24]
- 디디에 데샹 – 첼시 – 1999–2000
- 아부 디아비 – 아스널 – 2005–14
- 아다마 디아카비 – 허더즈필드 타운 – 2018–19
- 모디보 디아키테 – 선덜랜드 – 2013–14
- 이브라히마 디알로 – 사우샘프턴 – 2020–23
- 알루 디아라 – 웨스트햄 유나이티드 – 2012–13
- 라사나 디아라 – 첼시, 아스널, 포츠머스 – 2005–09
- 디디에 디가르 – 미들즈브러 – 2008–09
- 뤼카 디뉴 – 에버턴, 애스턴 빌라 – 2018–
- 베르나르 디오메데 – 리버풀 – 2000–01
- 이사 디오프 – 웨스트햄 유나이티드, 풀럼 – 2018–
- 실뱅 디스탱 – 뉴캐슬 유나이티드, 맨체스터 시티, 포츠머스, 에버턴, 본머스 – 2001–16
- 마르틴 제투 – 풀럼, 볼턴 원더러스 – 2002–04, 2005–06[Note 22]
- 유리 조르카에프 – 볼턴 원더러스, 블랙번 로버스 – 2001–05
- 디디에 도미 – 뉴캐슬 유나이티드, 리즈 유나이티드 – 1998–2001, 2003–04
- 피에르 두크로크 – 더비 카운티 – 2001–02
- 크리스토프 뒤가리 – 버밍엄 시티 – 2002–04
- 프랑크 두마스 – 뉴캐슬 유나이티드 – 1999–2000
- 오드손 에두아르 – 크리스털 팰리스 – 2021–
- 마리오 에스파르테로 – 볼턴 원더러스 – 2001–02
- 파트리스 에브라 – 맨체스터 유나이티드, 웨스트햄 유나이티드 – 2005–14, 2017–18[Note 28]
- 줄리앵 포베르 – 웨스트햄 유나이티드 – 2007–11[Note 35]
- 파브리스 페르난드스 – 사우샘프턴, 볼턴 원더러스 – 2001–06
- 장미셸 페리 – 리버풀 – 1998–99
- 마티외 플라미니 – 아스널, 크리스털 팰리스 – 2004–08, 2013–17
- 웨슬리 포파나 – 레스터 시티, 첼시 – 2020–
- 마르크앙투안 포르투네 – 웨스트브로미치 앨비언 – 2008–09, 2010–12[Note 30]
- 윌리암 갈라스 – 첼시, 아스널, 토트넘 홋스퍼 – 2001–14
- 레미 가르드 – 아스널 – 1996–99
- 다비드 지놀라 – 뉴캐슬 유나이티드, 토트넘 홋스퍼, 애스턴 빌라, 에버턴 – 1995–2002
- 올리비에 지루 – 아스널, 첼시 – 2012–21
- 가엘 지베 – 블랙번 로버스 – 2008–12
- 알랭 고마 – 뉴캐슬 유나이티드, 풀럼 – 1999–2006
- 바페팀비 고미스 – 스완지 시티 – 2014–16
- 요안 구프랑 – 뉴캐슬 유나이티드 – 2012–16
- 에롤드 굴롱 – 블랙번 로버스 – 2010–11
- 엘리오 그랑댕 – 블랙풀 – 2010–11
- 사비에르 그라벨랭 – 왓퍼드 – 1999–2000
- 프랑수아 그레네 – 더비 카운티 – 2001–02[Note 70]
- 레앙드르 그리피 – 사우샘프턴 – 2003–05
- 질 그리망디 – 아스널 – 1997–2002
- 다비드 그로댕 – 아스널 – 1998–99
- 마테오 겐두지 – 아스널 – 2018–20
- 프레데리크 길베르 – 애스턴 빌라 – 2019–20
- 스테판 기바르쉬 – 뉴캐슬 유나이티드 – 1998–99
- 티에리 앙리 – 아스널 – 1999–2007, 2011–12
- 발레리앵 이스마엘 – 크리스털 팰리스 – 1997–98
- 유네스 카불 – 토트넘 홋스퍼, 포츠머스, 선덜랜드, 왓퍼드 – 2007–18
- 부바카르 카마라 – 애스턴 빌라 – 2022–
- 은골로 캉테 – 레스터 시티, 첼시 – 2015–23
- 올리비에 카포 – 버밍엄 시티, 위건 애슬레틱 – 2007–10[Note 22]
- 크리스티앙 카랑뵈 – 미들즈브러 – 2000–01[Note 32]
- 마르크 켈레 – 웨스트햄 유나이티드 – 1998–2000
- 얀 케르모강 – 본머스 – 2015–16[Note 105]
- 앙토니 크노카르트 – 레스터 시티, 브라이턴 & 호브 앨비언 – 2014–15, 2017–19
- 이브라히마 코나테 – 리버풀 – 2021–
- 로랑 코시엘니 – 아스널 – 2010–19
- 레뱅 퀴르자와 – 풀럼 – 2022–23
- 알렉상드르 라카제트 – 아스널 – 2017–22
- 베르나르 라마 – 웨스트햄 유나이티드 – 1997–98
- 베르나르 람부르데 – 첼시 – 1997–2001[Note 26]
- 릴리앙 라슬랑 – 선덜랜드 – 2001–02
- 피에르 로랑 – 리즈 유나이티드 – 1996–97
- 플로랭 라비에 – 볼턴 원더러스 – 2002–04
- 막심 르 마르샹 – 풀럼 – 2018–19, 2020–21
- 울리치 르 펜 – 입스위치 타운 – 2001–02
- 앙토니 르 타에 – 리버풀, 선덜랜드 – 2003–06
- 프랑크 르뵈프 – 첼시 – 1996–2001
- 피에르 리멜루 – 노리치 시티 – 2021–22
- 실뱅 레그윈스키 – 풀럼 – 2001–06
- 플로리앙 르죈 – 뉴캐슬 유나이티드 – 2017–20
- 클레망 랑글레 – 토트넘 홋스퍼 – 2022–23
- 위고 요리스 – 토트넘 홋스퍼 – 2012–
- 마티유 루이장 – 노팅엄 포리스트 – 1998–99
- 파트리스 루지 – 리버풀 – 2003–04
- 미카엘 마다르 – 에버턴 – 1997–99
- 클로드 마켈렐레 – 첼시 – 2003–08[Note 6]
- 스티드 말브랑크 – 풀럼, 토트넘 홋스퍼, 선덜랜드 – 2001–11[Note 15]
- 플로랑 말루다 – 첼시 – 2007–13[Note 30][Note 31]
- 스테브 망당다 – 크리스털 팰리스 – 2016–17[Note 6]
- 미카엘 망드롱 – 선덜랜드 – 2012–13, 2014–15
- 엘리아킴 망갈라 – 맨체스터 시티, 에버턴 – 2014–16, 2017–18
- 세쿠 마라 – 사우샘프턴 – 2022–23
- 스테브 말레 – 풀럼 – 2001–04
- 앙토니 마르시알 – 맨체스터 유나이티드 – 2015–
- 릴리앙 마르탱 – 더비 카운티 – 2000–01
- 실뱅 마르보 – 뉴캐슬 유나이티드 – 2011–14
- 장필리프 마테타 – 크리스털 팰리스 – 2020–
- 닐 모페이 – 브라이턴 & 호브 앨비언, 에버턴 – 2019–
- 요윌 마웨네 – 더비 카운티 – 2000–02
- 뱅자맹 멘디 – 맨체스터 시티 – 2017–22
- 베르나르 멘디 – 볼턴 원더러스, 헐 시티 – 2002–03, 2008–10
- 일란 멜리에 – 리즈 유나이티드 – 2020–23
- 앙토니 모데스트 – 블랙번 로버스 – 2011–12
- 리스 무세 – 본머스, 셰필드 유나이티드 – 2016–21
- 스테번 무요콜로 – 헐 시티, 울버햄프턴 원더러스 – 2009–11
- 얀 음빌라 – 선덜랜드 – 2015–16
- 크리스티앙 나데 – 셰필드 유나이티드 – 2006–07
- 릴리앙 날리스 – 레스터 시티 – 2003–04
- 사미르 나스리 – 아스널, 맨체스터 시티 – 2008–17
- 탕기 은돔벨레 – 토트넘 홋스퍼 – 2019–22
- 크리스티앙 네구아이 – 맨체스터 시티 – 2004–05[Note 34]
- 다비드 은고그 – 리버풀, 볼턴 원더러스, 스완지 시티 – 2008–12, 2013–14
- 브루노 은고티 – 볼턴 원더러스 – 2001–06
- 닐 은쿤쿠 – 에버턴 – 2020–21
- 샤를 은조그비아 – 뉴캐슬 유나이티드, 위건 애슬레틱, 애스턴 빌라 – 2004–13, 2014–16
- 스티븐 은존지 – 블랙번 로버스, 스토크 시티 – 2009–15
- 가브리엘 오베르탕 – 맨체스터 유나이티드, 뉴캐슬 유나이티드 – 2009–16
- 마이클 올리스 – 크리스털 팰리스 – 2021–
- 노에 파마로 – 토트넘 홋스퍼, 포츠머스 – 2004–09
- 디미트리 파예트 – 웨스트햄 유나이티드 – 2015–17[Note 25]
- 리오넬 페레스 – 선덜랜드 – 1996–97
- 세바스티앵 페레스 – 블랙번 로버스 – 1998–99
- 뱅상 페리카르 – 포츠머스, 스토크 시티 – 2003–04, 2005–06, 2008–09[Note 29]
- 로맹 페로 – 사우샘프턴 – 2021–23
- 에마뉘엘 프티 – 아스널, 첼시 – 1997–2000, 2001–04
- 제레미 피드 – 사우샘프턴 – 2016–18
- 프레데리크 피키온 – 포츠머스, 웨스트햄 유나이티드 – 2009–11[Note 32][Note 35]
- 로베르 피레스 – 아스널, 애스턴 빌라 – 2000–06, 2010–11
- 다미앵 플레시스 – 리버풀 – 2007–09
- 폴 포그바 – 맨체스터 유나이티드 – 2011–12, 2016–22
- 윌리앙 프루니에 – 맨체스터 유나이티드 – 1995–96
- 세바스티앙 푸이그레니에 – 볼턴 원더러스 – 2008–09
- 프랑크 퀘우드르 – 미들즈브러, 풀럼, 버밍엄 시티 – 2001–08, 2009–10
- 로이크 레미 – 퀸스 파크 레인저스, 뉴캐슬 유나이티드, 첼시, 크리스털 팰리스 – 2012–17
- 앙토니 레베이에르 – 선덜랜드 – 2014–15
- 에마뉘엘 리비에르 – 뉴캐슬 유나이티드 – 2014–16[Note 34]
- 로랑 로베르 – 뉴캐슬 유나이티드, 포츠머스, 더비 카운티 – 2001–06, 2007–08[Note 25]
- 브루노 로드리게스 – 브래드퍼드 시티 – 1999–2000
- 프랑크 롤링 – 레스터 시티 – 1996–97
- 에리크 로이 – 선덜랜드 – 1999–2001
- 조르지뇨 뤼터 – 리즈 유나이티드 – 2022–23
- 바카리 사냐 – 아스널, 맨체스터 시티 – 2007–17
- 야야 사노고 – 아스널, 크리스털 팰리스 – 2013–15
- 루이 사아 – 뉴캐슬 유나이티드, 풀럼, 맨체스터 유나이티드, 에버턴, 토트넘 홋스퍼, 선덜랜드 – 1998–99, 2001–13
- 알랑 생막시맹 – 뉴캐슬 유나이티드 – 2019–
- 마마두 사코 – 리버풀, 크리스털 팰리스 – 2013–21
- 윌리암 살리바 – 아스널 – 2022–
- 모르강 상송 – 애스턴 빌라 – 2020–23
- 말랑 사르 – 첼시 – 2021–22
- 세바스티앵 셰멜 – 웨스트햄 유나이티드, 포츠머스 – 2000–04
- 모르간 슈네데를랭 – 사우샘프턴, 맨체스터 유나이티드, 에버턴 – 2012–20
- 앙투안 시비에르스키 – 맨체스터 시티, 뉴캐슬 유나이티드, 위건 애슬레틱 – 2003–09
- 지브릴 시디베 – 에버턴 – 2019–20
- 미카엘 실베스트르 – 맨체스터 유나이티드, 아스널 – 1999–2010
- 플로랭 시나마 퐁골레 – 리버풀, 블랙번 로버스 – 2003–06[Note 25]
- 무사 시소코 – 뉴캐슬 유나이티드, 토트넘 홋스퍼, 왓퍼드 – 2012–22
- 다비드 소메일 – 맨체스터 시티, 셰필드 유나이티드 – 2002–07[Note 26][Note 27]
- 부바카리 수마레 – 레스터 시티 – 2021–23
- 세바스티앵 스킬라치 – 아스널 – 2010–12[Note 106]
- 벤자민 스탐불리 – 토트넘 홋스퍼 – 2014–15
- 루도비츠 실베스트르 – 블랙풀 – 2010–11
- 알랑 찹트셰 – 리버풀, 크리스털 팰리스 – 2013–21
- 다비드 테리에 – 웨스트햄 유나이티드 – 1997–98
- 플로리앙 토뱅 – 뉴캐슬 유나이티드 – 2015–16
- 케뱅 테오필르카테린 – 카디프 시티 – 2013–14
- 파트리크 발레리 – 블랙번 로버스 – 1997–98
- 라파엘 바란 – 맨체스터 유나이티드 – 2021–
- 조르당 베레투 – 애스턴 빌라 – 2015–16
- 파트리크 비에라 – 아스널, 맨체스터 시티 – 1996–2005, 2009–11[Note 28]
- 그레고리 비그날 – 리버풀, 포츠머스, 버밍엄 시티 – 2000–03, 2005–06, 2009–10
- 장가이 왈렘 – 코번트리 시티 – 1998–99
- 실뱅 윌토르 – 아스널 – 2000–04
- 마푸 양가음비와 – 뉴캐슬 유나이티드 – 2012–14[Note 36]
- 퀴르트 주마 – 첼시, 스토크 시티, 에버턴, 웨스트햄 유나이티드 – 2014–
- 로날드 주바르 – 울버햄프턴 원더러스 – 2009–12[Note 26][Note 27]

### 핀란드
- 페테르 엥켈만 – 애스턴 빌라, 블랙번 로버스 – 1999–2000, 2001–04
- 마르쿠스 포르스 – 브렌트퍼드 – 2021–22
- 미카엘 포르셀 – 첼시, 버밍엄 시티 – 1998–99, 2001–02, 2003–06, 2007–08[Note 19]
- 사미 휘피애 – 리버풀 – 1999–2009
- 유시 얘스켈래이넨 – 볼턴 원더러스, 웨스트햄 유나이티드 – 2001–15
- 요나탄 요한손 – 찰턴 애슬레틱 – 2000–06[Note 23]
- 토니 칼리오 – 풀럼 – 2008–10
- 유나스 콜카 – 크리스털 팰리스 – 2004–05
- 셰프키 쿠치 – 블랙번 로버스, 풀럼, 뉴캐슬 유나이티드 – 2005–08, 2010–11[Note 78]
- 야리 리트마넨 – 리버풀 – 2000–02
- 안티 니에미 – 사우샘프턴, 풀럼 – 2002–08
- 미추 파텔라이넨 – 볼턴 원더러스 – 1995–96
- 페트리 파사넨 – 포츠머스 – 2003–04
- 테무 푸키 – 노리치 시티 – 2019–20, 2021–22
- 아키 리힐라티 – 크리스털 팰리스 – 2004–05
- 테무 타이니오 – 토트넘 홋스퍼, 선덜랜드, 버밍엄 시티 – 2005–10
- 한누 티히넨 – 웨스트햄 유나이티드 – 2000–01
- 시모 발라카리 – 더비 카운티 – 2000–02

### 헝가리
- 보그단 아담 – 볼턴 원더러스, 리버풀 – 2010–12, 2015–16
- 부자키 아코스 – 퀸스 파크 레인저스 – 2011–12
- 퓔뢰프 마르톤 – 선덜랜드, 맨체스터 시티, 웨스트브로미치 앨비언 – 2007–10, 2011–12
- 게러 졸탄 – 웨스트브로미치 앨비언, 풀럼 – 2004–06, 2008–14
- 헐모시 피테르 – 헐 시티 – 2008–09
- 키라이 가보르 – 크리스털 팰리스, 애스턴 빌라 – 2004–05, 2006–07
- 코즈마 이스트반 – 리버풀 – 1992–93
- 쿠루츠 피테르 – 웨스트햄 유나이티드 – 2009–10
- 프리슈킨 터마시 – 왓퍼드 – 2006–07[Note 45]
- 토르겔레 샨도르 – 크리스털 팰리스 – 2004–05

## 북중미카리브 (CONCACAF)

### 가이아나
- 매튜 브릭스 – 풀럼 – 2006–07, 2010–14[Note 4][Note 44]
- 칼 코트 – 윔블던, 뉴캐슬 유나이티드, 울버햄프턴 원더러스 – 1996–2004[Note 4][Note 44]
- 레온 코트 – 스토크 시티, 번리 – 2008–10[Note 4]
- 닐 댄스 – 블랙번 로버스, 버밍엄 시티 – 2002–04, 2007–08[Note 4]

### 과들루프
- 디미트리 풀키에 – 왓퍼드 – 2019–20

### 과테말라
- 너새니얼 멘데스랭 – 카디프 시티 – 2018–19

### 그레나다
- 셴던 밥티스트 – 브렌트퍼드 – 2021–
- 델로이 페이시 – 볼턴 원더러스 – 2002–04[Note 4]
- 제이슨 로버츠 – 웨스트브로미치 앨비언, 포츠머스, 위건 애슬레틱, 블랙번 로버스, 레딩 – 2002–04, 2005–13[Note 4]

### 멕시코
- 파블로 바레라 – 웨스트햄 유나이티드 – 2010–11
- 하레드 보르헤티 – 볼턴 원더러스 – 2005–06
- 네리 카스티요 – 맨체스터 시티 – 2007–08
- 조바니 도스 산토스 – 토트넘 홋스퍼 – 2008–12
- 기예르모 프랑코 – 웨스트햄 유나이티드 – 2009–10[Note 49]
- 하비에르 에르난데스 – 맨체스터 유나이티드, 웨스트햄 유나이티드 – 2010–16, 2017–20
- 라울 히메네스 – 울버햄프턴 원더러스 – 2018–
- 미겔 라윤 – 왓퍼드 – 2015–16
- 카를로스 살시도 – 풀럼 – 2010–11
- 카를로스 벨라 – 아스널, 웨스트브로미치 앨비언 – 2008–11

### 몬트세랫
- 브랜던 컴리 – 퀸스 파크 레인저스 – 2014–15[Note 4]
- 브루스 다이어 – 크리스털 팰리스 – 1994–95, 1997–98[Note 4][Note 44]
- 루엘 폭스 – 노리치 시티, 뉴캐슬 유나이티드, 토트넘 홋스퍼 – 1992–2000[Note 4][Note 51]

### 미국
- 브렌든 에런슨 – 리즈 유나이티드 – 2022–23
- 타일러 애덤스 – 리즈 유나이티드 – 2022–23
- 조지 앨티도어 – 헐 시티, 선덜랜드 – 2009–10, 2013–15
- 폴라린 발로건 – 아스널 – 2021–22, 2023–
- 다마커스 비즐리 – 맨체스터 시티 – 2006–07
- 카를로스 보카네그라 – 풀럼 – 2003–08
- 마이클 브래들리 – 애스턴 빌라 – 2010–11
- 제프 캐머런 – 스토크 시티 – 2012–18
- 보비 컨베이 – 레딩 – 2006–08
- 제이 더메릿 – 왓퍼드 – 2006–07
- 클린트 뎀프시 – 풀럼, 토트넘 홋스퍼 – 2006–14
- 랜던 도너번 – 에버턴 – 2009–10, 2011–12
- 모리스 에두 – 스토크 시티 – 2012–13
- 베니 페일하버 – 더비 카운티 – 2007–08[Note 18]
- 이언 퍼우어 – 웨스트햄 유나이티드, 더비 카운티 – 1999–2000, 2001–02
- 브래드 프리들 – 리버풀, 블랙번 로버스, 애스턴 빌라, 토트넘 홋스퍼 – 1997–2000, 2001–14
- 라이던 구치 – 선덜랜드 – 2016–17[Note 111]
- 브래드 구잔 – 애스턴 빌라, 미들즈브러 – 2008–09, 2011–17
- 마커스 하네만 – 레딩, 울버햄프턴 원더러스 – 2006–08, 2009–11
- 존 하키스 – 셰필드 웬즈데이, 웨스트햄 유나이티드, 노팅엄 포리스트 – 1992–93, 1995–96, 1998–99
- 스튜어트 홀든 – 볼턴 원더러스 – 2009–11[Note 75]
- 팀 하워드 – 맨체스터 유나이티드, 에버턴 – 2003–16
- 에머슨 하이드먼 – 본머스 – 2017–19
- 에디 존슨 – 풀럼 – 2007–08, 2009–11
- 제말 존슨 – 블랙번 로버스 – 2004–06
- 코비 존스 – 코번트리 시티 – 1994–95
- 저메인 존스 – 블랙번 로버스 – 2010–11[Note 19][Note 76]
- 케이시 켈러 – 레스터 시티, 토트넘 홋스퍼, 사우샘프턴, 풀럼 – 1996–99, 2001–05, 2007–08
- 조번 키로프스키 – 버밍엄 시티 – 2002–04
- 에디 루이스 – 풀럼, 더비 카운티 – 2001–02, 2007–08
- 에릭 리차즈 – 애스턴 빌라 – 2010–13
- 맷 미아즈가 – 첼시 – 2015–16[Note 33]
- 브라이언 맥브라이드 – 에버턴, 풀럼 – 2002–08
- 웨스턴 매케니 – 리즈 유나이티드 – 2022–23
- 조맥스 무어 – 에버턴 – 1999–2002
- 오구치 오니예우 – 뉴캐슬 유나이티드 – 2006–07
- 오웬 오타소위 – 울버햄프턴 원더러스 – 2020–21
- 프레키 – 에버턴 – 1992–94[Note 71]
- 크리스천 풀리식 – 첼시 – 2019–
- 팀 림 – 볼턴 원더러스, 풀럼 – 2011–12, 2018–19, 2020–21, 2022–
- 클라우디오 레이나 – 선덜랜드, 맨체스터 시티 – 2001–07
- 크리스 리처즈 – 크리스털 팰리스 – 2022–
- 앤토니 로빈슨 – 풀럼 – 2020–21, 2022–
- 조시 사전트 – 노리치 시티 – 2021–22
- 브렉 셰어 – 스토크 시티 – 2012–14
- 조안 스미스 – 볼턴 원더러스 – 2006–07
- 유르겐 소머 – 퀸스 파크 레인저스 – 1995–96
- 조너선 스펙터 – 맨체스터 유나이티드, 찰턴 애슬레틱, 웨스트햄 유나이티드 – 2004–11
- 잭 스테판 – 맨체스터 시티 – 2020–22
- 인디애나 바실레프 – 애스턴 빌라 – 2019–20
- 로이 웨걸 – 블랙번 로버스, 코번트리 시티 – 1992–95[Note 14]
- 자크 화이트브레드 – 노리치 시티 – 2011–12
- 대니 윌리엄스 – 허더즈필드 타운 – 2017–19[Note 19][Note 113]
- 디앤드리 예들린 – 토트넘 홋스퍼, 선덜랜드, 뉴캐슬 유나이티드 – 2014–16, 2017–21

### 바베이도스
- 닉 블랙먼 – 블랙번 로버스, 레딩 – 2011–13
- 에머슨 보이스 – 크리스털 팰리스, 위건 애슬레틱 – 2004–05, 2006–13[Note 4]
- 그레고리 구드리지 – 퀸스 파크 레인저스 – 1995–96
- 폴 이필 – 셰필드 유나이티드 – 2006–07[Note 4]

### 버뮤다
- 숀 고터 – 맨체스터 시티 – 2000–01, 2002–03
- 카일 라이트본 – 코번트리 시티 – 1997–98
- 나키 웰스 – 번리 – 2017–18

### 세인트키츠 네비스
- 바비 보리 – 크리스털 팰리스 – 1992–93, 1994–95[Note 4]
- 새지 버턴 – 크리스털 팰리스 – 1997–98[Note 4]
- 애덤 뉴턴 – 웨스트햄 유나이티드 – 1999–2000[Note 4][Note 44]
- 로메인 소이어스 – 웨스트브로미치 앨비언 – 2020–21
- 칼럼 윌록 – 풀럼 – 2001–03[Note 4]

### 수리남
- 라이안 동크 – 웨스트브로미치 앨비언 – 2008–09

### 앤티가 바부다
- 모제스 애쉬코디 – 왓퍼드 – 2006–07[Note 54][Note 61]
- 덱스터 블랙스톡 – 사우샘프턴 – 2004–05[Note 4][Note 44]
- 미켈레 레이저트우드 – 크리스털 팰리스, 셰필드 유나이티드, 레딩 – 2004–05, 2006–07, 2012–13[Note 4]

### 온두라스
- 로저 에스피노자 – 위건 애슬레틱 – 2012–13
- 마이노르 피게로아 – 위건 애슬레틱, 헐 시티 – 2007–15
- 이반 게레로 – 코번트리 시티 – 2000–01
- 밀톤 누녜스 – 선덜랜드 – 1999–2000
- 윌슨 팔라시오스 – 버밍엄 시티, 위건 애슬레틱, 토트넘 홋스퍼, 스토크 시티 – 2007–15
- 엔드리 토마스 – 위건 애슬레틱 – 2009–11

### 자메이카
- 롤랜도 에런스 – 뉴캐슬 유나이티드 – 2014–16, 2017–18
- 미카일 안토니오 – 웨스트햄 유나이티드 – 2015–
- 레온 베일리 – 애스턴 빌라 – 2021–
- 자일스 번스 – 더비 카운티, 웨스트브로미치 앨비언 – 2007–08, 2010–11[Note 4][Note 61]
- 저메인 벡퍼드 – 에버턴 – 2010–12[Note 4]
- 트레버 벤자민 – 레스터 시티 – 2000–02, 2003–04[Note 4][Note 44]
- 엘리엇 베넷 – 노리치 시티 – 2011–14[Note 4]
- 데온 버턴 – 더비 카운티, 포츠머스 – 1997–2002, 2003–04[Note 4]
- 대런 바이필드 – 애스턴 빌라 – 1997–98[Note 4]
- 재멀 캠밸리스 – 찰턴 애슬레틱 – 2002–04[Note 4]
- 숀 커밍스 – 레딩 – 2012–13[Note 4]
- 클라우드 데이비스 – 셰필드 유나이티드, 더비 카운티 – 2006–08
- 사이먼 도킨스 – 애스턴 빌라 – 2012–13[Note 4]
- 바비 데코르도바리드 – 카디프 시티, 풀럼 – 2018–19, 2020–21, 2022–
- 로이드 도일리 – 왓퍼드 – 2006–07[Note 4]
- 로비 얼 – 윔블던 – 1992–2000[Note 4]
- 제이슨 우얼 – 윔블던, 찰턴 애슬레틱, 미들즈브러, 블랙풀 – 1995–2000, 2001–07, 2010–11[Note 4][Note 44]
- 데미언 프랜시스 – 윔블던, 노리치 시티, 위건 애슬레틱, 왓퍼드 – 1997–98, 1999–2000, 2004–07[Note 4]
- 리카르도 풀러 – 포츠머스, 스토크 시티 – 2004–05, 2008–12
- 리카르도 가드너 – 볼턴 원더러스 – 2001–12
- 마커스 게일 – 윔블던 – 1993–2000[Note 4]
- 루이스 그라반 – 노리치 시티, 본머스 – 2015–2017[Note 4]
- 앤서니 그랜트 – 첼시 – 2004–05
- 안드레 그레이 – 번리, 왓퍼드 – 2016–20
- 데마라이 그레이 – 레스터 시티, 에버턴 – 2015–
- 폴 홀 – 코번트리 시티 – 1998–2000[Note 4]
- 배리 헤일스 – 풀럼 – 2001–04[Note 4][Note 82]{{Cref2|Note 91}
- 마이클 헥터 – 풀럼 – 2020–21
- 오마리 허친슨 – 첼시 – 2022–
- 마이카 하이드 – 왓퍼드 – 1999–2000[Note 4]
- 데이비드 존슨 – 입스위치 타운 – 2000–01[Note 51]
- 저메인 존슨 – 볼턴 원더러스 – 2001–03
- 마이클 존슨 – 버밍엄 시티, 더비 카운티 – 2002–03, 2007–08[Note 4]
- 말론 킹 – 왓퍼드, 위건 애슬레틱, 헐 시티, 미들즈브러 – 2006–10[Note 4]
- 제이미 로렌스 – 레스터 시티, 브래드퍼드 시티 – 1994–95, 1996–97, 1999–2001[Note 4]
- 덱스터 렘비키사 – 울버햄프턴 원더러스 – 2022–
- 케빈 리즈비 – 찰턴 애슬레틱 – 1998–99, 2000–07[Note 4]
- 자말 로 – 본머스 – 2022–23
- 제머 로자 – 노리치 시티 – 2013–14
- 대니 매딕스 – 퀸스 파크 레인저스 – 1992–93, 1994–96[Note 4]
- 에이드리언 마리아파 – 왓퍼드, 레딩, 크리스털 팰리스 – 2006–07, 2012–20[Note 4]
- 조비 맥아너프 – 레딩 – 2012–13[Note 4]
- 개러스 매클리어리 – 레딩 – 2012–13[Note 4]
- 대런 무어 – 웨스트브로미치 앨비언, 더비 카운티 – 2002–03, 2004–06, 2007–08[Note 4]
- 리암 무어 – 레스터 시티 – 2014–15
- 웨스 모건 – 레스터 시티 – 2014–21[Note 4]
- 라벨 모리슨 – 웨스트햄 유나이티드, 셰필드 유나이티드 – 2013–15, 2019–20[Note 4]
- 나이런 노스워시 – 선덜랜드 – 2005–06, 2007–10[Note 4]
- 케이시 팔머 – 허더즈필드 타운 – 2017–18
- 이선 피녹 – 브렌트퍼드 – 2021–
- 대릴 포웰 – 더비 카운티, 버밍엄 시티 – 1996–2003[Note 4]
- 마빈 로빈슨 – 더비 카운티 – 1998–2000, 2001–02[Note 4]
- 시오 로빈슨 – 왓퍼드 – 2006–07[Note 4]
- 루턴 셸턴 – 셰필드 유나이티드 – 2006–07
- 피츠로이 심슨 – 맨체스터 시티 – 1992–95[Note 4]
- 프랭크 싱클레어 – 첼시, 레스터 시티 – 1992–2002, 2003–04[Note 4]
- 케빈 스튜어트 – 리버풀 – 2015–17
- 리 윌리엄슨 – 왓퍼드 – 2006–07[Note 4]

### 캐나다
- 스콧 아필드 – 번리 – 2014–15, 2016–18[Note 75][Note 98]
- 짐 브레넌 – 노리치 시티 – 2004–05
- 시오 코비아누 – 울버햄프턴 원더러스 – 2020–21
- 테리 던필드 – 맨체스터 시티 – 2000–01[Note 88]
- 데이비드 에드거 – 뉴캐슬 유나이티드, 번리 – 2006–10
- 그레이그 포리스트 – 입스위치 타운, 첼시, 웨스트햄 유나이티드 – 1992–95, 1996–2001
- 주니어 호일렛 – 블랙번 로버스, 퀸스 파크 레인저스 – 2009–13, 2014–15
- 시미언 잭슨 – 노리치 시티 – 2011–13[Note 11]
- 토마스 란진스키 – 에버턴, 풀럼 – 2001–07[Note 12]
- 폴 스톨테리 – 토트넘 홋스퍼, 풀럼 – 2005–08
- 프랭크 옐롭 – 입스위치 타운 – 1992–95[Note 4]

### 코스타리카
- 조엘 캠벨 – 아스널 – 2014–16
- 크리스티안 감보아 – 웨스트브로미치 앨비언 – 2014–16
- 케일러 나바스 – 노팅엄 포리스트 – 2022–23
- 브리안 오비에도 – 에버턴, 선덜랜드 – 2012–17
- 브리안 루이스 – 풀럼 – 2011–14
- 마우리시오 솔리스 – 더비 카운티 – 1996–98
- 파울로 완초페 – 더비 카운티 FC, 웨스트햄 유나이티드, 맨체스터 시티 – 1996–2001, 2003–04

### 쿠바
- 오넬 에르난데스 – 노리치 시티 – 2019–20

### 퀴라소
- 케미 아구스틴 – 스완지 시티 – 2011–13[Note 42]
- 퓌르논 아니타 – 뉴캐슬 유나이티드 – 2012–16
- 주니뉴 바쿠나 – 허더즈필드 타운 – 2018–19
- 레안드로 바쿠나 – 애스턴 빌라 – 2013–16[Note 3][Note 42]
- 케니 호레 – 스완지 시티 – 2014–15[Note 42]
- 위르헌 로카디아 – 브라이턴 & 호브 앨비언 – 2017–20, 2021–22
- 쿠코 마르티나 – 사우샘프턴, 에버턴 – 2015–18
- 셸턴 마르티스 – 웨스트브로미치 앨비언 – 2008–09
- 리차이로 지브코비치 – 셰필드 유나이티드 – 2019–20

### 트리니다드 토바고
- 이언 콕스 – 크리스털 팰리스 – 1994–95[Note 4]
- 칼로스 에드워즈 – 선덜랜드 – 2007–09
- 샤카 히즐롭 – 뉴캐슬 유나이티드, 웨스트햄 유나이티드, 포츠머스 – 1995–2002, 2003–06[Note 4][Note 44]
- 가빈 호이트 – 아스널 – 2008–09[Note 4][Note 63]
- 저스틴 호이트 – 아스널, 선덜랜드, 미들즈브러, – 2002–09[Note 4][Note 44]
- 스턴 존 – 버밍엄 시티, 선덜랜드 – 2002–05, 2007–08
- 켄윈 존스 – 사우샘프턴, 선덜랜드, 스토크 시티, 카디프 시티 – 2004–05, 2007–14
- 클린트 마셜 – 반즐리 – 1997–98
- 제이로이드 새뮤얼 – 애스턴 빌라, 볼턴 원더러스 – 1999–2010[Note 44]
- 제이슨 스코틀랜드 – 위건 애슬레틱 – 2009–10
- 토니 워너 – 풀럼 – 2005–06, 2007–08[Note 4]
- 드와이트 요크 – 애스턴 빌라, 맨체스터 유나이티드, 블랙번 로버스, 버밍엄 시티, 선덜랜드 – 1992–2005, 2007–09

## 오세아니아 (OFC)

### 뉴질랜드
- 사이먼 엘리엇 – 풀럼 – 2005–06
- 대니 헤이 – 리즈 유나이티드 – 2000–01
- 라이언 넬슨 – 블랙번 로버스, 토트넘 홋스퍼, 퀸스 파크 레인저스 – 2004–13
- 리 노포크 – 입스위치 타운 – 1994–95
- 윈스턴 리드 – 웨스트햄 유나이티드 – 2010–11, 2012–18[Note 60]
- 크리스 우드 – 웨스트브로미치 앨비언, 레스터 시티, 번리, 뉴캐슬 유나이티드, 노팅엄 포리스트 – 2008–09, 2010–11, 2014–15, 2017–

## 남아메리카 (CONMEBOL)

### 베네수엘라
- 페르난도 아모레비에타 – 풀럼 – 2013–14[Note 77][Note 70]
- 살로몬 론돈 – 웨스트브로미치 앨비언, 뉴캐슬 유나이티드, 에버턴 – 2015–19, 2021–23

### 볼리비아
- 하이메 모레노 – 미들즈브러 – 1995–96
- 마르셀로 모레노 – 위건 애슬레틱 – 2009–10[Note 96]

### 브라질
- 알레스 – 첼시 – 2007–12
- 알리송 베케르 – 리버풀 – 2018–
- 알랑 – 에버턴 – 2020–22
- 아폰소 아우베스 – 미들즈브러 – 2007–09
- 안데르송 – 맨체스터 유나이티드 – 2007–15
- 안데르송 시우바 – 에버턴 – 2006–07
- 안토니 – 맨체스터 유나이티드 – 2022–
- 파비우 아우렐리우 – 리버풀 – 2006–11
- 줄리우 바프티스타 – 아스널 – 2006–07
- 줄리아누 벨레치 – 첼시 – 2007–10
- 베르나르드 – 에버턴 – 2018–21
- 베르나르두 – 브라이턴 & 호브 앨비언 – 2018–21
- 레오 보나치니 – 울버햄프턴 원더러스 – 2018–19
- 브랑코 – 미들즈브러 – 1995–97
- 카사파 – 뉴캐슬 유나이티드 – 2007–09
- 카를루스 비니시우스 – 토트넘 홋스퍼, 풀럼 – 2020–21, 2022–
- 카제미루 – 맨체스터 유나이티드 – 2022–
- 필리피 코치뉴 – 리버풀, 애스턴 빌라 – 2012–18, 2021–
- 다닐루 – 맨체스터 시티 – 2017–19
- 다닐루 – 노팅엄 포리스트 – 2022–
- 다비드 루이스 – 첼시, 아스널 – 2011–14, 2016–21
- 데니우송 – 아스널 – 2006–11
- 지에구 카를루스 – 애스턴 빌라 – 2022–
- 도니 – 리버풀 – 2011–12
- 도리바 – 미들즈브러 – 2002–06
- 도글라스 루이스 – 애스턴 빌라 – 2019–
- 에데르송 – 맨체스터 시티 – 2017–
- 에두 – 아스널 – 2000–05
- 일라누 – 맨체스터 시티 – 2007–09
- 에메르송 – 미들즈브러 – 1996–97
- 이메르송 로얄 – 토트넘 홋스퍼 – 2021–
- 에반드루 – 헐 시티 – 2016–17
- 파비뉴 – 리버풀 – 2018–
- 파비우 – 맨체스터 유나이티드, 퀸스 파크 레인저스, 카디프 시티, 미들즈브러 – 2009–14, 2016–17
- 펠리피 – 노팅엄 포리스트 – 2022–
- 펠리피 안데르송 – 웨스트햄 유나이티드 – 2018–21
- 페르난지뉴 – 맨체스터 시티 – 2013–22
- 페르난두 – 맨체스터 시티 – 2014–17
- 필리피 루이스 – 첼시 – 2014–15
- 호베르투 피르미누 – 리버풀 – 2015–23
- 프레드 – 맨체스터 유나이티드 – 2018–
- 푸마사 – 뉴캐슬 유나이티드 – 1999–2000
- 가브리에우 제주스 – 맨체스터 시티, 아스널 – 2016–
- 가브리에우 마갈량이스 – 아스널 – 2020–
- 가브리엘 마르티넬리 – 아스널 – 2019–
- 가브리에우 파울리스타 – 아스널 – 2014–17
- 제오반니 – 맨체스터 시티, 헐 시티 – 2007–10
- 지우베르투 – 토트넘 홋스퍼 – 2007–09
- 지우베르투 시우바 – 아스널 – 2002–08
- 글라우베르 – 맨체스터 시티 – 2008–09
- 에우렐류 고메스 – 토트넘 홋스퍼, 왓퍼드 – 2008–11, 2015–18
- 브루누 기마랑이스 – 뉴캐슬 유나이티드 – 2021–
- 굴리 두 프라두 – 사우샘프턴 – 2012–14
- 구스타부 스카르파 – 노팅엄 포리스트 – 2022–
- 일랑 – 웨스트햄 유나이티드 – 2009–10
- 이사이아스 – 코번트리 시티 – 1995–97
- 마리우 자르데우 – 볼턴 원더러스 – 2003–04
- 조 – 맨체스터 시티, 에버턴 – 2008–11
- 주앙 고메스 – 울버햄프턴 원더러스 – 2022–
- 주앙 페드루 – 왓퍼드, 브라이턴 & 호브 앨비언 – 2019–20, 2021–22, 2023–
- 조엘린통 – 뉴캐슬 유나이티드 – 2019–
- 줄리우 세자르 – 볼턴 원더러스 – 2004–05
- 줄리우 세자르 – 퀸스 파크 레인저스 – 2012–13
- 주니뉴 – 미들즈브러 – 1995–97, 1999–2000, 2002–04
- 카이키 – 맨체스터 시티 – 2021–22
- 케네지 – 첼시, 왓퍼드, 뉴캐슬 유나이티드 – 2015–19, 2021–22
- 클레베르송 – 맨체스터 유나이티드 – 2003–05
- 헤낭 로지 – 노팅엄 포리스트 – 2022–23
- 루카스 레이바 – 리버풀 – 2007–17
- 루카스 모우라 – 토트넘 홋스퍼 – 2017–23
- 루카스 파케타 – 웨스트햄 유나이티드 – 2022–
- 리앙쿠 – 사우샘프턴 – 2021–23
- 마이콩 – 맨체스터 시티 – 2012–13
- 페르난두 마르사우 – 울버햄프턴 원더러스 – 2020–22
- 마르키뉴스 – 아스널 – 2022–23
- 마테우스 쿠냐 – 울버햄프턴 원더러스 – 2022–23
- 미네이루 – 첼시 – 2008–09
- 네네 – 웨스트햄 유나이티드 – 2014–15
- 네투 – 본머스 – 2022–
- 오스카르 – 첼시 – 2012–17
- 알레샨드리 파투 – 첼시 – 2015–16
- 파울리뉴 – 토트넘 홋스퍼 – 2013–15
- 안드레아스 페레이라 – 맨체스터 유나이티드, 풀럼 – 2014–16, 2018–20, 2022–[Note 15][Note 84]
- 마테우스 페레이라 – 웨스트브로미치 앨비언 – 2020–21
- 브루누 페로네 – 퀸스 파크 레인저스 – 2011–12
- 루카스 피아종 – 첼시 – 2012–13
- 하파에우 – 맨체스터 유나이티드 – 2008–15
- 하미리스 – 첼시 – 2010–16
- 하피냐 – 리즈 유나이티드 – 2020–22
- 히샤를리송 – 왓퍼드, 에버턴, 토트넘 홋스퍼 – 2017–
- 더글라스 히나우디 – 왓퍼드 – 2006–07
- 호비뉴 – 맨체스터 시티 – 2008–10
- 파비우 호쳄베크 – 미들즈브러 – 2005–08
- 호드리구 – 에버턴 – 2002–03
- 호케 주니오르 – 리즈 유나이티드 – 2003–04
- 사미르 – 왓퍼드 – 2021–22
- 산드루 – 토트넘 홋스퍼, 퀸스 파크 레인저스, 웨스트브로미치 앨비언 – 2010–16
- 안드레 산투스 – 아스널 – 2011–12
- 하파에우 슈미츠 – 버밍엄 시티 – 2007–08
- 치아구 시우바 – 첼시 – 2020–
- 시우비뉴 – 아스널, 맨체스터 시티 – 1999–2001, 2009–10
- 알렉스 텔레스 – 맨체스터 유나이티드 – 2020–22
- 테테 – 레스터 시티 – 2022–23
- 에메르송 솜 – 셰필드 웬즈데이, 첼시, 선덜랜드, 볼턴 원더러스 – 1997–2004
- 웨슬리 – 애스턴 빌라 – 2019–22
- 윌리앙 – 첼시, 아스널, 풀럼 – 2013–21, 2022–
- 윌리앙 주제 – 울버햄프턴 원더러스 – 2020–21

### 아르헨티나
- 세르히오 아궤로 – 맨체스터 시티 – 2011–21
- 카를로스 알카라스 – 사우샘프턴 – 2022–23
- 훌리안 알바레스 – 맨체스터 시티 – 2022
- 리키 알바레스 – 선덜랜드 – 2014–15
- 마르코스 앙헬레리 – 선덜랜드 – 2010–11
- 훌리오 아르카 – 선덜랜드, 미들즈브러 – 2000–03, 2005–09
- 크리스티안 바세다스 – 뉴캐슬 유나이티드 – 2000–02
- 루시아노 베치오 – 노리치 시티 – 2012–14
- 페데리코 베소네 – 스완지 시티 – 2011–12
- 세바스티안 블란코 – 웨스트브로미치 앨비언 – 2014–15
- 마우로 보셀리 – 위건 애슬레틱 – 2010–11, 2012–13
- 에밀리아노 부엔디아 – 노리치 시티, 애스턴 빌라 – 2019–20, 2021–
- 파쿤도 부오나노테 – 브라이턴 & 호브 앨비언 – 2022–
- 파비안 카바예로 – 아스널 – 1998–99
- 윌리 카바예로 – 맨체스터 시티, 첼시, 사우샘프턴 – 2014–22
- 호나탄 카예리 – 웨스트햄 유나이티드 – 2016–17
- 에스테반 캄비아소 – 레스터 시티 – 2014–15
- 오라시오 카르보나리 – [더비 카운티 FC|더비 카운티]] – 1998–2002
- 귀도 카리요 – 사우샘프턴 – 2017–18
- 후안 코비안 – 셰필드 웬즈데이 – 1998–99
- 파브리시오 콜로치니 – 뉴캐슬 유나이티드 – 2008–09, 2010–16
- 다니엘 코르도네 – 뉴캐슬 유나이티드 – 2000–01
- 에르난 크레스포 – 첼시 – 2003–04, 2005–06
- 안드레스 달레산드로 – 포츠머스 – 2005–06
- 마르틴 데미첼리스 – 맨체스터 시티 – 2013–16
- 앙헬 디 마리아 – 맨체스터 유나이티드 – 2014–15
- 프랑코 디 산토 – 첼시, 블랙번 로버스, 위건 애슬레틱 – 2008–13
- 알레한드로 파우를린 – 퀸스 파크 레인저스 – 2011–13, 2014–15
- 페데리코 파시오 – 토트넘 홋스퍼 – 2014–15
- 엔소 페르난데스 – 첼시 – 2022–
- 페데리코 페르난데스 – 스완지 시티, 뉴캐슬 유나이티드 – 2014–22
- 루시아노 피게로아 – 버밍엄 시티 – 2003–04
- 마우로 포르미카 – 블랙번 로버스 – 2011–12
- 후안 포이스 – 토트넘 홋스퍼 – 2018–20
- 에스테반 푸에르테스 – 더비 카운티 – 1999–2000
- 라미로 푸네스 모리 – 에버턴 – 2015–18
- 알레한드로 가르나초 – 맨체스터 유나이티드 – 2021–
- 파울로 가사니가 – 사우샘프턴, 토트넘 홋스퍼 – 2012–16, 2017–20
- 호나스 구티에레스 – 뉴캐슬 유나이티드, 노리치 시티 – 2008–09, 2010–15
- 가브리엘 에인세 – 맨체스터 유나이티드 – 2004–07
- 마르틴 에레라 – 풀럼 – 2002–03
- 곤살로 이과인 – 첼시 – 2018–19
- 에밀리아노 인수아 – 리버풀 – 2006–10
- 에리크 라멜라 – 토트넘 홋스퍼 – 2013–21
- 마누엘 란시니 – 웨스트햄 유나이티드 – 2015–
- 조바니 로 셀소 – 토트넘 홋스퍼 – 2019–22
- 알렉시스 마크 알리스테르 – 브라이턴 & 호브 앨비언, 리버풀 – 2019–
- 카를로스 마리넬리 – 미들즈브러 – 1999–2004
- 에밀리아노 마르티네스 – 아스널, 애스턴 빌라 – 2014–15, 2016–17, 2019–
- 리산드로 마르티네스 – 맨체스터 유나이티드 – 2022–
- 하비에르 마스체라노 – 웨스트햄 유나이티드, 리버풀 – 2006–11
- 후안 카를로스 멘세게스 – 웨스트브로미치 앨비언 – 2008–09
- 니콜라스 오타멘디 – 맨체스터 시티 – 2015–20
- 마우리시오 페예그리노 – 리버풀 – 2004–05
- 식스토 페랄타 – 입스위치 타운 – 2001–02
- 로베르토 페레이라 – 왓퍼드 – 2016–20
- 막시모 페론 – 맨체스터 시티 – 2022–
- 이그나시오 푸세토 – 왓퍼드 – 2019–20
- 막시 로드리게스 – 리버풀 – 2009–12
- 마르코스 로호 – 맨체스터 유나이티드 – 2014–20
- 크리스티안 로메로 – 토트넘 홋스퍼 – 2021–
- 세르히오 로메로 – 맨체스터 유나이티드 – 2015–18
- 파쿤도 사바 – 풀럼 – 2002–04
- 리오넬 스칼로니 – 웨스트햄 유나이티드 – 2005–06
- 이그나시오 스코코 – 선덜랜드 – 2013–14
- 마르코스 세네시 – 본머스 – 2022–
- 훌리안 스페로니 – 크리스털 팰리스 – 2004–05, 2013–16, 2017–19
- 데니스 스트라콸루르시 – 에버턴 – 2011–12
- 마우리시오 타리초 – 토트넘 홋스퍼 – 1998–2004
- 카를로스 테베스 – 웨스트햄 유나이티드, 맨체스터 유나이티드, 맨체스터 시티 – 2006–13
- 레오나르도 우요아 – 레스터 시티, 브라이턴 & 호브 앨비언 – 2014–18
- 산티아고 베르지니 – 선덜랜드 – 2013–15
- 후안 세바스티안 베론 – 맨체스터 유나이티드, 첼시 – 2001–04
- 루시아노 비에토 – 풀럼 – 2018–19
- 에마누엘 비야 – 더비 카운티 – 2007–08
- 넬손 비바스 – 아스널 – 1998–2001
- 클라우디오 야코브 – 웨스트브로미치 앨비언 – 2012–18
- 파블로 사발레타 – 맨체스터 시티, 웨스트햄 유나이티드 – 2008–20
- 마우로 사라테 – 버밍엄 시티, 웨스트햄 유나이티드, 퀸스 파크 레인저스, 왓퍼드 – 2007–08, 2014–17
- 루시아노 사바노 – 더비 카운티 – 2001–02

### 에콰도르
- 크리스티안 베니테스 – 버밍엄 시티 – 2009–10
- 펠리페 카이세도 – 맨체스터 시티 – 2007–09
- 모이세스 카이세도 – 브라이턴 & 호브 앨비언 – 2021–
- 세군도 카스티요 – 에버턴, 울버햄프턴 원더러스 – 2008–10
- 울리세스 데 라 크루스 – 애스턴 빌라, 레딩 – 2002–08
- 아구스틴 델가도 – 사우샘프턴 – 2001–04
- 페르비스 에스투피냔 – 브라이턴 & 호브 앨비언 – 2022–
- 페르난도 게레로 – 번리 – 2009–10
- 이반 카비에데스 – 크리스털 팰리스 – 2004–05
- 헤페르손 몬테로 – 스완지 시티 – 2014–17
- 후안 카를로스 파레데스 – 왓퍼드 – 2015–16
- 헤레미 사르미엔토 – 브라이턴 & 호브 앨비언 – 2021–
- 안토니오 발렌시아 – 위건 애슬레틱, 맨체스터 유나이티드 – 2006–19
- 에네르 발렌시아 – 웨스트햄 유나이티드, 에버턴 – 2014–17

### 우루과이
- 로드리고 벤탕쿠르 – 토트넘 홋스퍼 – 2021–
- 미겔 브리토스 – 왓퍼드 – 2015–19
- 마르틴 카세레스 – 사우샘프턴 – 2016–17
- 에딘손 카바니 – 맨체스터 유나이티드 – 2020–22
- 세바스티안 코아테스 – 리버풀, 선덜랜드 – 2011–13, 2014–16
- 디에고 포를란 – 맨체스터 유나이티드 – 2001–05
- 이그나시오 마리아 곤살레스 – 뉴캐슬 유나이티드 – 2008–09
- 아벨 에르난데스 – 헐 시티 – 2014–15, 2016–17
- 왈테르 알베르토 로페스 – 웨스트햄 유나이티드 – 2008–09
- 디에고 루가노 – 웨스트브로미치 앨비언 – 2013–14
- 윌리엄스 마르티네스 – 웨스트브로미치 앨비언 – 2005–06
- 다르윈 누녜스 – 리버풀 – 2022–
- 왈테르 판디아니 – 버밍엄 시티 – 2004–06
- 아드리안 파스 – 입스위치 타운 – 1994–95
- 파쿤도 펠리스트리 – 맨체스터 유나이티드 – 2022–
- 오마르 포소 – 찰턴 애슬레틱 – 2006–07
- 디에고 포예트 – 웨스트햄 유나이티드 – 2014–15[Note 87][Note 41]
- 구스타보 포예트 – 첼시, 토트넘 홋스퍼 – 1997–2004
- 가스톤 라미레스 – 사우샘프턴, 헐 시티, 미들즈브러 – 2012–17
- 다리오 실바 – 포츠머스 – 2005–06
- 곤살로 소론도 – 크리스털 팰리스, 찰턴 애슬레틱 – 2004–07
- 크리스티안 스투아니 – 미들즈브러 – 2016–17
- 루이스 수아레스 – 리버풀 – 2010–14
- 루카스 토레이라 – 아스널 – 2018–20
- 기예르모 바렐라 – 맨체스터 유나이티드 – 2015–16
- 마티아스 비냐 – 본머스 – 2022–23

### 칠레
- 클라렌세 아쿠냐 – 뉴캐슬 유나이티드 – 2000–03
- 장 보세주르 – 버밍엄 시티, 위건 애슬레틱 – 2010–13
- 클라우디오 브라보 – 맨체스터 시티 – 2016–18, 2019–20
- 마르크 곤살레스 – 리버풀 – 2006–07[Note 14]
- 앙헬로 엔리케스 – 위건 애슬레틱 – 2012–13
- 마우리시오 이슬라 – 퀸스 파크 레인저스 – 2014–15
- 곤살로 하라 – 웨스트브로미치 앨비언 – 2010–12
- 루이스 히메네스 – 웨스트햄 유나이티드 – 2009–10
- 하비에르 마르가스 – 웨스트햄 유나이티드 – 1998–2001
- 가리 메델 – 카디프 시티 – 2013–14
- 다비드 피사로 – 맨체스터 시티 – 2011–12
- 알렉시스 산체스 – 아스널, 맨체스터 유나이티드 – 2014–19
- 프란시스코 시에랄타 – 왓퍼드 – 2021–22
- 에두아르도 바르가스 – 퀸스 파크 레인저스 – 2014–15
- 카를로스 비야누에바 – 블랙번 로버스 – 2008–09

### 콜롬비아
- 스테벤 알사테 – 브라이턴 & 호브 앨비언 – 2019–22
- 후안 파블로 앙헬 – 애스턴 빌라 – 2000–07
- 파블로 아르메로 – 웨스트햄 유나이티드 – 2013–14
- 파우스티노 아스프리야 – 뉴캐슬 유나이티드 – 1995–98
- 후안 콰드라도 – 첼시 – 2014–16
- 루이스 디아스 – 리버풀 – 2021–
- 존 듀란 – 애스턴 빌라 – 2022–
- 베르나르도 에스피노사 – 미들즈브러 – 2016–17
- 라다멜 팔카오 – 맨체스터 유나이티드, 첼시 – 2014–16
- 쿠초 에르난데스 – 왓퍼드 – 2021–22
- 빅토르 이바르보 – 왓퍼드 – 2015–16
- 호세 이스키에르도 – 브라이턴 & 호브 앨비언 – 2017–19, 2020–21
- 제퍼슨 레르마 – 본머스, 크리스털 팰리스 – 2018–20, 2022–
- 예리 미나 – 에버턴 – 2018–23
- 다비드 오스피나 – 아스널 – 2014–18
- 아밀톤 리카르드 – 미들즈브러 – 1998–2002
- 우고 로다예가 – 위건 애슬레틱, 풀럼 – 2008–14
- 하메스 로드리게스 – 에버턴 – 2020–21
- 카를로스 산체스 – 애스턴 빌라, 웨스트햄 유나이티드 – 2014–16, 2018–20
- 다빈손 산체스 – 토트넘 홋스퍼 – 2017–
- 루이스 시니스테라 – 리즈 유나이티드 – 2022–23
- 혼 비아파라 – 포츠머스 – 2005–06
- 후안 카밀로 수니가 – 왓퍼드 – 2016–17

### 파라과이
- 안톨린 알카라스 – 위건 애슬레틱, 에버턴 – 2010–15
- 미겔 알미론 – 뉴캐슬 유나이티드 – 2018–
- 파비안 발부에나 – 웨스트햄 유나이티드 – 2018–21
- 파울로 다 실바 – 선덜랜드 – 2009–11
- 훌리오 엔시소 – 브라이턴 & 호브 앨비언 – 2022–
- 디에고 가빌란 – 뉴캐슬 유나이티드 – 1999–2001
- 후안 이투르베 – 본머스 – 2015–16[Note 49][Note 102]
- 크리스티안 리베로스 – 선덜랜드 – 2010–11
- 로케 산타 크루스 – 블랙번 로버스, 맨체스터 시티 – 2007–11

### 페루
- 안드레 카리요 – 왓퍼드 – 2017-2019
- 디에고 페니 – 번리 – 2009–10
- 클라우디오 피사로 – 첼시 – 2007–08
- 놀베르토 솔라노 – 뉴캐슬 유나이티드, 애스턴 빌라, 웨스트햄 유나이티드 – 1998–2008
- 이스라엘 수니가 – 코번트리 시티 – 1999–2001